# اليمن
اليَمَنُ أو (رسمياً: الجُمْهُوْرِيَّةُ اليَمَنِيَّةُ)، هي دولة عربية تقع جنوب غرب شبه الجزيرة العربية في غرب آسيا. تبلغ مساحتها حوالي 555,000 كيلومترًا مربعًا، ويبلغ عدد سكانها 30,411,000 نسمة حسب الإسقاط السكاني لعام 2020. يحد اليمن من الشمال المملكة العربية السعودية ومن الشرق سلطنة عمان، ولها ساحل جنوبي على بحر العرب وساحل غربي على البحر الأحمر. ولدى اليمن أكثر من مائتي جزيرة في البحر الأحمر وبحر العرب أكبرها جزيرتي سقطرى وحنيش. ينص الدستور اليمني على ديمقراطية الدولة وإقرارها التعددية الحزبية والسياسية وتبنيها نظامًا اقتصاديًا حرًا والالتزام بالمواثيق والعهود الدولية المنصوص عليها في الإعلان العالمي لحقوق الإنسان وأن الشريعة الإسلامية هي مصدر جميع التشريعات. اليمن عضو في جامعة الدول العربية والأمم المتحدة وحركة عدم الانحياز ومنظمة التعاون الإسلامي ومنظمة التجارة العالمية.
تُعتبر اليمن من أقدم مراكز الحضارة في العالم القديم. لا يُعرف بالتحديد متى بدأ تاريخ اليمن القديم، لكنَ بعض نقوش حضارة بلاد ما بين النهرين تصوِّر أنها بدأت منذ زمن بعيد. فعلى سبيل المثال ذُكرت سبأ في نص سومري يعود إلى حوالي سنة 2500 ق.م، أي مُنذ مُنتصف الألفية الثالثة قبل الميلاد. إن ما وجد من النقوش في اليمن كشف النقاب عن تاريخ اليمن القديم العائد إلى أواخر الألفية الثانية ق.م. من أهم وأشهر ممالك اليمن القديم مملكة سبأ ومَعين وقتبان وحضرموت وحِمْيَر ويعود إليهم الفضل في تطوير أحد أقدم الأبجديات في العالم المعروفة بخط المسند. عدد النصوص والكتابات والشواهد الأركيولوجية في اليمن أكثر من باقي أقاليم شبه الجزيرة العربية. أطلق عليها الروم تسمية العربية السعيدة. وقامت عدة دول في العصور الوسطى مثل الدولة الزيادية والدولة اليعفرية والإمامة الزيدية والدولة الطاهرية وأقواها كانت الدولة الرسولية.
استقل ما عُرف بشمال اليمن عن الدولة العثمانية عام 1918 وقامت المملكة المتوكلية اليمنية إلى إسقاطها عام 1962 وقيام الجمهورية العربية اليمنية، بينما بقي جنوب اليمن محمية بريطانية إلى العام 1967 وقيام جمهورية اليمن الديمقراطية الشعبية. تحققت الوحدة اليمنية في 22 مايو 1990.
يعتمد اقتصاد اليمن على موارد محدودة من النفط والغاز لم تستغل جيداً ولا يزال هذا القطاع رغم أنه يشكل النسبة الأكبر من الناتج المحلي الإجمالي غير مطور. تاريخياً، اليمن بلد زراعي، ولكنه يعتمد على مداخيل ممراته البحرية وموانئه.
تمر البلاد بأوضاع سياسية واقتصادية صعبة نتيجة الفساد والصراعات المسلحة التي تعيق مسيرة التنمية. اليمن دولة نامية ومن بين البلدان الأقل نماءً حيث احتلت المرتبة الثامنة في قائمة الدول الأكثر هشاشة حول العالم لعام 2014.
اندلعت احتجاجات شعبية مطالبة بإسقاط نظام علي عبد الله صالح في 2011، والذي حَكم اليمن منذ 1978. وُصف ذلك النظام «بالإقطاعي الذي تطور ليصبح خليطاً من الكليبتوقراطية والبلوتوقراطية». تقدمت السعودية بمبادرة للحفاظ على نفوذها عبر شخصيات من ذلك النظام،  وافق عليها المجتمع الدولي للاستمرار في عمليات مكافحة الإرهاب. تنحى الرئيس صالح ومُنح و500 من أعوانه حصانة من الملاحقة القانونية عبر مجلس النواب. أُنتخب نائبه عبد ربه منصور هادي في انتخابات مرشح واحد في 21 فبراير 2012 لرئاسة مرحلة انتقالية لمدة سنتين. انعقدت جلسات الحوار الوطني اليمني في 18 مارس 2013 واختتمت بالتوقيع على وثيقة الحوار الوطني الشامل،  ومُددت فترة رئاسة هادي لسنة أخرى من قِبَل المشاركين خلال ذلك المؤتمر.
عُرقلت المرحلة الانتقالية باستمرار الاضطرابات بين الأطراف الرئيسية في أزمة 2011 وهم علي عبد الله صالح وأنصاره من جهة وعلي محسن الأحمر وعائلة عبد الله الأحمر من جهة أخرى، عرقلها صالح لضمان استمرارية نفوذ عائلته في السلطة، ودعمها منافسيه طالما ضمنت لهم حرية الوصول إلى موارد الدولة. وذلك عبر تنظيماتهم السياسية من حزب المؤتمر الشعبي العام والتجمع اليمني للإصلاح ووسائلهم الإعلامية وشبكاتهم في الفرقة الأولى مدرع والحرس الجمهوري بالإضافة إلى ميليشيات مسلحة غير نظامية منها تنظيم القاعدة في جزيرة العرب، والذي يُنظر إليه امتدادا لأحد هذه الأطراف ويُوظف لتحقيق غايات مختلفة. وجد صالح نفسه في تحالفٍ مع جماعة الحوثيين بحكم اشتراكهم في الأعداء.
في 21 سبتمبر 2014، سيطر الحوثيون على صنعاء. قدم عبد ربه منصور هادي ورئيس الوزراء السابق خالد بحاح استقالتهما لمجلس النواب في 19 يناير 2015. لم تحظى سلطة الحوثيين باعترافٍ دولي. لم تنجح المفاوضات برعاية الأمم المتحدة لإنهاء أزمة فراغ الرئاسة والحكومة، غير أن المبعوث الأممي السابق جمال بنعمر تحدث عن قرب التوصل إلى اتفاق لولا الغارات السعودية.
يشن تحالف تقوده السعودية والإمارات حملة جوية منذ 26 مارس 2015 في حربٍ أهلية تشمل ذات أطراف أزمة 2011 بصورة رئيسية بالإضافة إلى انفصاليين وجماعات جهادية، مقابل ميليشيات الحوثيين وعلي عبد الله صالح. تلعب الحكومة المعترف بها دولياً دوراً رمزياً، وتقيم منذ تصاعد الأزمة في الرياض دون قرار على الميليشيات الإصلاحية شمالًا، الانفصالية جنوبًا. في حين أنَّ مشاكل اليمن متشعبة وأطرافها المسؤولة متعددة، يتحمل الحوثيون المسؤوليةَ الأكبر عن اندلاع الحرب الجارية.
بحسب الأمم المتحدة، تم تأكيد نحو تسعة آلاف إصابة بين المدنيين، قُتل 3,000 منهم على الأقل وفق تقديرات محافظة. وأضافت أن التحالف السعودي مسؤولٌ عن ضِعفِ عدد الضحايا المدنيين أكثر من باقي القوى مجتمعة. بلغ عدد النازحين اثنان ونصف مليون بحلول ديسمبر 2015. كما تعرضت العديد من المواقع الأثرية من مختلف الحقب التاريخية للتدمير الجزئي أو الكلي. بالإضافة إلى الاستهداف الممنهج للأضرحة الصوفية بحضرموت. استضافت دولة الكويت مفاوضات برعاية الأمم المتحدة بين وفدين أحدهما يمثل الحكومة المقيمة بالرياض والآخر الحوثيين والمؤتمر الشعبي العام، وأعلن المبعوث الأممي إسماعيل ولد الشيخ أحمد عن استنائفها بعد شهر من تاريخ السادس من أغسطس 2016.

## التسمية
وردت عدة نظريات حول خلفية تسمية اليمن بهذا الاسم. وأول النصوص المسندية المكتشفة حتى الآن التي تشير لهذا الاسم يعود تاريخه للقرن الثالث الميلادي وجاءت بصيغة يمنت أو يمنة في كتابات الحِمْيَريين. كما أن العهد القديم ذكر مملكة سبأ كثيراً وأشار العهد الجديد إلى ملكة سبأ الأسطورية بـملكة تيمن. يهود اليمن يسمون بـتيمانيم بالعبرية وبلادهم تيمن وتعني حرفياً الجنوب من شبه الجزيرة العربية. في أيام الإمبراطورية الرومانية كانت البلاد تُعرف باسم العربية السعيدة في أدبيات الرومان والإغريق.
وفي الأدبيات العربية، اختلف اللسانيون وأهل الأخبار في تحديد معنى اليمن ولهم عدة نظريات بخصوص ذلك فقيل أنه مشتق من اليُمن أي البركة وهو نقيض الشؤم. وقيل كذلك أنه سمي باليمن لأنه يمين الكعبة. بسبب أن الجغرافيين المسلمين اعتبروا مكة نقطة استشراف في مخيلتهم. وقيل سمي نسبة إلى يمن بن قحطان. وقالوا أن قحطان أبو اليمن وقالوا كذلك أن قحطان هذا نفسه اسمه يمن. ومنهم من قال أن كل العرب كانوا بمكة فتيامن بنو يقطن في رواية وبنو يمن في رواية أخرى فسميت اليمن على ذلك.
ومثل هذا من مألوف عادة أهل الأخبار فالشواهد الأثرية والكتابات الكلاسيكية خرساء صامتة عن قحطان ومكة والكعبة. وقحطان هذا مأخوذ من الشخصية التوراتية يقطان الذي يذكر العهد القديم أنه والد سبأ وحضرموت. والرأي الغالب أنها أخذت من كلمة يمنت في نصوص المسند. ووفقًا لجغرافيي العصور الوسطى، اليمن إقليم من أقاليم الجزيرة العربية وهو الإقليم لما وراء تثليث ويبرين إلى صنعاء وما قاربها من مخاليف. وأقصى اليمن حضرموت ومركزها وقصبتها صنعاء.

## الجغرافيا

### الموقع
تقع اليمن في جنوب غرب شبه الجزيرة العربية بين السعودية وسلطنة عمان. وتشرف على مضيق باب المندب الذي يربط البحر الأحمر والبحر الأبيض المتوسط بالمحيط الهندي.

### الحدود
يبلغ طول الشريط الحدودي بين اليمن والسعودية قرابة 1,458 كم و288 كم مع عُمان من جهة الشرق. تطل اليمن على البحر الأحمر وبحر العرب ويبلغ طول الشريط الساحلي لليمن 2500 كم.

### التضاريس
تتكون اليمن من خمسة أقاليم جغرافية هي:
- إقليم السهل الساحلي: يمتد هذا الإقليم من تهامة مرورًا بالسواحل الجنوبية للبلاد في عدن وحضرموت والمهرة. يتخلل هذا الإقليم عدة هضاب وجبال ويشمل سهول تهامة وأبين وميفعة والسهل الساحلي الشرقي في محافظة المهرة [74]
- إقليم المرتفعات الجبلية: وهو أكبر أقاليم اليمن الجغرافية إذ يمتد من أقاصي الحدود الشمالية الغربية للبلاد حتى الحدود الجنوبية الشرقية. والجبال في هذا الإقليم هي الأعلى ارتفاعًا في شبه الجزيرة العربية بمعدل 2000م وتبلغ بعض القمم 3500م أعلى هذه القمم هي قمة جبل النبي شعيب [75][76]
- إقليم الأحواض الجبلية: يتميز هذا الإقليم بالأحواض والسهول الجبلية في مرتفعاته وأكثريتها تقع في الجانب الشرقي من الإقليم حيث تكثر المياه الآتية من أقصى الشمال إلى أقصى الجنوب وتعبر في قاع يريم وذمار ومعبر وحوض صنعاء وعمران وصعدة.[77]
- إقليم المناطق الهضبية: تقع إلى الشرق والشمال من إقليم المرتفعات الجبلية وموازية لها لكنها تتسع أكثر باتجاه الربع الخالي وطبيعة هذا الإقليم صحراوية صخرية تتخلله بعض الأودية وينقسم إلى قسمين الهضبة الغربية وأعلى ارتفاع لها قرابة 1300م والهضبة الشرقية المتمثلة في هضبة حضرموت التي بدورها تنقسم إلى شمالية وجنوبية بسبب وادي حضرموت الذي يفصل بينهما.[78]
- إقليم الصحراء: إقليم رملي يكاد يخلو من غطاء نباتي بإسثناء مجاري الأمطار ويشمل أجزاء من صحراء الربع الخالي. تراوح ارتفاع السطح هنا بين (500-1000)م فوق مستوى سطح البحر.[78]

### المناخ
الجو حار ودرجة الرطوبة عالية في المناطق الساحلية ومعتدل في المناطق الجبلية وجاف وحار في المناطق الشرقية للبلاد 
- الساحل الغربي: تصل درجة الحرارة إلى 54 درجة مئوية خلال فصل الصيف و35 درجة مئوية شتاء[81]
- الساحل الجنوبي: 37 درجة مئوية صيفا و25 شتاء[82] كمية الأمطار لا تزيد عن 100 مليمتر في السنة ولا تتجاوز 10 أيام فقط في السنة [83]
- المرتفعات: تتمتع بمناخ معتدل في معظم أيام السنة، على الرغم من أنه يمكن أن يصبح حار في الظهر وبارد في الليل وخصوصًا بين شهري أكتوبر وفبراير. تصل درجة الحرارة إلى 5 درجات مئوية من نوفمبر إلى يناير و25 درجة مئوية في يوليو[84] تسجل الأمطار أعلى قيمها في المنطقة الجبلية الوسطى حيث تتراوح كميتها السنوية بين 400 -1100 مليمتر تقريباً وبمعدل سنوي يقترب من 750 مليمتر

أيضًا هذه المنطقة تسجل أعلى عدد للأيام الممطرة والتي قد تصل إلى أكثر من 156 يوم في السنة وبمعدل سنوي 94 يوم في السنة.

### الأعاصير
تعتبر الأعاصير في اليمن نادرة الوجود ومع ذلك فقد تعرضت اليمن في نوفمبر 2015 لإعصارين متتاليين، حيث تعرضت اليمن لإعصار تشابالا الذي وصف بأنه أقوى إعصار استوائي في المحيط الهندي، وهو أقوى أعصار في بحر العرب يصل لليابسة،  وضرب الإعصار جزيرة سقطرى صباح الأحد 1 نوفمبر 2015، وهو في ذروة قوّته، مصاحباً لهبوب رياح قوية بلغت سرعتها 150كم/ساعة، وارتفاع في الأمواج لما يقارب 10-13 متر على سواحل الجزيرة، إضافة إلى هطول كميات كبيرة من الأمطار أحدثت فيضانات وسيول جارفة.
وعبر الإعصار ساحل المكلا في فجر الثلاثاء 3 نوفمبر، برياح ذات سرعة قصوى تصل إلى 120 كم/ساعة، وأغرقت أمواج البحر المدينة، وواصل مساره غرباً متحولاً إلى منخفض مداري مروراً من منطقة بلحاف - بروم الساحلية الفاصلة بين محافظتي شبوة وحضرموت.
في مساء الأحد 1 نوفمبر أعلنت الحكومة اليمنية عدد من المناطق في جزيرة سقطرى «منطقة منكوبة»، جراء الأعاصير التي اجتاحت الجزيرة، وتسببت بتدمير مئات المنازل، وإغراق مساحة واسعة من الجزيرة. وبوفاة 8 أشخاص وإصابة 200 شخص في جزيرة سقطرى. ونزوح 40 ألف شخص على الأقل في أرخبيل سقطرى وحضرموت وشبوة، يضافون إلى 2,305,048 نازح داخل اليمن بفعل الحرب الأهلية اليمنية.
وما أن تلاشى إعصار تشابالا ظهر الثلاثاء 3 نوفمبر حتى تكون إعصار ميج وتبعه في مساره، حيث ضرب إعصار ميج سقطرى في يوم الأحد 8 نوفمبر، وأتجه نحو سواحل أبين وعدن، ووصل الساحل اليمني يوم الثلاثاء 10 نوفمبر، جالباً معه المزيد من الأمطار والفيضانات.

## التقسيمات الإدارية

### الأقاليم
بحسب مخرجات الحوار الوطني اليمني قرر تقسيم اليمن إلى ستة أقاليم، بحيث يكون لكل أقليم برلمان وحكومة، بدلاً عن نظام الحكم المركزي، وكان متوقع إقرار أقاليم اليمن في الدستور الجديد أواخر 2014. حيث كان من المفترض أن يتمتع كل إقليم بحكومة وبرلمان خاص به لإدارة شؤونه المختلفة، بحيث تتولى الحكومة الاتحادية إدارة الشؤون الخارجية للبلاد والدفاع فقط. في مقابلة مع صحيفة سعودية بتاريخ 2 مارس 2016 نشرها موقع الأنباء الرسمي التابع لعبد ربه منصور هادي، تحدث الرئيس المعترف به دولياً عن «دولة اتحادية - كونفدرالية»، برغم الاختلاف الجذري بين المفهومين. وبخصوص الأقاليم، وفر تقديراً شخصياً لعددها ما بين ثلاثة إلى ستة بحسب الظروف.
| أقاليم اليمن                                              | عدد السكان | المساحة كم2 | العاصمة       |
| --------------------------------------------------------- | ---------- | ----------- | ------------- |
| إقليم أزال                                                | 6,363,876  | 38,749      | مدينة صنعاء   |
| إقليم الجند                                               | 5,686,442  | 15,560      | مدينة تعز     |
| إقليم تهامة                                               | 5,166,874  | 129,615     | مدينة الحديدة |
| إقليم حضرموت                                              | 1,863,000  | 359,944     | مدينة المكلا  |
| إقليم سبأ                                                 | 1,431,817  | 66,214      | مدينة مأرب    |
| إقليم عدن                                                 | 2,007,347  | 34,440      | مدينة عدن     |
| * أمانة العاصمة مدينة اتحادية غير خاضعة لأي سلطة أقليمية. |            |             |               |

### المحافظات
تُقسم الجمهورية اليمنية إدارياً في إطار نظام السلطة المحلية إلى 21 محافظة بالإضافة إلى محافظة أرخبيل سقطرى التي أعلنها الرئيس هادي محافظة منفصلة عن محافظة حضرموت،  وتقسّم المحافظات إلى: 333 مديرية، يتفرّع عنها 2200 عزلة وحي، فضلاً عن 36986 قرية و91489 محلّة وحارة. كما يبلغ عدد الدوائر المحلية 5620 دائرة محلية (مركز انتخابي).
| 1  | أمانة العاصمة  | 2,957,000 |
| 2  | محافظة صنعاء   | 1,114,000 |
| 3  | محافظة عدن     | 865,000   |
| 4  | محافظة حضرموت  | 1,407,000 |
| 5  | محافظة تعز     | 3,051,000 |
| 6  | محافظة الحديدة | 3,006,000 |
| 7  | محافظة إب      | 2,718,000 |
| 8  | محافظة حجة     | 2,015,000 |
| 9  | محافظة ذمار    | 1,811,000 |
| 10 | محافظة عمران   | 1,026,000 |
| 11 | محافظة صعدة    | 1,010,000 |
| 12 | محافظة لحج     | 939,000   |
| 13 | محافظة المحويت | 660,000   |
| 14 | محافظة البيضاء | 729,000   |
| 15 | محافظة الضالع  | 675,000   |
| 16 | محافظة ريمة    | 536,000   |
| 17 | محافظة مأرب    | 313,000   |
| 18 | محافظة الجوف   | 564,000   |
| 19 | محافظة شبوة    | 605,000   |
| 20 | محافظة أبين    | 546,000   |
| 21 | محافظة المهرة  | 139,000   |
| 22 | محافظة سقطرى   | 42,842    |

## التركيبة السكانية

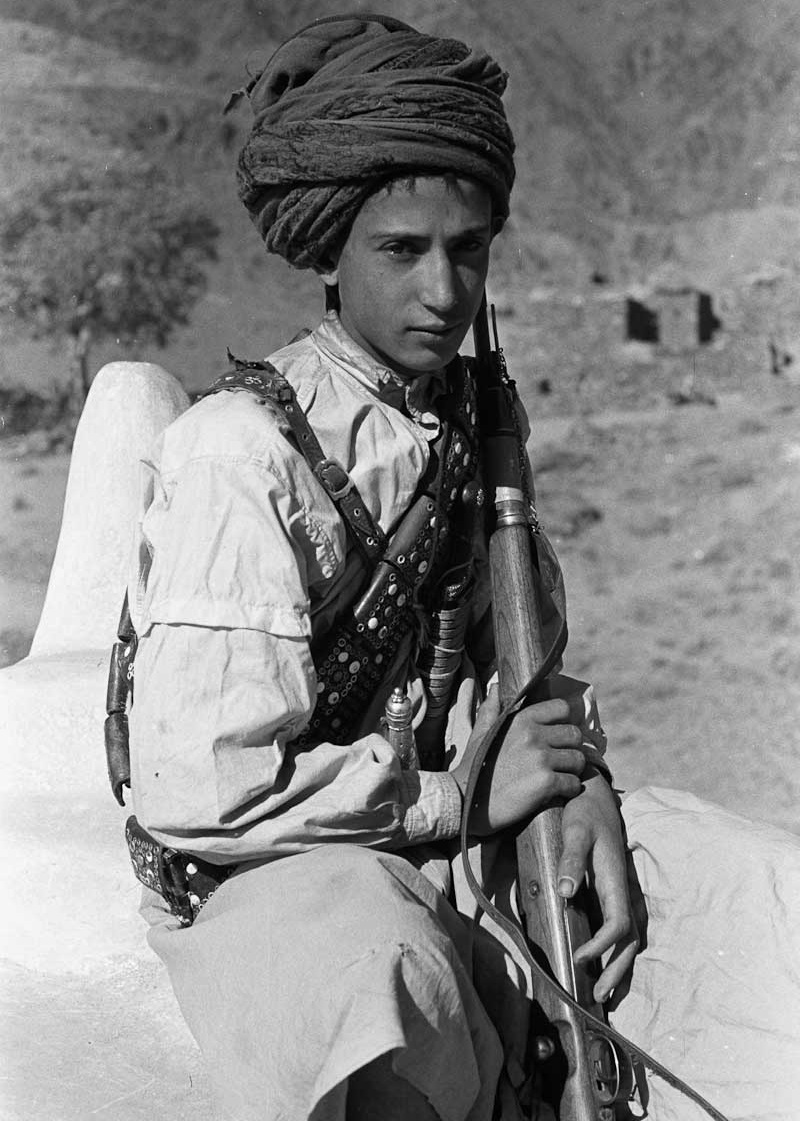
فتى من قفلة عذر عام 1966.

قدر تعداد سكان اليمن بقرابة 26,687,000 نسمة بحسب الإسقاط السكاني لعام 2015،  معظم اليمنيين ينتمون لقبائل مختلفة وهم حضر يعيشون في قرى متناثرة بأرجاء البلاد وتوجد قبائل بدوية في محافظة مأرب والجوف وبادية الربع الخالي شمال حضرموت وشبوة أو ما يُعرف بصحراء صيهد. وهناك سكان محافظة المهرة في شرق اليمن وهم يتحدثون لغتهم الخاصة. أما سكان جزيرة سقطرى فهم يتحدثون اللغة السقطرية. الجزيرة معزولة عن شبه الجزيرة العربية وأفريقيا وهو ما خلق ثقافة فريدة لسكانها وعددهم قرابة الخمسين ألف نسمة. وهناك يمنيون من أصول مختلفة تركية وفارسية  وأفريقية وهندية وآخرين. يعيش 27.3% من السكان في المدن مقابل 73.7% في الأرياف وتبلغ نسبة الأمية حوالي 38.8% 
نسبة الزيادة السكانية حوالي 3% سنوياً وتبلغ الكثافة السكانية حوالي 40 نسمة لكل كم2. معدل الخصوبة هو 6.5 طفل لكل امرأة  و75% من السكان أعمارهم أقل من 30 سنة  قرابة نصف السكان يعيشون تحت خط الفقر يعد معدل النمو السكاني واحدًا من أعلى المعدلات في العالم ومن المتوقع أن يصل تعداد اليمن إلى 30.8 مليون نسمة عام 2020 وهو ما يضع اليمن أمام تحديات مستقبلية جديدة.
| الدين في اليمن (تقريبًا) | الدين في اليمن (تقريبًا) | الدين في اليمن (تقريبًا) | الدين في اليمن (تقريبًا) | الدين في اليمن (تقريبًا) |
| ----------------------- | ----------------------- | ----------------------- | ----------------------- | ----------------------- |
|                         |                         |                         |                         |                         |
| سنة شافعية وحنابلة      | سنة شافعية وحنابلة      |                         | 70%                     | 70%                     |
| زيدية هادوية وجارودية   | زيدية هادوية وجارودية   |                         | 29%                     | 29%                     |
| آخرون                   | آخرون                   |                         | 1%                      | 1%                      |

تقدر نسبة المسلمين في اليمن 99.0% أي 1.5% من مجموع مسلمي العالم  وينقسم المسلمون في اليمن إلى مجموعتين رئيسيتين هما السنة الشافعية والزيدية الهادوية والجارودية وتبلغ نسبة الشافعية حوالي 60-70% مقابل زيدية 30 - 40%. وتوجد أقلية شيعية إسماعيلية صغيرة  وأقلية صغيرة من الشيعة الجعفرية، ومنذ عام 1979 تزايدت أعداد معتنقي الوهابية في اليمن ولا إحصاءات رسمية بشأن أعدادهم. إنتشارهم مرتبط بشكل رئيسي بتمويل السعودية لمدارس تابعة لحزب التجمع اليمني للإصلاح.
في عام 2017 قدرت أعداد اليمنيين اليهود بحوالي خمسين شخص،  إذ هاجر أغلبهم إلى إسرائيل والولايات المتحدة وهم الأقلية الغير المسلمة الوحيدة من سكان اليمن الأصليين. وجودهم قديم للغاية ويعود للقرون الأولى بعد الميلاد، كان معظمهم يعمل في صياغة الذهب وصناعة الخناجر اليمنية ولهم ثقافة مميزة عن باقي اليهود حول العالم. خلال الاستعمار الإنجليزي لعدن، تواجدت أقليات مسيحية وبارسية وافدة رحل معظمهم برحيل الإنجليز عام 1967. ويترواح عدد المسيحييين في اليمن بين 3,000 إلى حوالي 25,000 مسيحي. بالمقابل ذكرت دراسة مركز بيو للأبحاث سنة 2010 وموقع البي بي سي أن عدد مسيحيين اليمن يصل إلى 41,000 نسمة واستشهد بمصادر الأمم المتحدة وقاعدة بيانات المسيحية العالمية. وبحسب دراسة تعود إلى عام 2015 حوالي 400 مواطن مُسلم يمني تحول إلى المسيحية. وبحسب دراسة مركز بيو للأبحاث عام 2010 تُعد الهندوسيَّة ثاني أكثر الديانات انتشاراً في اليمن، ويتبعها حوالي 120,000 نسمة. ومعظمهم من أبناء الجالية الهنديَّة القاطنة في البلاد.

### اللغات واللهجات

ألواح الزبور السبئية

اللغة العربية هي اللغة الرسمية مع وجود أقلية تتحدث باللغة المهرية في شرقي البلاد ولسكان جزيرة سقطرى لغتهم الخاصة هي اللغة السقطرية ولا علاقة للمهرية والسقطرية بالعربية الجنوبية القديمة التي كانت سائدة في اليمن أيام التاريخ القديم. كان اليمنيون قديما يتحدثون بأربع لهجات ضمن ما سَمَّاه المستشرق ألفريد فيليكس لندن بيستون باللغة الصيهدية نسبة إلى صحراء صيهد وهي اللغة السبئية والقتبانية والمعينية والحضرمية ودونوا كتابتهم بخط المسند والزبور وكانت اللغة السبئية هي الأكثر انتشاراً وتدويناً. بالإضافة للغة شبه سبئية كانت مستخدمة في نجران وقرية الفاو. معظم المصطلحات في كتابات المسند موجودة في القواميس اللغوية العربية ولا زالت مستخدمة في اللهجات المحكية إلى اليوم.
خط المسند كان نظام الكتابة الأقدم في شبه الجزيرة العربية ويعتبر أبجدية شقيقة للأبجدية الفينيقية ومتفرعاً من الأبجدية السينائية الأولية  واستعمل للتدوين من قبل المتحدثين بالعربية الشمالية القديمة واللغات الإثيوبية السامية فالمسند هو الخط العربي الأصلي فلم يطور سكان تلك المناطق نظام كتابة خاص بهم إلا أن جهود مبشري الكنائس الشرقية ساهم في إنتشار القلم النبطي المتأخر وهو أحد الخطوط السريانية على حساب المسند لأنه أسهل  وساهم دخول اليمنيين في الإسلام إلى هجرهم قلمهم القديم واستبداله بالأبجدية النبطية المتأخرة التي دون بها القرآن  يتحدث اليمنيون اليوم العربية باللهجة اليمنية وهي لهجة متطورة ومرتبطة ارتباطًا وثيقًا باللغة القديمة  وهي ثلاث لهجات بتفرعات لهجة صنعانية ولهجة حضرمية ولهجة تعزية-عدنية بالإضافة للهجة بدوية في شرق اليمن ولكل من هذه اللهجات خصائص ومميزات.

## التاريخ
وجدت أثار وشواهد من العصر الحجري القديم ومدافن وميغاليث من العصر الحجري الحديث وبدأت علامات التحضر تظهر في الألفية الثانية ق م وظهرت مملكة سبأ في العام 1200 ق.م  قامت في اليمن أربعة اتحادات قبلية هي مملكة سبأ ومملكة حضرموت ومملكة معين ومملكة قتبان وأقوى هذه الاتحادات كان سبأ والتي ضمت بقية الممالك في القرن السابع ق.م بقيادة الملك السبئي كربئيل وتر الأول.
دخلت المسيحية إلى اليمن في القرن الرابع بعد الميلاد وشهدت البلاد تواجدا قويا لليهود حتى اعتنقت القبائل اليمانية الإسلام في القرن السابع الميلادي ولعبت القبائل دورا مفصليا في الفتوحات الإسلامية التي أعقبت وفاة النبي محمد. شهد اليمن قيام عدة دويلات وإمارات صغيرة أقوى الدول كانت الدولة الزيادية والدولة اليعفرية والدولة الرسولية والدولة الطاهرية والإمامة الزيدية  وشهد اليمن تواجدا للأيوبيين والعثمانيين والإنجليز.

### التاريخ القديم
على أواخر الألفية الثانية قبل الميلاد، شهدت اليمن قيام ممالك مدينة وهناك اختلاف بين الباحثين حول أصول بناة هذه الممالك، يقترح بعضهم استنادا على التشابه اللغوي أن السبئيين نزحوا من كنعان ويستدلون كذلك بنصوص من التوراة مثل هجوم السبئيين على أيوب وقتلهم أطفاله ففي هذا دلالة أن السبئيين كانوا أعراباً قبل استقرارهم في مأرب من وجهة نظرهم ولكن هذه استناجات قديمة من الباحثين الألمان في القرن التاسع عشر وهي مرفوضة حالياً
اليمن أحد أقدم المناطق المأهولة في العالم وهناك دلائل على حضارات بدائية تسبق المملكة السبئية ولكن القليل هو المعروف عن هذه الفترة وكيفية الانتقال من العصر البرونزي إلى عصر ممالك القوافل نظراً لقلة الدراسات الأثرية عن اليمن والتي تتعرض لمضايقات وعرقلة مدفوعة بعدم الرغبة في إسكتشاف تاريخ اليمن والجزيرة العربية ككل قبل الإسلام

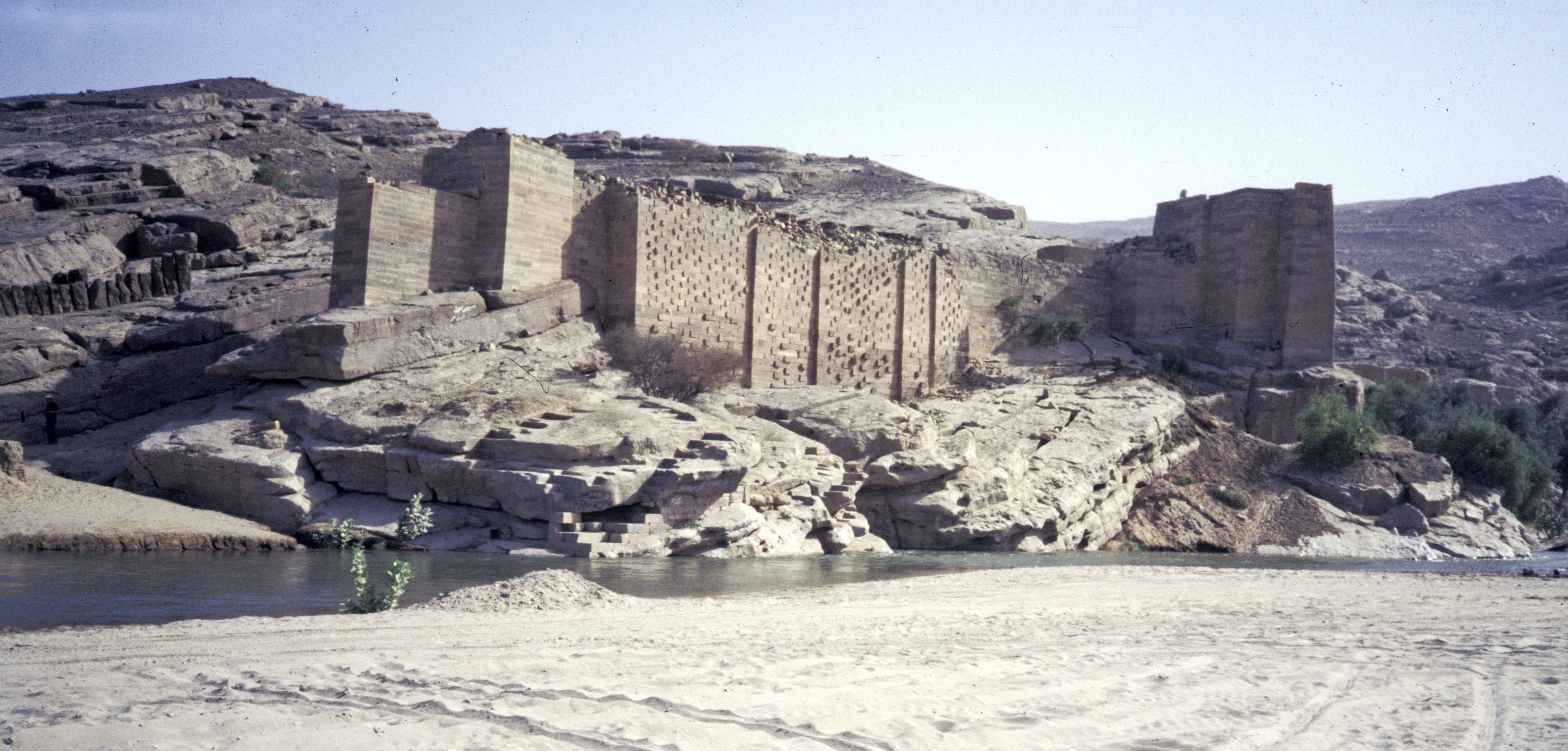
سد مأرب، بني في الفترة مابين القرن العاشر والثامن قبل الميلاد

حسب الضئيل الذي عثر عليه بظاهر الأرض، كانت الممالك أو الاتحادات القبلية الأربع الرئيسية تتاجر بالبخور والبهارات والمر والذهب ويذكر العهد القديم قصة ملكة سبأ وزيارتها للملك سليمان وقدومها بقوافل محملة بالطيب والذهب  وتعتبر مأرب مهد الحضارة اليمنية القديمة. بدأ السبئيون بالتوسع شيئا فشيئا والاستيلاء على الإمارات الصغيرة التابعة للممالك الأخرى قرابة القرن التاسع قبل الميلاد. لا توجد أنهار في اليمن كتلك الموجودة بمصر والعراق وطبيعة الأرض جبلية وعرة فظهرت ممالك متعددة، متحاربة ومتصارعة للسيطرة على الموارد المحدودة أشهرها وأقواها كانت مملكة سبأ.
للتغلب على قسوة الطبيعة، بنى السبئيون سد رحاب (سد مأرب) في القرن الثامن ق.م وربما العاشر وكان سببا رئيسياً لازدهار وقوة المملكة كان السد معجزة هندسية في تاريخ شبه الجزيرة العربية، يروي مايقارب 98,000 كم مربع، يدفع 1,700 متر مكعب من السيول حاملة 2000 طن من المياه في الثانية عُرفت هذه الواحة البشرية الصنع بـ«أرض الجنتين». كان السبئيون يحكمون من كهنة يسمى أحدهم مكرب والمكرب كان أعلى طبقة إجتماعية في اليمن القديم، معنى كلمة مكرب غير واضح ولكنها بالتأكيد ليست ملك أو أمير. لقرون عديدة، سيطر السبئيون على التجارة الصادرة بين البحر الأبيض المتوسط والهند وكان السبئيون يروجون الشائعات التي صدقها اليونانيون لفترة، من قبيل أن هناك ثعابين مجنحة لا تسمح لأحد سوى السبئيين بالاقتراب من مصادر إنتاج البخور واللبان. اخترع أبناء سبأ احساسا بالهوية عن طريق الدين، فعبدوا إلههم إل مقه وأقنعوا أنفسهم أنهم أبناؤه.

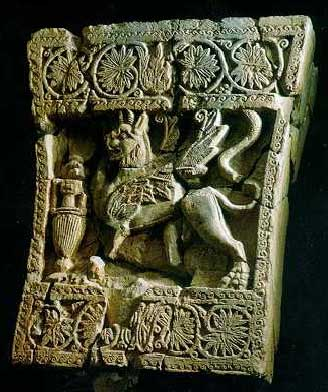
أسد مجنح من آثار مملكة حضرموت

مابين 700 ـ 685 ق.م، قام المكرب كربئيل وتر الأول بتغيير لقبه من مكرب إلى ملك وشن حملات واسعة وخلد انتصاراته ومعاركه في كتابة تركها بمدينة صرواح عاصمة السبئيين الدينية وجمع الممالك الأربع وكل الإمارات الصغيرة تحت حكمه عقب حملات عسكرية خلفت تسعة وثلاثين ألف قتيل وثلاث وسبعين ألف أسير  أقام السبئيون مستعمرات تجارية لهم في مواضع متعددة من شبه الجزيرة العربية أبرزها مملكة كندة في نجد ومستعمرة في أكسوم بشمال إثيوبيا ونقلوا نظام كتاباتهم القديم إلى تلك المناطق في القرن الرابع ق.م، انتقل الملك في سبأ لأبناء همدان بقيادة الملك وهبئيل يحز. كان الهمدانيون سادة المرتفعات الشمالية الغربية وقد ظهروا في فترة مضطربة ومربكة في تاريخ مملكة سبأ واليمن القديم عمومًا وحاولوا فرض تقديس إلههم تألب ريام على باقي القبائل.
في القرن الثالث، تحالفت ممالك حضرموت ومَعيَّن وقتبان واستقلوا عن مملكة سبأ وتبادلت الممالك الأربع موازين القوى لفترة، فسيطرت مَعيَّن على الطريق التجارية وأقاموا مستعمرة لهم في ديدان وسيطرت مملكة قتبان على حضرموت عام 230 ق.م. على أواخر القرن الثاني ق.م ضعفت مملكة سبأ واقتصر سلطانهم على مأرب وصنعاء واستعرت الفوضى بين مملكة سبأ ومملكة حضرموت ومملكة قتبان، كل يقاتل لأجل الصدارة فاستعادت مملكة سبأ هيمنتها على مملكة معين وأحرقت مدينة تمنع عاصمة مملكة قتبان، وقضى ملك سبأ إيلي شرح يحضب جل فترة حكمه يخمد التمردات وبحلول العام 25 ق.م، كان السبئيون القوى المهيمنة على جنوب شبه الجزيرة العربية من جديد
في العام 25 ق.م، أرسل الإمبراطور أغسطس قيصر حملة عسكرية بقيادة حاكم مصر الروماني أيليوس غالوس. امتلك الرومان معلومات جغرافية وسياسية ضئيلة ومتناقضة عن اليمن فأُبيد الجيش الروماني من عشرة آلاف مقاتل أمام أسوار مأرب وانسحب غالوس وصديقه سترابو إلى الإسكندرية وأُعدم دليلهم النبطي بتهمة الخيانة ولم تُكتشف كتابة بخط المسند عن الحملة الرومانية بعد.

منحوتة لأسد بحوافر حصان من مملكة قتبان، القرن الأول قبل الميلاد

عقب الحملة الرومانية، ادعت عدة فصائل حقها في الملك، همدان وحِميَّر تحديداً فكان هناك ثلاث زعماء يلقبون أنفسهم بلقب ملك سبأ وذو ريدان  تمكن الحِميَّريين من السيطرة على صنعاء عام 100 بعد الميلاد لمدة ثمانين سنة حتى طردهم أقيال من حاشد عام 180  واستمرت المعارك القبلية الصغيرة بين الفريقين حتى تمكن الحِميَّريين بقيادة شمَّر يهرعش من القضاء على كل الإقطاعيات ودخلت البلاد مرحلة الحكم المطلق للحميريين وأتخذوا من ظفار يريم عاصمة لمملكتهم، وألغوا النظام الاتحادي الذي كان سائداً أيام دولة السبئيين ذلك لأن النصوص المكتشفة أيام السبئيين، تظهر أن زعماء قبائل وإقطاعيات واسعة كانوا يشيرون لأنفسهم بملوك كذلك واقتصرت علاقتهم بمأرب على دفع الضرائب السنوية، فاختفت الألقاب الملكية لتقتصر على أذواء ريدان، فكان الحميريين أول من عين حكاماً للمقاطعات في تاريخ اليمن القديم سموهم جباة الملك 
إعتبار ظفار يريم عاصمة لم يقلل من أهمية مأرب عند الحميريين، بل استمروا بتقديم القرابين والأضحية في المعبد الرئيسي بمأرب ومرد ذلك كان رغبة الحِميَّريين باستمرارية التقاليد الموروثة وإضفاء شرعية لملكهم أمام السكان وأتخذ الحميريين من العام 115 ق.م مبدأ لتقويمهم وقاموا بتوحيد آلهة الممالك وإعتبار رحمن إله الأرض والسماء والأوحد  شهدت البلاد مرحلة من الفوضى عقب وفاة شمَّر ذلك أن عدة بيوت حِميَّرية ادعت حقها في الملك، إلى أن استعاد ذمار علي يهبر السيطرة ليكون جد سلالة قوية من الحميريين هيمنت على اليمن وباقي شبه الجزيرة العربية لمايزيد عن 250 سنة 
بدأ الروم بمحاولة نشر المسيحية في اليمن قرابة القرن الرابع الميلادي فأرسل الإمبراطور قنسطانطيوس الثاني بعثة بقيادة ثيوفيلوس الهندي لتنصير الحميريين ولكن وفقا لفيلوستورغيوس، فإن البعثة تعرضت لعرقلة من يهود محليين  وأكتشفت عدة كتابات بخط المسند والعبرية تشير إلى رحمن وإسرائيل وأقيالٍ يهود ولكن وفقا للبعثة المسيحية، فإنهم تمكنوا من تنصير نجران والمخا وظفار يريم وبناء ثلاث كنائس في هذه المدن  كان الملك شرحبيل يعفر الذي توفي عام 465 آخر ملوك حميَّر من سلالة ذمار علي يهبر ليخلفه الملك شرحبيل يكف الذي يعتبر مؤسس سلالة جديدة من الحميريين

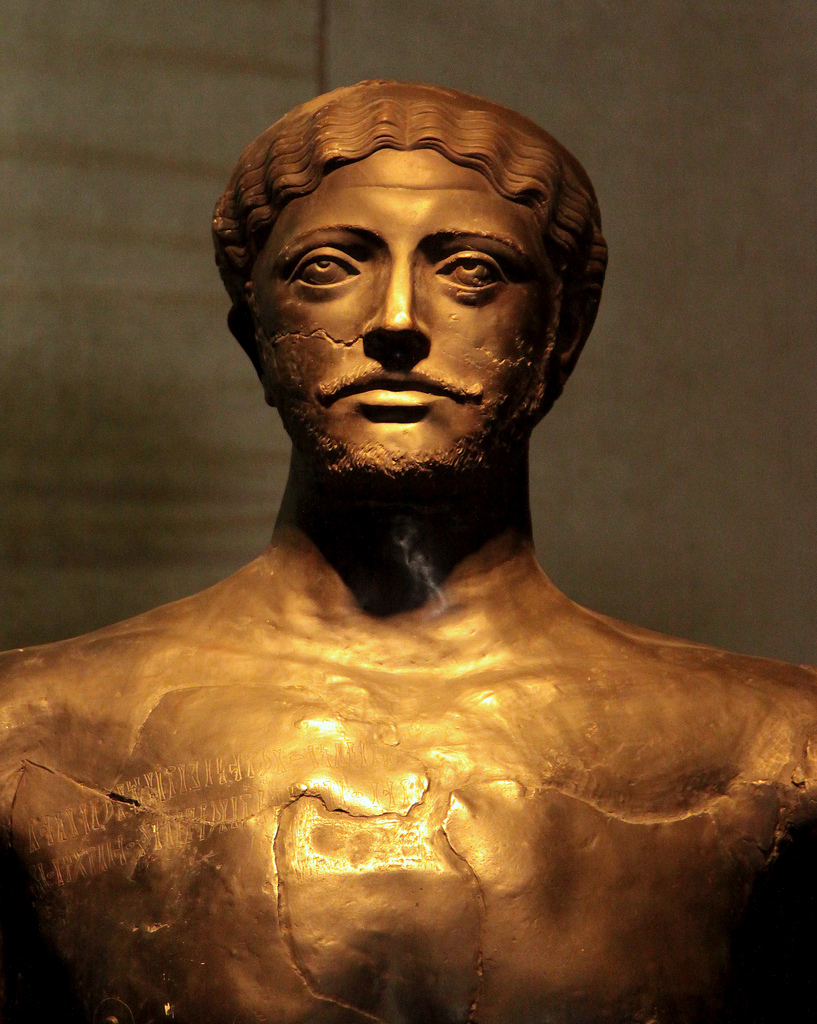
تمثال للملك ذمار علي يهبر (المملكة الحِميَّرية)

بحلول العام 516 (القرن السادس)، أصبحت مملكة حمير منقسمة على نفسها على طول الخطوط الدينية وصراع مرير بين فصائل عديدة مهد الطريق لتدخل من مملكة أكسوم المسيحية. إذ يتضح وقوع صراع ما على السلطة بدلالة اكتشاف كتابات لشخصين متحاربين كلاهما يلقب نفسه باللقب الملكي للحِميَّريين كان الملك معديكرب يعفر آخر ملوك حِميَّر الشرعيين وكان مسيحياً وتعاون مع مملكة أكسوم ضد أعدائه من اليهود الحميريين وشن حملة عسكرية بإيعاز من بيزنطة ضد المناذرة بمساعدة من قبائل عربية مسيحية مرتبطة ببيزنطة  كان المناذرة بجنوبي بلاد الرافدين متراساً للإمبراطورية الساسانية الفارسية والتي كانت غير متسامحة مع دين تبشيري كالمسيحية
ظهر يوسف أسأر وكان أحد الأذواء اليهود الذين ظهروا في نفس الفترة المضطربة. بظهور يوسف كانت المملكة الحميرية قد سقطت على أرض الواقع. كان المسيحيون في اليمن قد ارتكبوا عمليات قمع ممنهجة ضد اليهود وأحرقوا العديد من المعابد اليهودية عبر البلاد فانتقم يوسف لليهود بقدر كبير من القسوة أشهر وقائعه كانت في نجران،  وشن حملات على الطول الساحل الغربي في تهامة حتى وصل باب المندب، ليعيق وصول الإمدادات للمسيحيين في اليمن من مملكة أكسوم على الضفة المقابلة إذ كان المسيحيين في نجران طابورا خامساُ لمملكة أكسوم
قتل المسيحيين بتلك الصورة برر تدخل بيزنطة ودعمها لأكسوم وتمكن الأسطول البيزنطي من هزيمة يوسف أسأر أو «ذو النواس الحِميَّري» عام 525 - 527 للميلاد وعُين شميفع أشوع حاكماً على البلاد، وقاموا بإعادة إعمار كل الكنائس التي هدمها ذو النواس منها ثلاث كنائس جديدة في نجران وحدها قُتل شميفع أشوع من قبل أبرهة بعد خمس سنوات وأعلن نفسه ملكاً مستقلاً على حِميَّر وأعاد استخدام اللقب الملكي للحميريين. شن أبرهة حملة واسعة على الحجاز، وفقا لكتابة بخط المسند دونها بنفسه وكتابات البيزنطيين، يذكر القرآن أن طيرا أبابيل هزمته 
بقيت البلاد على ماهي عليه من الاضطراب حتى بعد عودة الحِميَّريين بقيادة شخصية شبه أسطورية تدعى سيف بن ذي يزن وفقا لمصادر متأخرة فلم يعد لحِميَّر سلطان على أحد وبقيت القبائل مستقلة عن أي حكومة حتى الإسلام  ذكرت المصادر البيزنطية المعاصرة لتلك الفترة أن الإمبراطورية الفارسية استولت على عدن معظم المناطق كان خاضعا لزعماء محليين باستثناء عدن وصنعاء وتعتبر تلك الفترة نهاية الحضارة اليمنية القديمة، إذ لم يعثر الباحثون على كتابة واحدة أو شاهد بالمُسند عن هذه الفترة من تاريخ اليمن

### العصور الوسطى

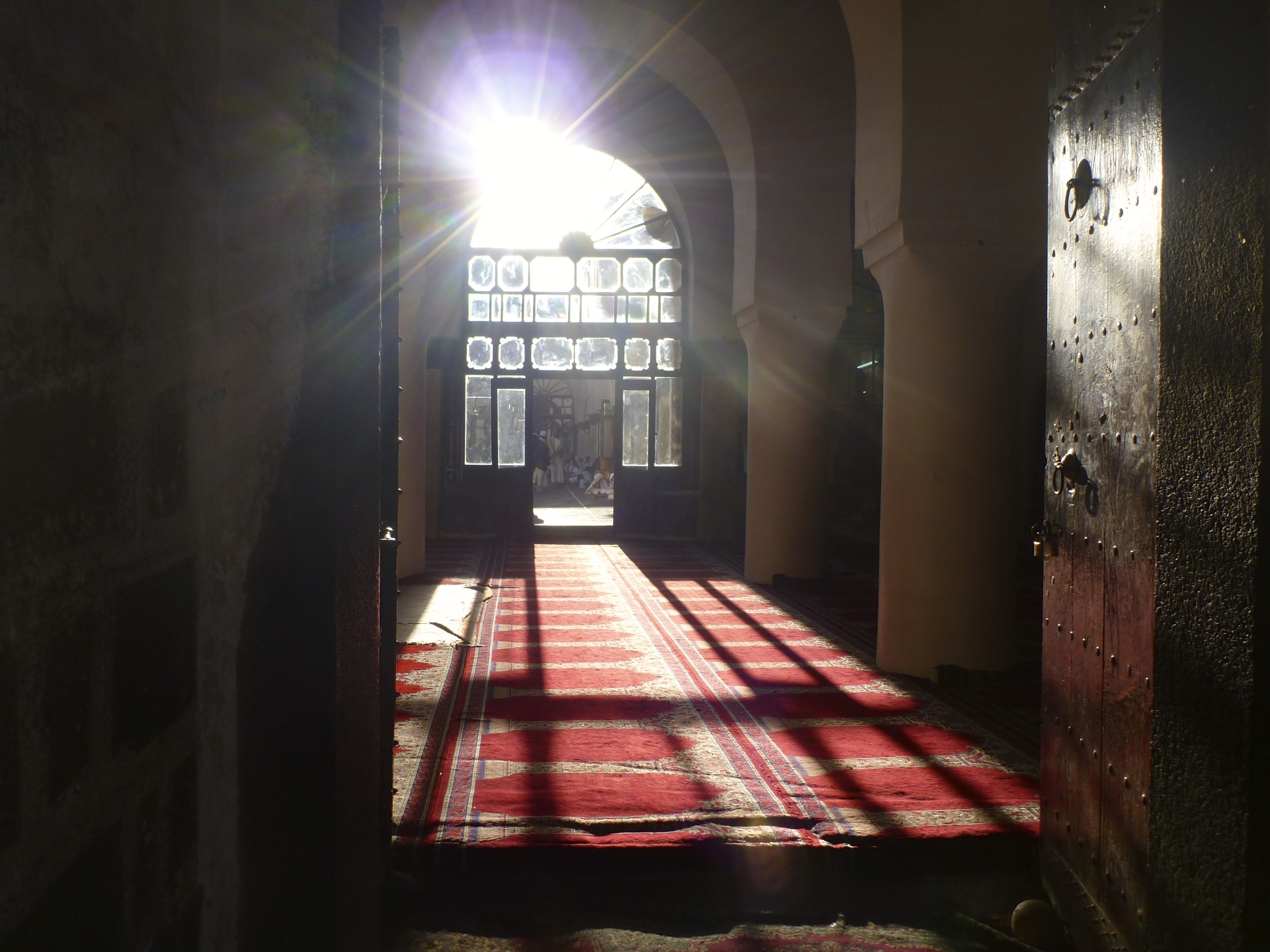
الجامع الكبير بصنعاء من الداخل

دخل الإسلام إلى اليمن عام 630 وأسلمت القبائل اليمانية سريعاً عقب قدوم علي بن أبي طالب. وأرسل النبي محمد معاذ بن جبل إلى اليمن وأوصاه قائلا:
| اليمن                                             | يسر ولا تعسر، وبشر ولا تنفر، وإنك ستقدم على قوم من أهل الكتاب، يسألونك ما مفتاح الجنة ؛ فقل : شهادة أن لا إله إلا الله وحده لا شريك له | اليمن |
| — وصية النبي محمد لمعاذ بن جبل قبل بعثه إلى اليمن | |       |

أرسل النبي كتاباً لوائل بن حجر وعدد من الأقيال بل أرسل عدة كتب لزعماء من قبيلة واحدة والسبب في ذلك كان الانقسام الواضح بين القبائل وغياب سلطة مركزية قوية في اليمن أيام النبي. قدمت القبائل عام الوفود وكان سلوك النبي مختلفاً اتجاه كل قبيلة، فحفاوته في الاستقبال لقبائل أسلمت وقدمت الصدقات مبكراً كان مختلفاً عن القبائل التي أسلمت بعد هزيمتها مثل بنو الحارث بن كعب وخثعم وصداء من مذحج. هناك عدة أسباب وراء سرعة انتشار الإسلام في اليمن، أولها أن عددا كبيراً من اليمنيين كانوا ممن يُعَرِفهم الإسلام بأنهم أهل كتاب كما يتضح من وصية النبي لمعاذ بن جبل، والثاني هو الإضطراب والإقطاعية الذي كانت تمر بها البلاد اليمانية فعدد من زعماء القبائل اعتنق الإسلام وقدم على النبي محمد لحل نزاعات قبلية مثل وائل بن حجر الحضرمي لنزاعه مع الأشعث بن قيس الكندي وفروة بن المسيك المرادي لمعارك قومه مع همدان.
قسم الخلفاء الراشدون اليمن لعدة مخاليف وكان عهدهم مستقراً ولعبت القبائل اليمانية دوراً مفصليا خلال الفتوحات الإسلامية في مصر والعراق والشام وشمال أفريقيا والأندلس. قليل هو المعروف عن اليمن خلال الدولة الأموية ولكن تقول المصادر أن اليمن والحجاز بايعت عبد الله بن الزبير ولكن القبائل اليمانية في الشام كان من ثبت حكم مروان بن الحكم  كان اليمن مسرحا لعدد من الحركات الإباضية والشيعية التي حوربت من دول الخلافة وبدا جلياً أن الدولة العباسية لم تستطع إحكام سيطرتها على اليمن فاستقلت البلاد عام 815. قامت الدولة الزيادية في زبيد وامتدت من حلي بن يعقوب وحتى عدن
تاريخ هذه السلالة مظلم فلم يسيطروا على أكثر من الساحل الغربي لليمن المعروف بتهامة  إذ قامت الدولة اليعفرية في نفس الفترة وشملت المنطقة مابين صعدة وتعز بما في ذلك صنعاء كانت الدولة الزيادية مستقرة في زبيد بينما كان على بقية المناطق أمراء محليين يذكرون ابن زياد في خطبة الجمعة ويسكون العملة باسمه وواجه الزياديون تحديات عديدة من بنو يعفر الذين كانوا يسيطرون على المرتفعات  أما حضرموت، فكان عليها أمراء إباضية رفضوا الاعتراف بأي من الدول داخل اليمن أو حتى الخلافة العباسية في بغداد لكنها لم تتطور لدولة إمامة كما حدث في عُمان، ويعد عبد الله بن يحيى الكندي أول أئمة الإباضية في اليمن. قدم الإمام الزيدي يحيى بن الحسين عام 890، ويحيى بن الحسين كان قاضيا وفقيها قدم بدعوة من قبائل صعدة - خولان تحديداً - لفض خلافات قبلية وعقب نجاحه في المهمة، تمكن من إقناع القيادات القبلية في المنطقة بإعتناق المذهب الزيدي وبدأ المذهب ينتشر ببطئ. بنى الإمام الزيدي يحيى بن الحسين قاعدة له في صعدة ونجران  حاول الإمام يحيى بن الحسين السيطرة على صنعاء من بنو يعفر عام 901 ولكنه فشل فشلا ذريعاً 
عام 904، هاجم القرامطة مدينة زبيد ونزلوا في يافع لحج ودخلت البلاد مرحلة من الفوضى والاقتتال لدرجة أنه من الفترة مابين 904 وحتى 913 تم غزو صنعاء عشرين مرة ومحاصرتها خمسة مرات من قبل القرامطة وبنو يعفر استعاد أسعد بن إبراهيم الحوالي صنعاء عام 913 وأعاد نفوذه على مخلاف الجند (تعز) ومخلاف حضرموت وتوفي السلطان أسعد عام 944 وكان آخر سلاطين بني يعفر الأقوياء. هاجم بنو يعفر عاصمة بني زياد زبيد وأحرقوها بقيادة عبد الله بن قحطان الحِميَّري وشيخ قبلي آخر من خولان عام 989 هجوم عبد الله بن قحطان أضعف الدولة الزيادية كثيراً ومن عام 989 ودولة بني زياد تحكم فعليا من قبل مولاهم الحسين بن سلامة الذي تمكن من الحفاظ عليها من الانهيار الكامل عقب هجوم عبد الله بن قحطان وتمكن من استعادة السيطرة على كافة تهامة من جديد وأخضع سلالة قليل هو المعروف عنها يعرفون بالسليمانيين كانوا قد ظهروا بجيزان بحلول عام 997، تحول سلاطين بنو يعفر لأمراء محليين مثلهم مثل بقية أمراء القبائل مقرهم في شبام كوكبان.

#### الدولة الصليحية

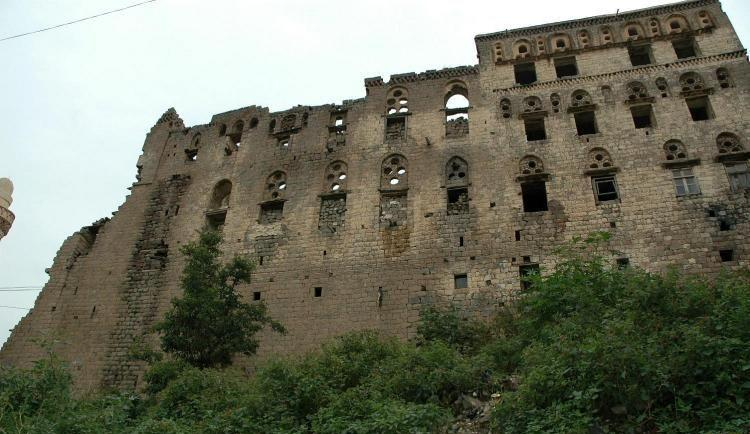
بقايا قصر الملكة أروى بنت أحمد وبه 365 غرفة بعدد أيام السنة، غرفة لكل يوم

سقطت دولة بني زياد عام 1018 وقامت دولة بني نجاح عام 1022 في تهامة وعاصمتهم زبيد كذلك. ظهر علي بن محمد الصليحي في نفس الفترة في المرتفعات وكان إسماعيليا، وتمكن الصليحي من تأسيس ماعرف بالدولة الصليحية عام 1040. كانت البلاد تحكم من قبل عشائر عديدة وصغيرة مثل بنو معن الأصابحة وهم حكام عدن ولحج في تلك الفترة، وبنو الكرندي المعافر وكانوا يسيطرون على تعز وإب وغيرهم كانوا يسيطرون على حصون عديدة في صعدة وحول صنعاء وحراز. ويصف أحد المؤرخين صنعاء بأنها كالخرقة كل شهر عليها حاكم جديد. علي بن محمد الصليحي نفسه من منطقة حراز ولا زالت هذه المنطقة من أهم معاقل الإسماعيلية إلى اليوم ولكن الصليحي كان سنياً في الحقيقة بل والده كان قاضيا شافعيا، اعتنق علي بن محمد الصليحي المذهب الإسماعيلي لتأثره بدعوة رجل الدين سليمان الزواحي.
سيطر الصليحي على صنعاء عام 1040 ثم راسل الخليفة الفاطمي المستنصر بالله في مصر يطلب منه السماح باظهار الدعوة الإسماعيلية بعد أن كانت سرية، والسبب في ذلك يعود لخشية الصليحي أن تقوم الدولة العباسية في بغداد بإرسال جيش إلى اليمن لقمع الإسماعيلية فرأى في الفاطميين في مصر حليفا موثوقا مافكر العباسيون بقمع حركته. لم يعلن علي الصليحي دعوته حتى العام 1047 بعد توافد قبائل يام وهمدان. لم تكن كل همدان ففروع من حاشد التفت حول زعماء إقطاعيين إلا أن الصليحي تمكن من القضاء عليهم ثم توجه جنوباً فسيطر على مخلاف الجند (تعز) ومخلاف جعفر (إب) وعدن وزبيد ثم حضرموت وبحلول عام 1062 كان حكم الصليحيين قد شمل بلاد اليمن واتخذ من صنعاء عاصمة لدولته. سيطر علي بن محمد الصليحي على مكة عام 1063. كان يُدعى له هو وابنة عمه وزوجته أسماء بنت شهاب في خطب الجمعة وهو مالم يحدث في أي مكان في المنطقة العربية بعد الإسلام.
توفي علي بن محمد الصليحي ليخلفه ابنه المكرم أحمد بن علي الصليحي عام 1084 الذي ولى سلالة بنو زريع على عدن، ولم يدم حكمه لأكثر من ثلاث سنين فاضطر لتسليم السلطة لزوجته أروى بنت أحمد الصليحي عام 1087 لإصابته بشلل العصب الوجهي قامت الملكة أروى بنقل العاصمة من صنعاء إلى جبلة بمحافظة إب حالياً وسبب ذلك يعود لموقع جبلة الاستراتيجي في مرتفعات اليمن الوسطى الخصبة زراعياً وسهولة الوصول للمناطق الجنوبية من البلاد وبالذات عدن أرسلت الملكة دعاة إسماعيلية إلى الهند حيث تشكل مجتمع إسماعيلي بارز لا يزال متواجداً إلى اليوم.
رغم أن ملوك بنو صليح كانوا إسماعيلية، إلا أن الملاحظ أنهم لم يحاولوا فرض مذهبهم على أحد ولم يضطهدوا الشافعية والزيدية. حكمت السيدة الحرة كما تُعرف في كتب التاريخ اليمنية باقتدار ولا تزال تذكر باعجاب ومحبة ويشهد على ذلك كتب التاريخ والأدب اليمني والتقاليد الشعبية حتى أنها سُميت بلقب بلقيس الثانية في إشارة لملكة سبأ الأسطورية. سقطت دولة الصليحيين عام 1138 بوفاة الملكة أروى عن عمر ناهز الثمانين عاماً. وبوفاتها انقسمت البلاد إلى خمس سلالات متنازعة على طول الخطوط الدينية. وهو ماسهل على الدولة الأيوبية دخولها إلى اليمن عام 1174.

#### الأيوبيون
كان الأيوبيون الأكراد قد أسقطوا الخلافة الفاطمية في مصر وبعد فترة قصيرة على صعودهم في تلك البلاد، قرر صلاح الدين الأيوبي إرسال أخاه توران شاه للسيطرة على اليمن. تزعم بعض كتب الأخبار العربية أن الناس في اليمن طلبت من الأيوبيين أن يضموا اليمن إلى دولتهم، قد يكون ذلك صحيحاً بدلالة النزاعات المذهبية والقبلية التي شهدتها اليمن بسقوط الدولة الصليحية ولكنها ليست المرة الأولى ولم تكن الأخيرة التي تحاول فيها أي قوة تسيطر على مصر أن تسيطر على اليمن بعدها مباشرة، تأمين طريق التجارة عبر البحر الأحمر كان أهم دوافع الأيوبيين بالإضافة لسبب آخر هو خشيتهم من تقدم علي بن مهدي الحميري نحو مكة.
توجه توران شاه إلى اليمن عام 1174 وكالعادة نزل في زبيد بتهامة أولاً وقضى على أبناء علي بن مهدي ثم توجه إلى عدن وأخذها من بنو زريع ثم توجه ناحية حضرموت، ولم تكن حضرموت نفسها خاضعة لأسرة واحدة فقضى على تلك الأسر في الشحر وتريم وشبام ولكنهم واجهوا مقاومة شديدة من الزيدية والإسماعيلية بالمرتفعات الشمالية. لم تكن الجبهة اليمنية متحدة فقد كانوا منهكين من الصراعات والحروب الدائرة بينهم فاتخذت القوى المناوئة للأيوبيين أسلوب حرب العصابات لاستنزافهم، كون جيش الأيوبيين كان جيشا نظاميا مدرباً وبقدرات عالية تفوقهم، لذلك لم يستطع الأيوبيون من تأمين صنعاء حتى العام 1189. وفشلوا في السيطرة على صعدة، معقل الزيدية.
فعمل الأيوبيون على تقليل خسائرهم بالسيطرة على المدن المهمة فقط مثل عدن وزبيد وتعز والشحر. خرج أحد أمراء آل دغار في حضرموت على الأيوبيين عام 1191 وانتهى خروجه بالمصالحة وإطلاق الأيوبيين لأفراد من أسرته كانوا قد اعتقلوهم سابقاً، وثار الزيدية بقيادة الإمام المنصور بالله عبد الله بن حمزة في شبام كوكبان نفس السنة ودارت معركة بينهم وبين الأيوبيين خلفت مئتي قتيل منهم وسبعمائة من جيش الأيوبيين. ونجح الزيدية بقيادة المنصور بالله عبد الله بن حمزة في استعادة صنعاء من الأيوبيين عام 1197.
هُزم جيش الأيوبيين قرب ذمار عام 1223. استمر نضال الإمام المنصور بالله عبد الله بن حمزة ضد الغزاة الأيوبيين حتى وفاته عام 1217. وخرج آخر سلاطين الأيوببين المسعود من اليمن عام 1228 ووفقا لمصادر أخرى عام 1223 وعُين عمر بن رسول نائبا له.

#### الدولة الرسولية

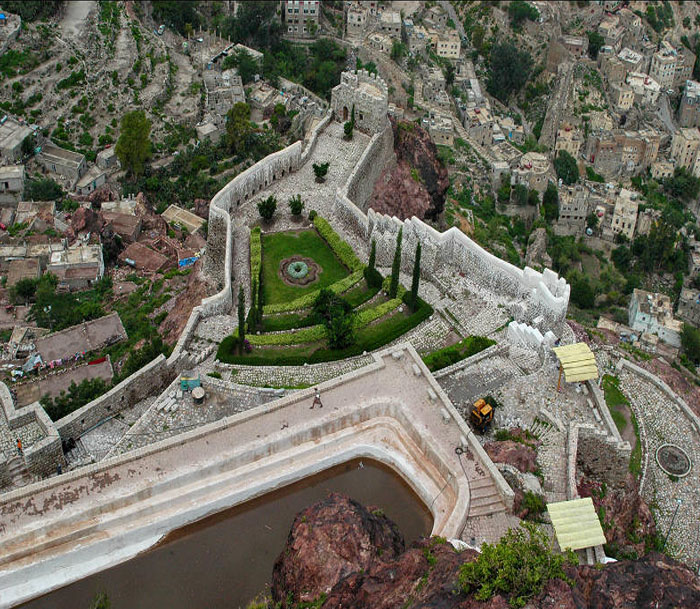
قلعة القاهرة بتعز عاصمة ملوك بني رسول

تأسست الدولة الرسولية عام 1229 بقيادة عمر بن رسول الذي أعلن نفسه ملكاً مستقلا بتلقبه بلقب الملك المنصور. كان عمر بن رسول طموحاً وسياسياً بارعا وبدأ ببناء قاعدة دعم شعبية ساعدته كثيراً في بناء الدولة الرسولية على أساس صلب. سيطر على زبيد أولاً ثم توجه شمالاَ نحو المرتفعات الشمالية ثم إلى الحجاز فامتد ملكه من ظفار وحتى مكة قُتل عمر بن رسول من قبل ابن اخيه عام 1249 إلا أن الملك المظفر يوسف الأول تمكن من هزيمة ابن عمه، وقمع محاولة الزيدية لزعزعة ملكه فتلقب بالمظفر لذلك.
عندما سقطت بغداد عام 1258 أمام هولاكو خان، تلقب الملك المظفر يوسف الأول بلقب الخليفة ونقل العاصمة من صنعاء إلى تعز لقربها من عدن. وبنى عدداً من المدارس والقلاع والحصون حتى الرحالة ماركو بولو انبهر باليمن خلال هذه الفترة ونشاطها التجاري والعمراني وكثرة القلاع والحصون بالبلاد  توفي الملك المظفر في تعز ودفن بها بعد 47 عاما من الحكم منفرداً حتى ألد أعدائه، وهم الزيدية، وصفوه بأعظم ملوك اليمن تعليقا على وفاته.

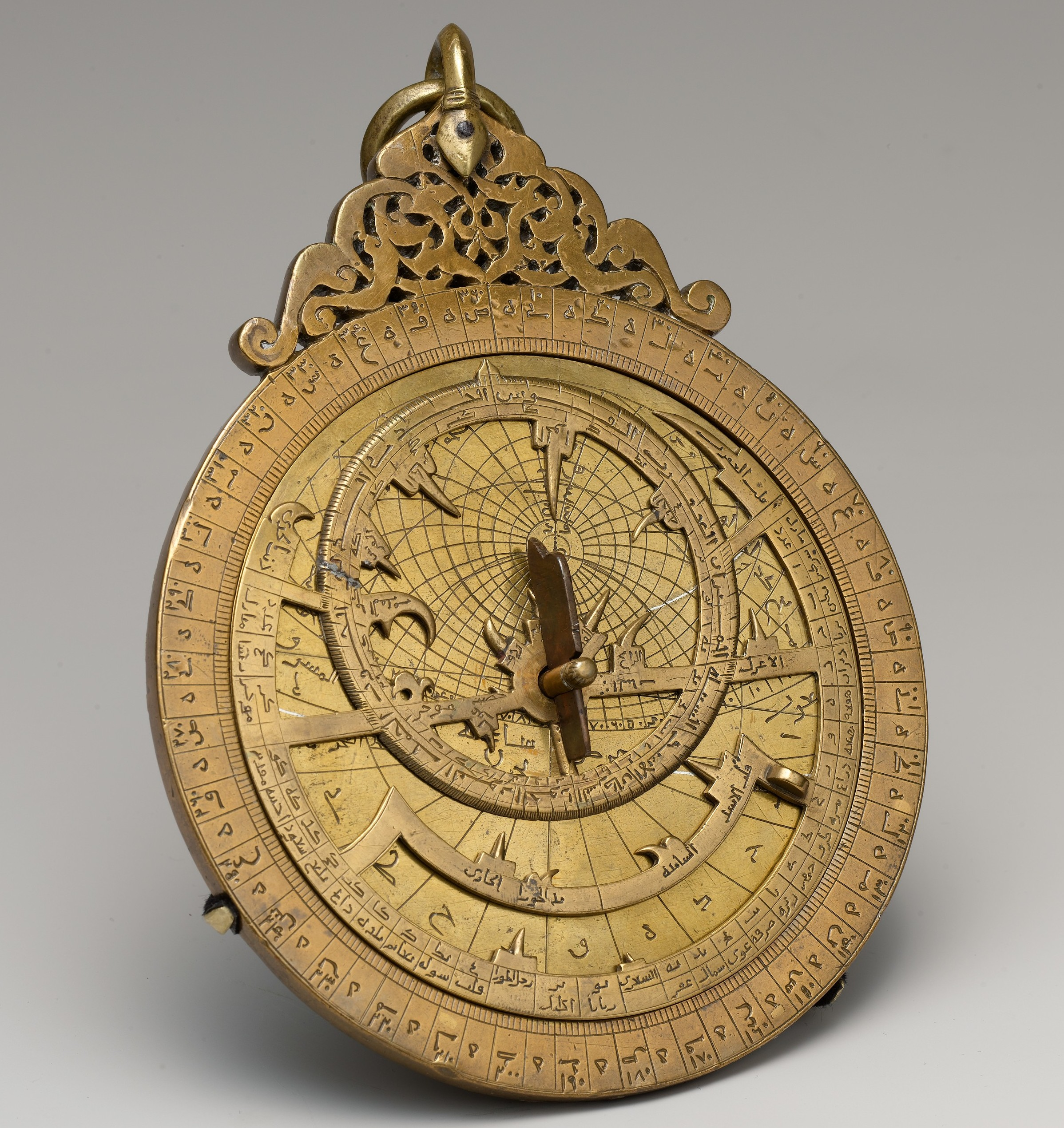
أسطرلاب مصنوع بيد الملك الأشرف عمر بن يوسف عام 1291

بنى الرسوليين قلعة القاهرة بتعز وجامع ومدرسة المظفر والمدرسة الأسدية والمدرسة الجبرتية والمدرسة المعتبية والمدرسة الياقوتية والمدرسة الأشرفية وغيرها. كان تعزيز المذهب الشافعي، الذي كان إلى فترة قريبة المذهب الغالب في اليمن، هدفهم وراء بناء هذه المدارس. كان ملوك بنو رسول رجالاً متعلمين أنفسهم فلم يكتفوا بإثراء المكتبات بالكتب بل لعدد من ملوكهم مؤلفات في الطب والفلك والزراعة. أيام الرسوليين، تحولت تعز وزبيد إلى مراكز مهمة لدراسة المذهب الشافعي على مستوى العالم عزز الرسوليون علاقات اليمن التجارية مع الهند والشرق الأقصى. إذ استفادوا كثيرا من التجارة العابرة للبحر الأحمر من عدن وزبيد. وشهدت عدن أحد أفضل عصورها خلال ملك الرسوليين.
كما قاموا بتبني العديد من البرامج الزراعية لترويج زراعة النخيل. وخلال هذه الفترة أصبح البن سلعة رابحة لليمن. يعتبر المؤرخون دولة بني رسول من أعظم الدول اليمانية منذ سقوط مملكة حِميَّر ذلك لأنهم عكس الأيوبيين أو العثمانيين، لم يكن وجودهم عسكرياً لتأمين مصالح خارجية لا علاقة لها بمصالح السكان، فقد اندمجوا في المجتمع اليمني وادعوا اصلا يمنياً لتبرير ملكهم وتوحيد السكان خلفهم. ادعوا انهم عرب يمنيين هاجر أجدادهم إلى بلاد الترك في فترة ما ثم عادوا إلى اليمن، ولكنهم بالتأكيد كانوا من الأوغوز.
كانت علاقة الرسوليين مع مماليك مصر علاقة معقدة، إذ احتدم التنافس بينهم على الحجاز وأحقية كسوة الكعبة بالإضافة لإصرار المماليك على إعتبار بني رسول تابعين لهم. استمرت دولة بني رسول لأكثر من مئتي سنة إلى أن دب فيها الضعف عام 1424 إذ أصبحت المملكة مهددة من قبل أفراد الأسرة الحاكمة أنفسهم وخلافاتهم حول مسألة الخلافة، بالإضافة للتمردات المتكررة من الأئمة الزيدية وأنصارهم، كان الرسوليون يحظون بدعم سكان تهامة وجنوب اليمن واضطر الرسوليون لشراء ولاء قبائل المرتفعات الشمالية بالأموال وعندما ضعفت الدولة، وجد الرسوليون أنفسهم عالقين في حرب إستنزاف، لم يكن الزيدية يوما ما سياسيين بارعين أو حكاما أقوياء ولكنهم يعرفون جيدا كيف يستنزفون طاقات أعدائهم. ورغم جهود الرسوليين لتثبيت المذهب الشافعي في اليمن لمجابهة الزيدية والإسماعيلية، إلا أن من أسقط دولتهم لم يكونوا هولاء بل سلالة شافعية محلية اسمها بنو طاهر، إذ استغل الطاهريون الخلافات بين الأسرة الرسولية الحاكمة ليسيطروا على عدن ولحج وبحلول عام 1454 أعلنوا أنفسهم الحكام الجدد لليمن.

#### الدولة الطاهرية

المدرسة العامرية برداع بنيت عام 1504

كان الطاهريين مشايخ محليين من منطقة رداع بمحافظة البيضاء تابعين لبني رسول. وخلال الإثنا عشر سنة الأخيرة من حكم الرسوليين استغل الظافر عامر بن طاهر النزاع بين أفراد الأسرة الحاكمة حتى سلم الملك الرسولي المسعود أبو القاسم مقاليد السلطة سلمياً عام 1454. رغم أنهم لم يكونوا بقوة سابقيهم إلا أنهم بنوا العديد من خزانات المياه والجسور والمدارس في زبيد وعدن ورداع وأشهر آثارهم المدرسة العامرية التي بناها الملك عامر بن عبد الوهاب عام 1504. كانوا أضعف من إحتواء الزيدية أو الدفاع عن أنفسهم من الغزاة الأجانب.
كان مماليك مصر يريدون ضم اليمن إلى مصر واحتل البرتغاليون بقيادة ألفونسو دي ألبوكيرك جزيرة سقطرى عام 1513 وشنوا عدة هجمات فاشلة على عدن. شكل البرتغاليون خطراً مباشراً لتجارة المحيط الهندي العابرة للبحر الأحمر فأرسل المماليك قوة بقيادة حسين الكردي لقتال البرتغاليين. بدأ مماليك مصر محادثات مع الطاهريين في زبيد لمناقشة مايحتاجه الجيش المملوكي من أموال وعتاد، ولكن الجيش الذي كان ينفذ من المؤن، بدأ بالتحرش بسكان تهامة وعوضا عن مواجهة البرتغاليين قرروا إسقاط الطاهريين وإحتلال اليمن لإدراكهم ثراء نطاق نفوذ سلاطين بني طاهر.
تمكنت قوات المماليك بالتعاون مع قوات قبلية موالية للإمام الزيدي المتوكل يحيى شرف الدين من السيطرة على مناطق نفوذ الطاهريين ولكنهم من يتمكنوا من إسقاط عدن عام 1517. لم يدم الانتصار المملوكي طويلاً، بعد شهر واحد من إسقاطهم الطاهريين، احتلت الدولة العثمانية مصر وشنقت طومان باي آخر سلاطين المماليك في القاهرة. تحالف السلطان الطاهري عامر بن داوود مع البرتغاليين فعزم العثمانيون السيطرة على اليمن لكسر الاحتكار البرتغالي لتجارة التوابل. بالإضافة لقلقهم من سقوط اليمن بيد البرتغاليين وربما سقوط مكة بعدها. هوان الطاهريين جعل الأئمة الزيدية يظهرون بمظهر أبطال قوميين ضد الدولة العثمانية.

### التاريخ الحديث

#### العهد العثماني

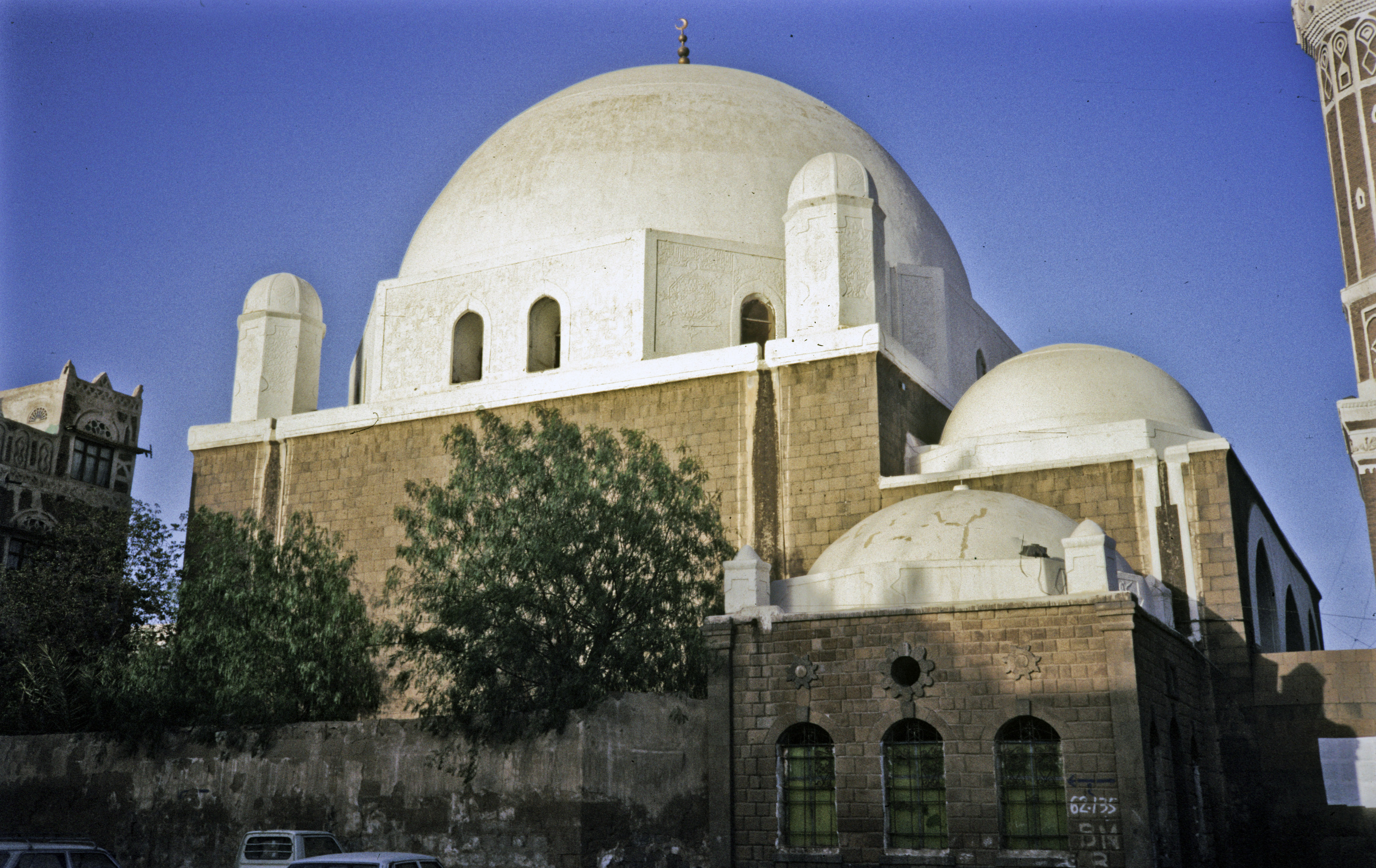
جامع البكيرية العثماني بصنعاء بُني عام 1597

دخلت اليمن مرحلة من الفوضى وغياب السلطة المركزية وبقيت عدن وحيدة بيد الملك عامر بن داوود آخر ملوك الطاهريين. اقتحم خادم سليمان باشا مدينة عدن عام 1538  بسطت الدولة العثمانية سلطتها على عدن وتهامة واتخذ من زبيد مقرا إداريا للسلطة العثمانية. كانت المرتفعات الشمالية مستقلة عليها الإمام الزيدي يحيى شرف الدين. حاول العثمانيون ضم باقي اليمن وخلال الفترة مابين 1538 و1547 أرسل العثمانيون ثمانين ألف جندي إلى اليمن، بقي منهم سبعة آلاف 
نشب خلاف بين الإمام يحيى شرف الدين وابنه المطهر فتوجه الأخير إلى زبيد وأبدى استعداده لمعاونة أويس باشا للسيطرة على المرتفعات. اقتحمت قوات أويس باشا وأنصار المطهر بن يحيى شرف الدين تعز وتوجهت شمالاً نحو صنعاء وسيطر عليها عام 1547 وأعطى العثمانيون المطهر بن يحيى شرف الدين لقب بك واعترفوا به إماماً على عمران وقاعدته ثلا  لم يستمر الإمام المطهر في ولائه للعثمانيين طويلاً، وشن حملات عديدة عليهم إلا أن أزدمير باشا تمكن من إخماد التمرد وحظي بفترة من السلام النسبي لمدة عشر سنوات تقريبا. تولى محمود باشا أمور الإيالة وكان ظالماً قتل كل عسكري من قادته لا يوافقه رأيه. عدم مراعاته للتوازن الدقيق للقوى في اليمن، جعل اليمنيين يتناسون خلافاتهم ويتوحدون ضد الأتراك. ولي رضوان باشا إيالة اليمن عام 1564 م وأصبح محمود باشا حاكما لمصر.
عندما تولى رضوان باشا أمور الإيالة، أخذ بعرض مساوئ سلفه محمود باشا على الباب العالي في إسطنبول، فبرر محمود باشا اخفاقاته بأن اليمن بلاد واسعة وبحاجة إلى بكلربكيان ولايكفيها واحد، وأصر محمود باشا على موقفه حتى وافق الباب العالي وأرسلوا مراد باشا ليتولى تهامة وولوا رضوان باشا أمر المرتفعات. وقد قصد محمود باشا النكاية برضوان باشا بهذا التعيين، كون القبائل أشرس وأصعب مراسا في المرتفعات الشمالية لليمن بالإضافة لكونها مقرا للأئمة الزيدية  تظاهر المطهر بن يحيى شرف الدين بموالاته لمراد باشا المسيطر على التهائم فتوقف الأخير عن إمداد رضوان باشا المسؤول عن المرتفعات، وتزايدت الخلافات بينهم لدهاء الإمام الزيدي المطهر فعُزل رضوان باشا وعُين حسن باشا بديلا عنه عام 1567. انتهز المطهر الفرصة ليجتاح صنعاء وساندته قبائل الجوف البدوية وراسل المطهر أمير بعدان فهاجموا القوات العثمانية وحوصر مراد باشا في ذمار. تمكن مراد باشا من الهرب وبقي معه خمسين من المشاة فاعترضته القبائل وقطعت رؤوسهم وأرسلتها إلى المطهر بن يحيى شرف الدين في صنعاء عام 1567

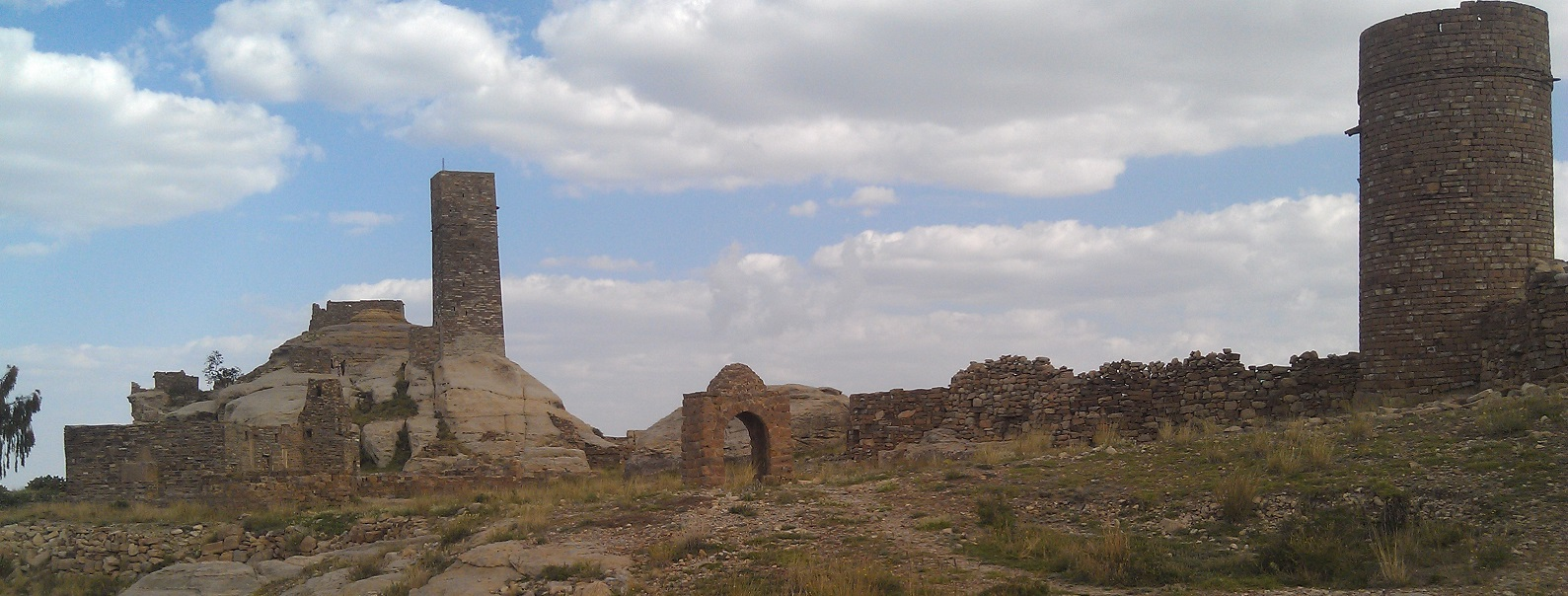
أحد حصون ثلا في عمران حيث تحصن المطهر بن يحيى شرف الدين

بعد مقتل مراد باشا وفناء غالب الجيش العثماني في اليمن، أمر الباب العالي اللالا مصطفى باشا بالتوجه إلى اليمن، رفض في البداية ولم ينصاع إلا بعد أن رأى غضب السلطان  توجه لالا مصطفى باشا إلى مصر وحاول جمع القوات إلا أن الجيش التركي في مصر رفض التوجه إلى اليمن، فأرسل اللالا مصطفى باشا اثنان من جواويش مصر برسالة يعرضان على المطهر الصلح ويأمرانه بالطاعة بل طالبوه بالاعتذار والقول أنه لم يأمر بأي عمل ضد القوات العثمانية. خاض العثمانيون ثمانين معركة مع الزيدية توجت بمقتل مراد باشا قرب ذمار، ولكن كان الأتراك في أوج قوتهم ولم يكونوا على إستعداد لتقبل الهزيمة المهينة بسهولة فأرسلوا قوة جديدة بقيادة سنان باشا، قائد عثماني بارز من أصل ألباني، لإعادة السيطرة العثمانية على اليمن عزل السلطان سليم الثاني اللالا مصطفى باشا لتقاعسه عن السفر إلى اليمن بنفسه وأمر باعدام عدد من أمراء السناجق في مصر وولى سنان باشا مقاليد الوزارة على أن يتوجه بكامل العسكر التركي في مصر إلى اليمن قدم سنان باشا من مصر ونزل مكة ومر بجيزان وزبيد وخلص عدن وتعز وإب من أتباع المطهر ثم حاصر شبام كوكبان لسبعة أشهر انتهت بتوقيع هدنة. توفي الإمام المطهر عام 1572 ولم يتحد الزيدية عقب وفاة إمامهم فتقاتل أبناء المطهر مع الحسن بن علي بن داود فاستغل العسكر الانقسام وتمكن العثمانيون من اقتحام صنعاء وصعدة ونجران عام 1583 بدعم من الإسماعيلية المناهضين للزيود  تحصن الحسن في شهارة واُعْتُقِل عام 1585 وسُجن في صنعاء ثم نُقل إلى تركيا ومات فيها.

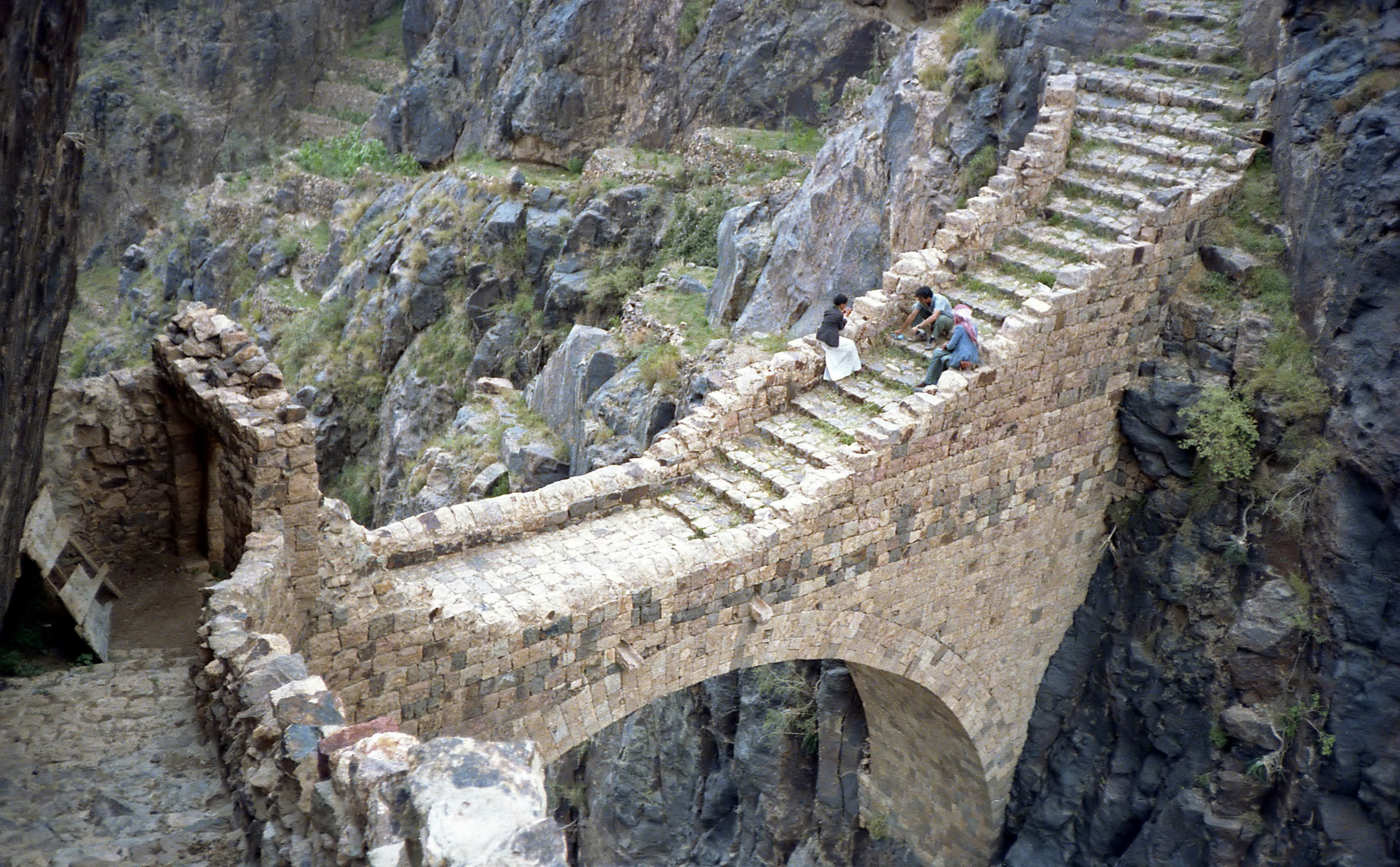
جسر قديم بين جبلين في شهارة، أحد حصون الأئمة الزيدية

لم تكن هناك قيادة سياسية موحدة في المرتفعات عقب اعتقال الإمام الحسن بن علي بن داود ونفيه إلى تركيا، فعرض تلاميذ الفقيه المنصور بالله القاسم عليه الإمامة في صنعاء. رفض في البداية ولكن تزايد الترويج للمذهب الحنفي على حساب الزيدية أغضب الإمام المنصور بالله القاسم فتوجه لأرياف صنعاء وبدأ بحشد الأنصار لقتال العثمانيين في سبتمبر 1597 وهو نفس العام الذي افتتحت فيه السلطات العثمانية جامع البكيرية في صنعاء. قاد الإمام المنصور بالله حملات عديدة على القوات العثمانية حتى وفاته في فبراير 1620. خلفه ابنه المؤيد بالله محمد الذي استعاد المرتفعات وصبيا وأبو عريش واتفق مع شيخ قبلي من أبين على محاصرة لحج وعدن وبحلول عام 1627 كان معظم اليمن باستثناء الموانئ، قد تخلص من حكم العثمانيين. تمكن الإمام المؤيد استعادة زبيد عام 1634 وأعطى الإمام المؤيد للعثمانيين فرصة الانسحاب سلميا من المخا آخر معاقل العثمانيين. والسبب الرئيس لنجاح الإمام المؤيد كان كان تعلم القبائل استخدام الأسلحة النارية. ووحدتها خلف بيت القاسم إذ تمكن المؤيد من اقناع القبائل أنه وأسرته الذين يستحقون الإمامة. ويعد والده الإمام المنصور القاسم مؤسس ماعٌرف بـ«الدولة القاسمية» ويمكن اعتبارها أقوى دول الإمامة الزيدية 
في مارس 1632، أرسل الإمام المؤيد بالله جيشا للسيطرة على مكة، قتل الجيش المكون من ألف مقاتل شريف مكة واقتحموا المدينة ونسب العثمانيون لهم عدد من الفظائع. لم يكن الأتراك مستعدين لخسارة مكة المكرمة بعد اليمن فأرسلوا قوة كبير من مصر لتخليص مكة من الزيدية. انسحب الزيدية أو العربان وفقا للعثمانيين ناحية وادي فاطمة للفارق العددي بينهم وبين جيش الأتراك. توجه الأتراك نحو الآبار التي تزود اليمنيين بالمياه وغمروها، كانت خطة ناجحة فقد خلالها جيش الإمام المؤيد مئتي مقاتل من العطش. استسلم الزيدية في النهاية ووافق خليل باشا على عودتهم إلى اليمن ولكنه أعدم أربعة من قادة الجيش.

#### دولة الأئمة الزيدية

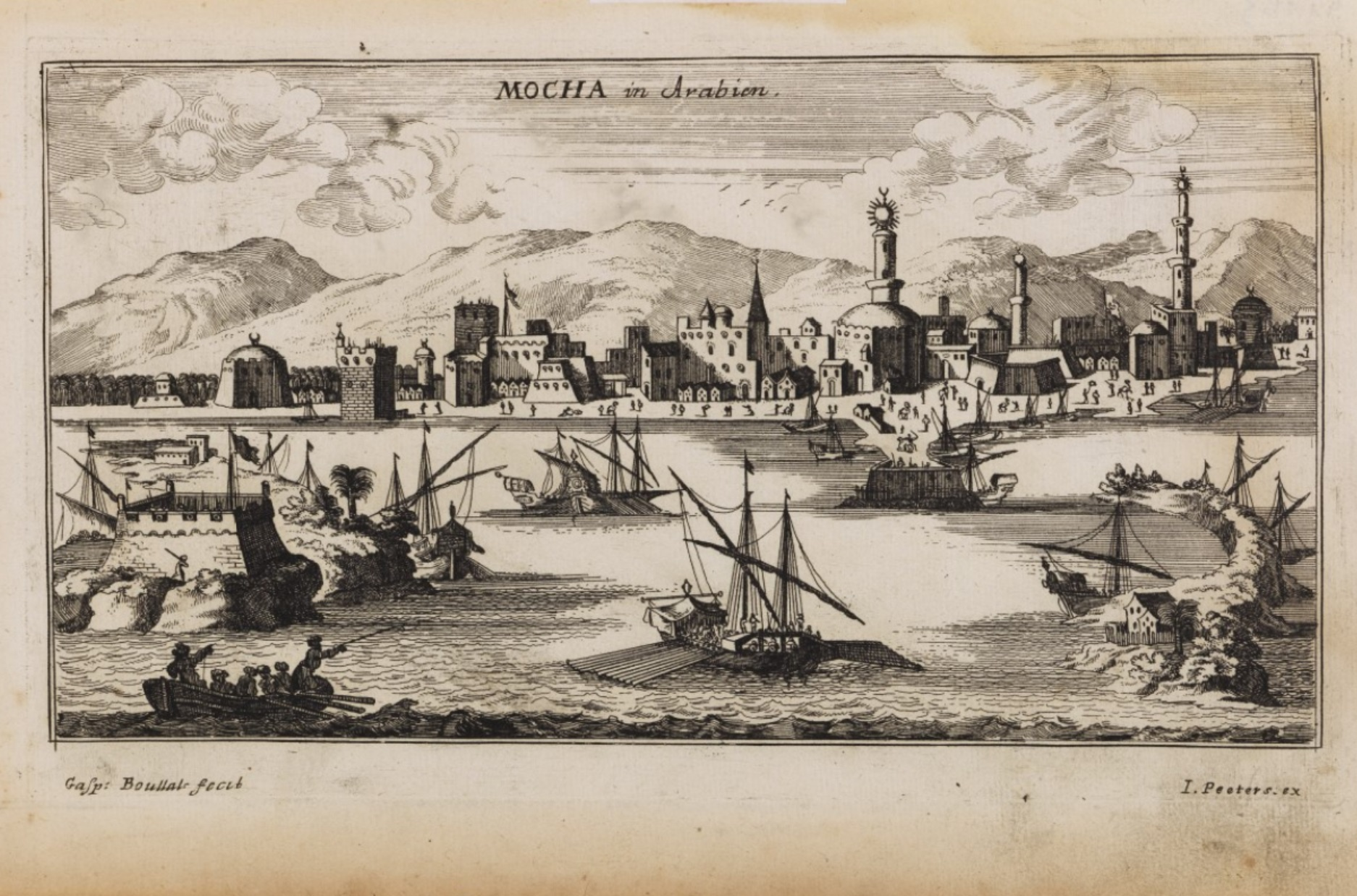
ميناء المخا عام 1692، كان من أهم الموانئ ومن خلاله عرف العالم القهوة

توفي الإمام المؤيد بالله بن القاسم عام 1644 واقتتل أبناء الإمام المنصور بالله القاسم على الإمامة حتى انتزعها المتوكل على الله إسماعيل بن القاسم في نفس العام وتوجه إلى عدن ولحج وأبين وطرد بقية الجند العثماني فيها وسيطر على عسير  وحضرموت وظفار عام 1654  وتمكنت اليمن من توطيد علاقات تجارية مع إمبراطورية مغول الهند وكانت مدينة سورات الهندية الشريك التجاري الأكبر وتبادل البعثات الدبلوماسية مع السلطان العثماني في جدة وعباس الثاني الصفوي في إيران  وإثيوبيا كذلك أرسلت ثلاث بعثات ولكنها لم تتطور لحلف سياسي ضد العثمانيين كما أراد الإمبراطور فاسيليداس للضعف الذي أصاب أباطرة إثيوبيا وظهور اقطاعيين أقوياء في بلادهم.
توفي إسماعيل بن القاسم عام 1676 وخلفه ابن اخيه أحمد بن الحسن بن القاسم بعد نزاع مع ابن عمه على الإمامة. لم تستطع الدولة القاسمية الحفاظ على ما أنجزه الإمام إسماعيل بن القاسم لأكثر من ثمانين سنة لعدة أسباب:
- قيام الأئمة بتعيين أقاربهم على المناصب الإدارية، بمرور الوقت تحول جزء كبير من أرجاء البلاد إلى إقطاعيات شبه مستقلة.
- لم تتبع طريقة الخلافة قانونا واضحاً. فعقب وفاة كل إمام، يجمع أبنائه وأبناء عمومتهم أنصارهم من القبائل ويتقاتلون على المنصب وهو ما أضعف الدولة كثيراً وسمح لزعماء الإقطاعيات بالاستقلال.

كانت الدولة القاسمية غير مركزية واتسمت هذه الفترة بنشاط تجاري كبير وبالذات في المخا واللحية وغيرها من الموانئ في تهامة اليمن. وفي هذه الفترة كذلك، ظهرت الزعامات القبلية البارزة في اليمن اليوم وأبقت عائلات زيدية أرستقراطية أخرى على مكانتها إلى جانب بيت القاسم مثل بيت شرف الدين على سبيل المثال، كانوا يحكمون بشكل مستقل تقريباً منطقة واسعة غرب صنعاء رغم وجود القاسمية، وكانت أجزاء من عسير من فترة طويلة قبل القاسمية ضمن نفوذ سلالة الإمام عبد الله بن حمزة. كانت دولة إقطاعية كالإقطاعيات في أوروبا خلال العصور المظلمة يتحكم فيها أمراء محليون بشؤون مناطقهم بشكل شبه مستقل كمعظم تاريخ اليمن وشبه الجزيرة عمومًا وانتهى بها المطاف للتفكك حتى عودة العثمانيين عام 1872.

#### الإنجليز والنواحي التسع

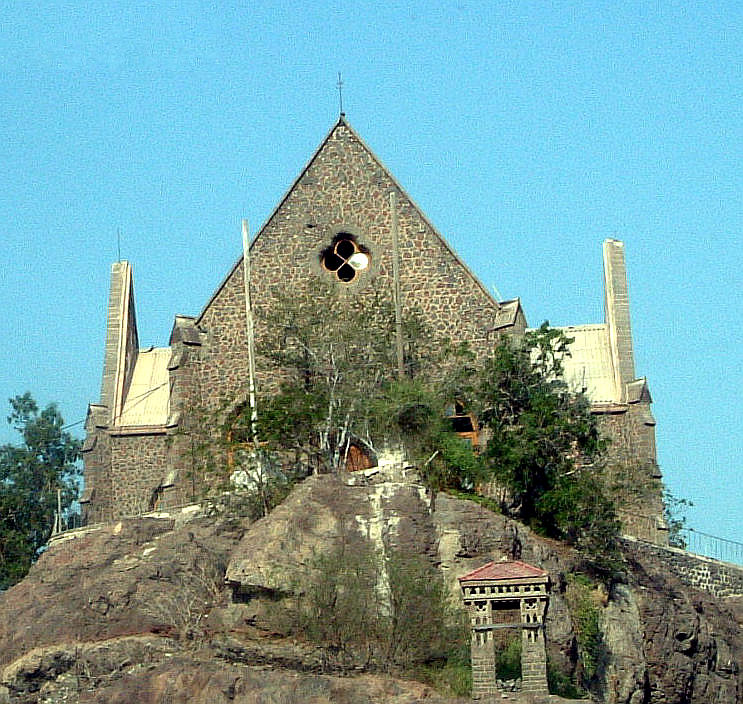
المجلس التشريعي في عدن، بناه الإنجليزي في القرن التاسع عشر على أنه كنيسة القديسة ماري، ثم تم تحويله إلى مقر المجلس التشريعي في الستينات، وهو متحف حالياً

في القرن الثامن عشر، تمكن عامل لحج المعين من الأئمة من الاستقلال بالمدينة والسيطرة على عدن عام 1740 فكانت تلك بداية سلطنة لحج وقامت قبائل يافع العليا (بني هرهرة) بمهاجمة إب واستقل شريف أبو عريش بالمخلاف السليماني، وتوقف آل كثير في حضرموت عن ترديد أسماء الأئمة الزيدية في خطب الجمعة في النصف الثاني من القرن الثامن عشر، ورغم هذا استمر الأئمة بالقتال فيما بينهم على الإمامة سيطرت سلطنة لحج على عدن ودخلت في عدة صراعات مع القبائل المجاورة، فهاجمها آل فضل والعوالق ويافع 
وقع سلطان لحج على معاهدة مع الإنجليز مطلع القرن التاسع عشر، واستولى الإنجليز على عدن عام 1839 بقيادة الكابتن ستافورد هاينز مطالبين بتعويضات من السلطان عن نهب حل بباخرة تابعة لهم. كان الإنجليز يبحثون عن مستودع للفحم لأن الرحلة من السويس إلى بومباي كانت تتطلب 700 طن من تلك الصخور. لم تكن عدن وجهة الإنجليز الأولى بل أرادوا السيطرة على المخا
كان الإنجليز يدفعون المرتبات السنوية لمشايخ القبائل المحيطة بعدن، أول القبائل التي عاهدت الإنجليز كانت قبيلة لحجية اسمها العزيبي وتبعتهم قبائل مجاورة مثل يافع والحواشب وغيرهم. كانت المرتبات السنوية تافهة ولا تتجاوز مئة ريال كحد أقصى  وكان سلطان لحج يتلقى ستة آلاف ريال سنويا منهم. إلى الغرب من عدن، تواجدت الصبيحة وهم قبيلة بلغ تعدادهم عام 1919 عشرين ألف مسلح ولكنهم كانوا بلا شيخ يجمع شملهم ويجاورهم القطيبي والحواشب والعقارب. وكان هناك العوالق وهي أفقر هذه القبائل وأكثرها توحشا ولكنها أكثرها قوة كذلك. الكيان الوحيد الذي كان مستقراً ويتمتع بمنظومة حكم مستقلة إلى حد معقول ومستفيداً من تواجد الإنجليز في عدن كان سلطنة لحج. فالعبادلة كانوا أثري هذه القبائل وأقلها جنوحا إلى العنف.
كانت السلطنة تستفيد من أراضيها الزراعية الخصبة فتجمع الضرائب من المزارعين والحرفيين واستفادت كثيراً من إعلان البريطانيين عدن منطقة حرة عام 1850. دعم الإنجليز السلطنة لقمع أي تمرد من القبائل وازدادت طموحات سلاطين لحج فأرادوا الاستيلاء على تعز عام 1870 ولكن لم يكتب لخطتهم تلك النجاح. انتعشت عدن من جديد بعد ثلاثمائة سنة من الركود واستوطنها تجار يهود وبارسيون وهنود. حضرموت كانت بعيدة عن التأثير الإنجليزي ولم يقم سلاطينها معاهدة مع الإنجليز إلى العام 1919.

#### عودة العثمانيين

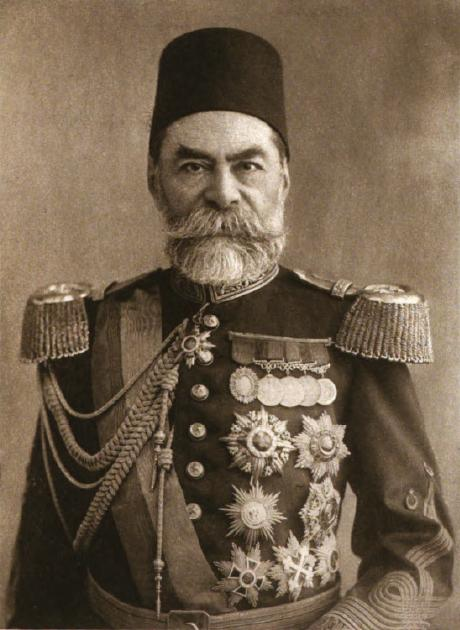
والي اليمن أحمد مختار باشا

عاد العثمانيون من جديد وسقط ما تبقى من دولة القاسمية وأسسوا ولاية اليمن عام 1872 والتي ضمت نفس مناطق إيالة اليمن السابقة باستثناء المناطق الجنوبية. حاول العثمانيون ضم صنعاء للمرة الأولى عام 1849 ولكنهم تعرضوا لخسائر فادحة. والحقيقة أن العثمانيين سيطروا على مدن في تهامة وطلب تجار من صنعاء منهم السيطرة على المدينة، والسبب في ذلك كان يأسهم من قدرة مشايخ القبائل والأئمة الزيدية على فرض الأمن فرأى أولئك التجار في العثمانيين طرفا محايداً لفرض الأمن بين تلك القبائل والأئمة المتنازعين، بالإضافة لإدراكهم أن العثمانيين سيصبحون زبائنهم ما استتب الأمن في البلاد. مثل دخولهم الأول، سيطر العثمانيون على تهامة أولاً وتعلموا من تجربتهم السابقة فعملوا على ما أسموه تطوير اليمن فأدخلوا المطابع وبنو المدارس بل عملوا على علمنة المجتمع اليمني. في نفس الوقت، كان الفساد مستشريا في الولاية والسبب في ذلك هو أن معظم المسؤولين العثمانيين كانوا يتحاشون الذهاب إلى اليمن فأسوأ جنرالات الأتراك أُرْسِلُوا إلى البلاد.
كان العثمانيون يسيطرون على المدن الرئيسية ولم يستطيعوا إحكام سيطرتهم على الأرياف حيث القبائل. اقترح أحمد عزت باشا العودة إلى تهامة وعدم التوغل في المرتفعات، ولعب دور الوسيط بين القبائل عوضاً عن إنهاك العسكر في معارك مستمرة غير مجدية ضدهم. كان العثمانيون حريصون على كسب ولاء القبائل ضد الإنجليز لأن كلا الطرفين كان يحاول استمالة مشايخ القبائل إلى جانبه ودعمه ليخوض حروبا بالوكالة ضد الآخر. ولكن لم يكتب لخططهم النجاح فقد تمكن الزيدية من إشغال العثمانيين وأفشلوا كل المخططات العثمانية لإخضاعهم.
في الفترة ما بين 1904 ـ 1911 بلغت خسائر العثمانيين عشرة آلاف جندي وخمسمائة ألف جنيه استرليني في العام الواحد. كان سكان المدن في اليمن يؤيدون العثمانيين ولكن اضطرت الدولة للاستسلام للإمام يحيى في النهاية عام 1911 لأن مشايخ القبائل في المرتفعات الشمالية كانوا يهاجمون الأتراك باستمرار. كانت الاتفاقية بين الأتراك والإمام يحيى هدنة ولم يرحلوا بالكلية بعد ولكن كان الإمام يحيى حميد الدين يحكم المرتفعات الشمالية فعلياً. نصت الاتفاقية على أن يحكم الإمام المرتفعات الشمالية/الزيدية حكما ذاتياً ويبقى الأتراك في المناطق الشافعية أي المناطق الوسطى من الجمهورية اليوم. وبقيت عدن محكومة من الإمبراطورية البريطانية.

#### المملكة المتوكلية اليمنية

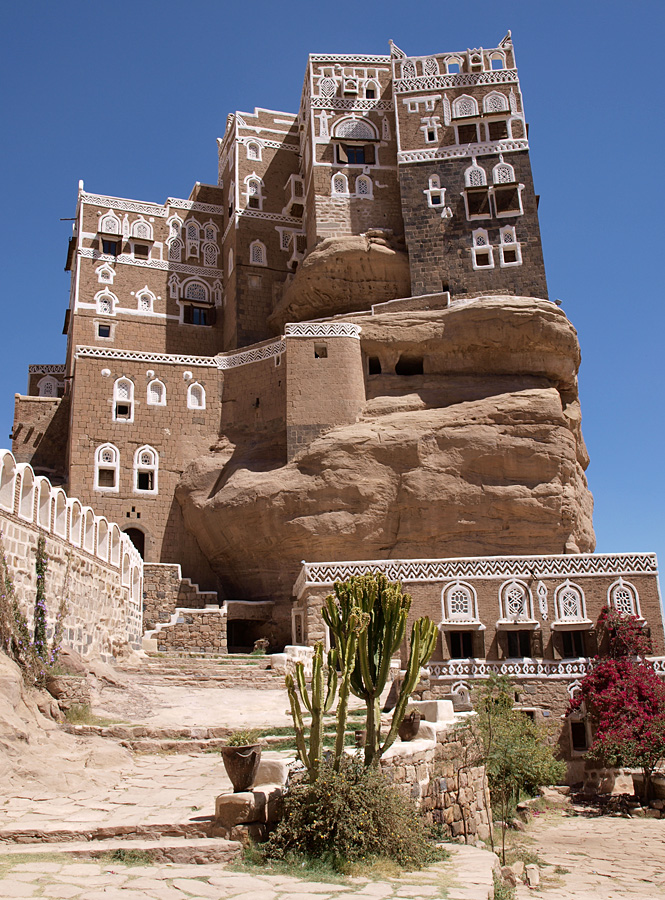
دار الحجر كان منزلا للإمام يحيى حميد الدين قرب صنعاء

كان يحيى حميد الدين المتوكل إماما على الزيدية في اليمن وبخروج العثمانيين أراد الإمام توسيع نفوذه ليشمل كامل اليمن ويعيد إحياء ملك أجداده القاسميين. ولم يعترف بالمعاهدة الأنجلو العثمانية بترسيم الحدود الذي قسم اليمن لشمال وجنوب. عام 1915، وقع الأدارسة في عسير على معاهدة مع الإنجليز لقتال الأتراك وفي المقابل، تضمن لهم استقلالهم فور انتهاء الحرب العالمية الأولى. قضى الإمام يحيى حميد الدين السنين الأولى بعد خروج العثمانيين يحاول التوسع واستعادة «الدولة القاسمية». توجه الإمام جنوباً 1919 واقترب خمسين كيلومتراً من عدن بسهولة فقصف الإنجليز جيش الإمام بالقنابل واضطر للتراجع، وأسرع الإنجليز نحو الساحل التهامي وسيطروا على الحديدة ثم سلموها لحليفهم الإدريسي في عسير عام 1920، فكافئوا صديقاً بمعاقبة عدو. وأخذ الإنجليز بالتوسع وضم المشيخات المتعددة المحيطة بعدن لحمايتها، كان إجراء إحترازياً لمنع الأئمة الزيدية من إقتحام عدن أكثر من كونها رغبة منهم بضم المشيخات الصغيرة للإمبراطورية.
هاجم الإمام يحيى حميد الدين الحديدة بقوة من القبائل في المرتفعات غالبهم من حاشد. عدد من الأضرحة الصوفية لمن اعتبرهم سكان تهامة أولياءاً صالحين، سويت بالأرض بأمر من الإمام الزيدي. ثم توجه نحو صبيا وحاصر الإدريسي واقتحمت قوات الإمام جيزان وعسير ونجران عام 1926 عرض الإدريسي على الإمام يحيى الاتحاد وإنهاء النزاع شريطة اعتراف الإمام به وبأسرته حكاماً على عسير، رفض الإمام يحيى العرض وأصرّ على إخراج الأدارسة من اليمن لدرجة أنه شبههم بالإنجليز في جنوبه. توجهت قوات الإمام جنوباً للمرة الثانية وما بين 1926 ـ 1928 شنت عدة غارات على المحمية حتى قصف الإنجليز تعز وإب بالطائرات كبدت قوات الإمام خسائر فادحة. كانت الإمبراطورية الإيطالية أول من اعترف بالإمام يحيى ووصفته بملك اليمن، الاعتراف به ملكا على اليمن أقلق البريطانيين في عدن لأنه يضفي شرعية لمطالب الإمام بمحمية عدن، لأن اليمن هو اسم منطقة جغرافية في شبه الجزيرة العربية مثل إقليم البحرين والحجاز، يبدأ من شمال عسير وحتى ظفار فوصف الإمام يحيى حميد الدين بـ«ملك اليمن» يعني انه ملك على كل هذه المنطقة ولكنه لم يكن، فغضب الإنجليز لهذا الاعتراف لأنه أضفى نوعاً من الشرعية على مساع الإمام.

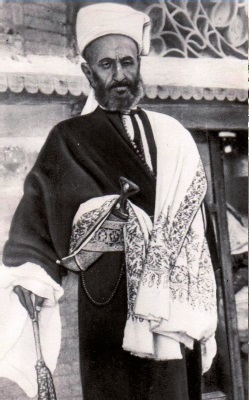
الإمام عبد الله الوزير، قائد ثورة الدستور 1948.

توجه الأدارسة إلى ابن سعود وعرضوا عليه نفس العرض الذي عرضوه للإمام يحيى عام 1927، لم يخسر الأدارسة هدية البريطانيين الحديدة فحسب بل خسروا استقلالهم كذلك وأرادوا البقاء بأي وسيلة كانت حتى لو كانوا تابعين. ألح البريطانيين على ابن سعود الاستيلاء على عسير وبحلول عام 1930 نصب ابن سعود حاكماً سعودياً على المنطقة. كان من مصلحة البريطانيين اختفاء الإدريسي كلاعب مؤثر في المنطقة وإلغاء المعاهدة التي تمت بينهم عام 1915، كانت عسير دويلة حاجزة أنشأها الإنجليز أساساً ولم يكن البريطانيين مستعدين لاستيلاء الإمبراطورية الإيطالية عليها وإحتكار حق التنقيب عن النفط في جزر فرسان. قاد الأدارسة تمرداً ضد السعوديين عام 1932 والتحقوا بالإمام يحيى حميد الدين، قمعت السعودية ثورة الأدارسة عام 1933 واقتحمت قوات المملكة المتوكلية اليمنية عسير ونجران مطالبين بعودة الحكم للأدارسة ولم تثمر المفاوضات بين الطرفين. قامت الحرب السعودية اليمنية بين مارس ومايو 1934 وحاكى ابن سعود البريطانيين فلم يوجه قواته نحو المرتفعات الشمالية بل توجه مباشرة نحو الساحل التهامي. توقفت المعارك بتوقيع معاهدة الطائف التي نصت على تأجير عسير وجيزان ونجران لابن سعود على أن تُجَدَّد كل عشرين سنة قمرية. استعجل الإمام يحيى بتوقيع المعاهدة لأن ابن سعود كان يفتقر للإمكانيات اللازمة لاستمرار الحرب أصلاً، وكان يخشى تمرداً جديداً من الإخوان وتفتقر قواته للخبرة في المعارك الجبلية لذلك توجه مسرعاً نحو تهامة إذ كان بإمكان الإمام يحيى أن يفعل مثلما فعل أسلافه مع الأتراك، إستدراجه للمرتفعات الشمالية حيث القبائل القوية وتحويلها لمقبرة أخرى للغزاة وفق تعبير برنارد رايخ بروفسور العلوم السياسية والعلاقات الدولية بجامعة جورج واشنطن المعاهدة ألبت الطبقة الثرية على الإمام يحيى، مصداقية الإمام يحيى وشرعيته كحاكم تأثرت كثيراً أمام النخب السياسية اليمنية بمن فيهم أبناء الإمام نفسه.
أسس الإمام يحيى حميد الدين حكماً ثيوقراطيا. وتبنّى سياسة إنعزالية خوفاً من أن تسقط بلاده لسلطة القوى الاستعمارية المتحاربة عقب الحرب العالمية الأولى وكذلك لإبعاد المملكة عن التيارات القومية التي ظهرت في المنطقة العربية تلك الفترة. قاد الإمام عبد الله الوزير بمساعدة من بعض أفراد الأسرة المالكة وحزب الأحرار اليمنيين ما سمي بثورة الدستور عام 1948 والتي قُتل خلالها الإمام يحيى حميد الدين واختير عبد الله الوزير «إماماً دستورياً». شن أحمد حميد الدين ثورة مضادة وتمكن من إخماد ثورة الدستور وإعدام عبد الله الوزير ورفاقه. في عام 1955 قام المقدم العائد من العراق أحمد بن يحيى الثلايا بالإنقلاب على الإمام أحمد حميد الدين وحاصر قصره في تعز لعشرة أيام. فتوجه الأمير محمد البدر حميد الدين للمرتفعات الشمالية وجمع الأنصار وهاجمت القبائل تعز وأفشلت الإنقلاب وأُعدم أحمد يحيى الثلايا.
إنقلاب الثلايا جعل الإمام أحمد حميد الدين يعيد النظر في السياسة الإنعزالية التي تبناها والده فقام بإصلاحات صورية لسحب البساط من تحت أقدام من سماهم «بالحداثيين». لأن الإمام لم يقم دولة وطنية حيث بقي يتمتع بسلطات مطلقة لا يحدها شيء وفي الثورات المتعاقبة ضد حكمه، كان أبناء عائلته يتآمرون ضده كذلك، حتى ابنه محمد البدر خطط لاغتياله. كان الدعم التقليدي للأئمة الزيدية يأتي من المرتفعات الشمالية دائماً ولكن قبائل المرتفعات الشمالية أكثر تعصباً ونزعة للاستقلال عن السلطات المركزية، فرغم ولائهم المذهبي للأئمة الزيدية إلا أنها كانت أشبه بدويلات صغيرة لديها أراضيها، وحلفائها وزعمائها السياسيين (المشايخ) ومصالحها الخاصة. القبائل قبلت بدور الأئمة كزعماء دينيين لا سياسيين، لذلك فإن محاولات الأئمة الزيدية لإنشاء حقل سياسي لم تكن مستدامة سواء في القرن السابع عشر خلال ما سمي بالدولة القاسمية أو المملكة المتوكلية في القرن العشرين.

#### محمية عدن

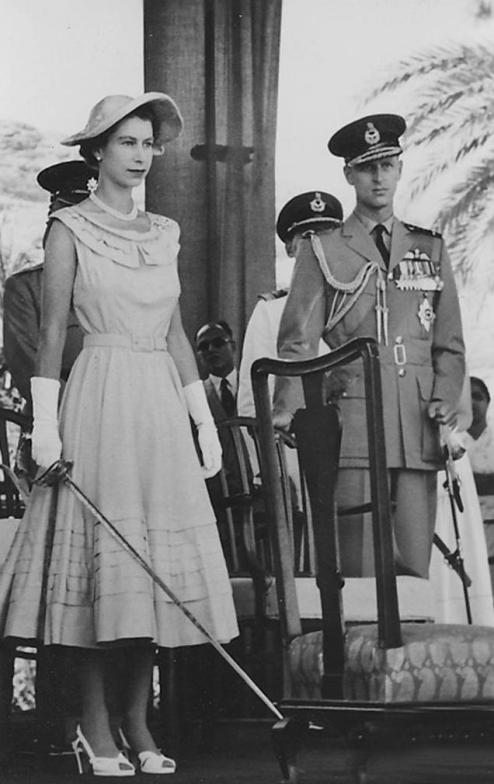
الملكة إليزابيث في عدن عام 1954، تحمل بيدها سيفا لتكريم الفرسان على الطريقة الإنجليزية

منذ 1890، بدأ العديد من العمال من المشيخات المحمية بالإضافة لأبناء الحجرية من تعز والبيضاء بالعمل في عدن كحمالين في الموانئ أو معبدين لطرق وغيرها من الأعمال التي لم تعمل بها النخبة البرجوازية من البارسيين والإنجليز وغيرها من القوميات التي استوطنت عدن عقب إعلانها منطقة حرة وساهم أبناء الحجرية في تغليب كفة العرب على الهنود الذين كانوا أغلب سكان المدينة. عقب الحرب العالمية الثانية، شهدت عدن حركة اقتصادية متنامية وأصبحت ثاني موانئ العالم نشاطاً بعد نيويورك. وظهرت الاتحادات العمالية واستطاعت استقطاب أعداد كبيرة من العمال، لم يكن هولاء العمال يتمعتون بنفس الامتيازات التي تميز بها مواطني عدن  ولكنهم تغلبوا عليهم بالتعداد وبدأت الحركات المعادية للاستعمار الإنجليزي بالظهور عام 1943. لإن المواطنين العدنيين كانوا يتمتعون بحقوق وإمتيازات لم يتمتع بها سواء رعايا المشيخات المحمية أو عمال الحجرية. وأسس محمد علي لقمان أول نادٍ للأدب العربي وأول مدرسة عربية في عدن وكانت مجموعة محمد علي لقمان أول من بدأ بالتنظير للوحدة اليمنية 

##### اتحاد الجنوب العربي
كانت محمية عدن مقسمة إلى قسمين محمية غربية وشرقية بهما ثلاث وعشرين سلطنة وإمارة وعدة قبائل بدوية كانت مستقلة تماماً عن تأثير السلطنات، علاقتهم بالإنجليز كانت توفير الحماية والتحكم الإنجليزي المطلق بالعلاقات الخارجية وسلطان سلطنة لحج هو الوحيد الذي كان يشير إليه الإنجليز بجلالة السلطان  أنشأ الإنجليز ما عُرف باتحاد إمارات الجنوب العربي لإبعاد عدن عن موجة القومية العربية التي اجتاحت المنطقة وتحد من مطالب الاستقلال بتوفير المزيد من السلطات والحريات للمشيخات والحفاظ على المصالح الإنجليزية في عدن. ففكرة «الجنوب العربي» هذا هي فكرة إنجليزية أولا وأخيراً لعزل عدن وخلق كيان معتمد على بريطانيا.
كان سلطان سلطنة لحج المرشح الأفضل لرئاسة الاتحاد في نظر الإنجليز ولكن محاولات الإنجليز بضم عدن إلى الاتحاد المقترح بائت بالفشل. في حين كان الإنجليز ينسحبون من مستعمراتهم حول العالم، كانت المنطقة الممتدة من عدن مروروا بعمان وولايات الساحل المتصالح إستراتيجية للإنجليز ولم تبدوا بوادر أنهم كانوا بصدد التخلي عنها.

##### المحمية الشرقية
رفضت السلطنات في المحمية الشرقية الانضمام للاتحاد المقدم من الإنجليز. خلال الجدل بشأن مستقبل عدن وتواجد الإنجليز، واتفقت بينها على الاستقلال وحدد يوم التاسع من يناير 1968م يوم استقلال اتحاد إمارات حضرموت لم تستطع السلطنات الصمود حتى قامت الجبهة القومية للتحرير بالاستيلاء على المكلا وإسقاط السلطنات. قاد عبد الله السلال وعلي عبد المغني انقلاباً ضد الإمام محمد البدر حميد الدين في 25 سبتمبر 1962 وإعلان الجمهورية العربية اليمنية في 26 سبتمبر من نفس العام وهو ما جعل الرأي العام في جنوب اليمن يميل لصالح القوى القومية وزادهم إصراراً على طرد الإنجليز. فانشقت الجبهة القومية للتحرير بقيادة قحطان الشعبي عن رابطة الجنوب العربي وبدأ الشعبي جمع التأييد لإسقاط المشيخات، وطرد الإنجليز والوحدة مع الجمهورية العربية اليمنية. معظم تأييد الجبهة القومية للتحرير كان قادماً من ردفان ويافع. فشنّ الإنجليز حملة أسموها (إنجليزية: Operation Nutcracker) أحرقت ردفان بالكامل في يناير 1964

#### اليمن الشمالي

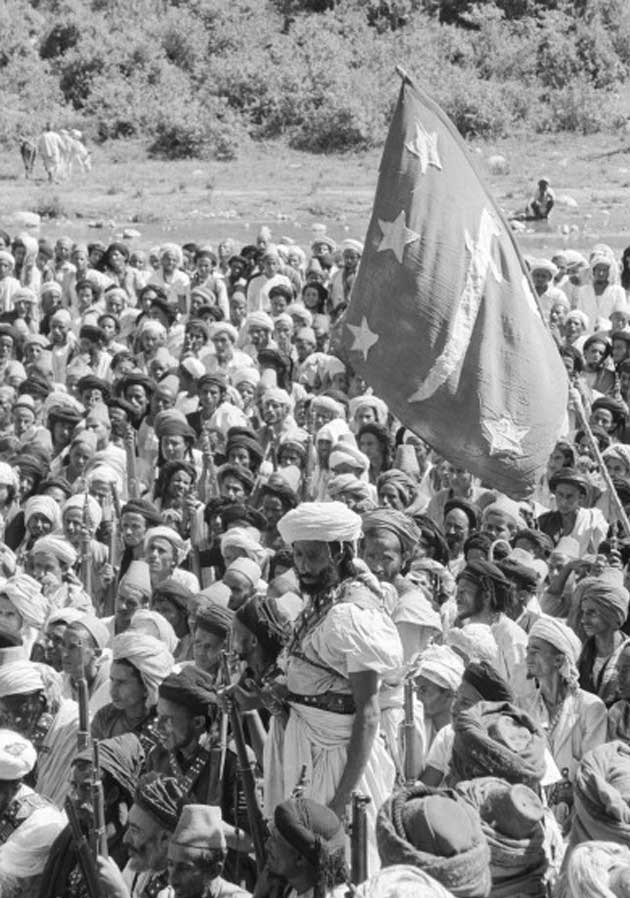
تجمع قبلي للموالين للإمامة عام 1962

تحول إنقلاب عبد الله السلال إلى حرب أهلية عُرفت بثورة 26 سبتمبر وأرسل جمال عبد الناصر ألف مقاتل مصري في 5 أكتوبر 1962 كلفتة رمزية على تأييد القيادة المصرية للانقلاب. سقوط الإمامة في شمال اليمن لم يكن متوقعاً من أحد وصدم الأنظمة الملكية المحافظة في المنطقة، فرأى جمال عبد الناصر في الانقلاب فرصة لإنجاح مشروع القومية العربية. كان الإمام أحمد يعتمد على القبائل الزيدية لتثبيت حكمه مثل من سبقه من الأئمة ولكن في نفس الوقت، كان يريد أن ينهي استقلاليتهم فأعدم شيخان من حاشد وآخر من خولان مما أثار حفيظة القبائل في المرتفعات ودفعها لتأييد الجمهوريين هرب الإمام محمد البدر وتوجه للمرتفعات ومعظم التأييد للإمام كان قادما من صعدة وحجة بصورة رئيسية بالإضافة لمناطق أخرى بدرجة أقل. كان الجمهوريون يسيطرون على البلاد وبدأ أنصار الإمامة الزيدية بشنّ حرب عصابات ضد الجمهوريين والقوات المصرية التي بلغت عشرين ألف مقاتل في فبراير 1963 بقيادة عبد الحكيم عامر.
تدخلت السعودية لإسقاط الجمهورية الناشئة بدعم القبائل الزيدية في المرتفعات وتوجه فيصل بن عبد العزيز إلى الولايات المتحدة يخبرهم أن النظام الجمهوري في اليمن لن يصمد دون تدخل خارجي من الاتحاد السوفييتي لاستمالة الأميركيين ضد الجمهورية. وبالفعل كان الاتحاد السوفييتي أول دولة تعترف بالجمهورية العربية اليمنية ولكن الاعتراف الأميركي بالجمهورية أتى في 19 ديسمبر 1962 ونصح جون كينيدي السعودية والأردن إاجراء إصلاحات داخلية لتجنب مصير الإمام على حد تعبيره، وطالب البريطانيين بالاعتراف بالجمهورية حتى يؤمنوا موقعهم في عدن، وهو طرح لقي قبولاً من لندن ورفضته الإدارة الإنجليزية في عدن.
كانت السعودية تدعم الملكيين بالأموال لشراء الولاءات القبلية وبالأسلحة الخفيفة مثل البنادق والقنابل اليدوية، تدخل إسرائيل وبريطانيا في الحرب نقلها لمستوى آخر. حشد البريطانيون آلاف من المرتزقة من مختلف أرجاء أوروبا ودعموهم بأسلحة متطورة للقتال إلى جانب الملكيين. خوض الجيش المصري لحرب عصابات في مرتفعات اليمن يعد نقطة إستراتيجية لصالح إسرائيل بالإضافة لعدم رغبتها بقيام نظام معادي للدولة العبرية ويسيطر على أهم ممرات العالم المائية كانت طائرات الجيش الإسرائيلي تعبر الأجواء السعودية وتلقي الأسلحة إلى اليمن، تتزود بالوقود في جيبوتي وتعود إلى إسرائيل وكان لأسلحتهم دور كبير في الحفاظ على المواقع الموالية للإمامة أمام الجمهوريين. ظهر دور إسرائيل كعامل موازن ضد تحقيق تقدم مصري في اليمن.

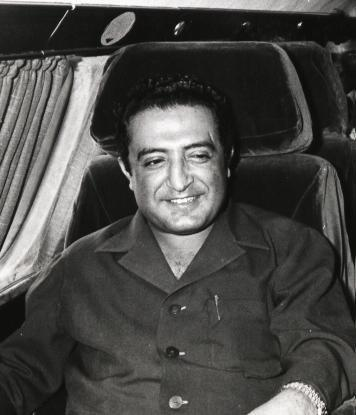
الرئيس إبراهيم الحمدي، الرئيس الثالث للجمهورية العربية اليمنية

لم تكن الفصائل المعادية للإمام موحدة فهناك من كانوا يعرفون أنفسهم بأنهم إسلاميين لا جمهوريين ولا ملكيين على حد تعبيرهم وهم مجموعة محمد محمود الزبيري وأحمد محمد نعمان. غادر محمد محمود الزبيري معسكر الجمهوريين واتجه إلى المناطق القبلية يبشر برؤيته لوقف الحرب والتوصل لمصالحة وطنية على أسس إسلامية لا جمهورية ولا ملكية وفق تعبير الزبيري، فأسس حركة حزب الله اليمنية ولكنه اُغتيل عام 1965. أما القبائل، فالثأر من بيت حميد الدين كان غايتهم ردا على إعدام الإمام أحمد حميد الدين لشيخين من حاشد وخولان. لم يهمهم نظام جمهوري أو إمامي يحكم، الذي فهموه هو أن هناك طرفان دوليان يتحاربان في اليمن، وكلاهما على استعداد تام لدعم القبائل بالأموال والأسلحة لتمرير أجندته فأبقت زعامات قبائل المرتفعات القوية مثل حاشد وخولان على اتصالها مع المصريين وآل سعود على حد سواء. كانت فرصة ذهبية لهولاء المشايخ للثراء السريع والتسلح المجاني. عقب مقتل الزبيري، اتهمت القبائل الرئيس السلال والجيش المصري بتدبير عملية الاغتيال وهددوا باقتحام صنعاء لو لم يعين عبد الله السلال أحمد محمد نعمان رئيساً للوزراء. فقام أحمد محمد نعمان برد الجميل وعقد المؤتمرات القبلية وتواصل مع السعودية وبريطانيا وهو ماشكل فرصة ذهبية للملك السعودي فيصل لاختراق المربعات الجمهورية وكسب ولاء هذه الزعامات  فبدأ السعوديون بدعم هذا الطرف الثالث الغير جمهوري والغير ملكي أو الإسلامي كما كان يسمي نفسه لأن قيام دولة تابعة أفضل بكثير من عودة المملكة المتوكلية اليمنية التي لم يجمعها بالسعودية سواء العداء المشترك لجمال عبد الناصر.
عُزل عبد الله السلال في 5 نوفمبر 1967 وتولّى عبد الرحمن الإرياني رئاسة الجمهورية العربية اليمنية وتوقفت المعارك رسمياً عام 1970 بعد اعتراف السعودية بالجمهورية وتوقفها الكامل عن دعم بيت حميد الدين، ولكن بعد صعود قوى لم تكن جمهورية ولا ملكية كما كانت تصف نفسها واستمر الدعم السعودي لهذه القوى بالأموال عن طريق لجنة خاصة رأسها سلطان بن عبد العزيز. انقلب المقدم إبراهيم بن محمد الحمدي على الرئيس عبد الرحمن الإرياني في 13 يونيو 1974 وسمى الحمدي إنقلابه بحركة 13 يونيو التصحيحية. اتسمت فترة الرئيس إبراهيم الحمدي بإصلاحات هيكلية للدولة الوليدة وإزالة تأثير التحالفات القبلية على الدولة. وعمل على تقوية العلاقات مع اليمن الجنوبي وعقد صفقات سلاح مع عدد من الدول وإعادة هيكلة الجيش اليمني وأراد لليمن أن يلعب دورا إقليمياً مستقلاً. هدف الحمدي من إعادة هيكلة الجيش كان بناء سلطة مركزية قوية تهيمن على القبائل الموالية للسعودية. إذ كان الرئيس الحمدي يعتبر المشيخات القبلية عائقاً أمام التنمية فعزلهم سياسياً وهو ما خلق له أعداء أقوياء منهم عبد الله بن حسين الأحمر. حاول عبد الله بن حسين الأحمر الإطاحة بالحمدي ولكنه لم ينجح واغتيل الرئيس عام 1977 ولم يقدم مدبري الإغتيال لمحاكمة ولم يُكشف عنهم.

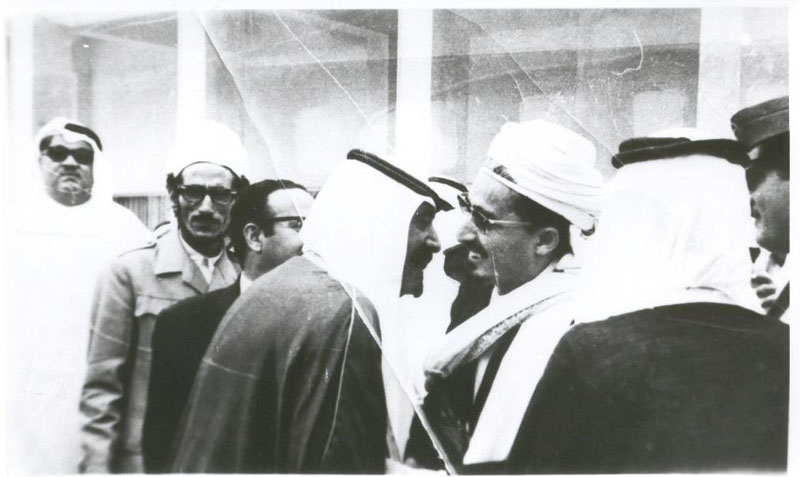
عبد الله بن حسين الأحمر مع الأمير محمد الأحمد السديري في سبعينيات القرن العشرين. كان مرتب الشيخ الأحمر 1.78 مليون دولار أميركي شهرياً

تولى أحمد بن حسين الغشمي الحاشدي رئاسة الجمهورية العربية اليمنية وقام بفصل حلفاء الحمدي أو نقلهم وتحميلهم مسؤوليات غير مهمة. وقام الغشمي بحل مجلس القيادة العسكرية، نُظر إلى حل المجلس على أنه عملية مقصودة لتقليص دور الشافعية في الحكومة الجديدة فتمرد عبد الله عبد العالم اعتراضا على حل المجلس ولكنه لم ينجح في حشد الأنصار وأوكل الغشمي لعلي عبد الله صالح مهمة قصف الحجرية في تعز. اُغْتِيلَ الغشمي بعد ثمانية أشهر من توليه الرئاسة ليتولاها القاضي عبد الكريم العرشي لأقل من شهر. أصبح علي عبد الله صالح رئيسا للجمهورية العربية اليمنية عام 1978.
علي بن عبد الله بن صالح السنحاني لم ينحدر من أسرة مرموقة فصعوده للسلطة كان بجهد شخصي منه وساعده أنه كان يد أحمد الغشمي اليمنى ومسؤولا عن قطاع واسع في المؤسسة العسكرية. عقب توليه الرئاسة، ولّى أقاربه في مناصب عليا للدولة منهم علي محسن الأحمر واعتمد على أخاه الأكبر محمد عبد الله صالح الذي عُيّن وكيلاً لوزارة الداخلية اليمنية وكان أول قائد لقوات الأمن المركزي اليمني.
تغييرات بسيطة طرأت على شمال اليمن منذ سقوط الإمامة، بقيت القبائل مؤثرة وتعلم علي عبد الله صالح من درس إبراهيم الحمدي فلم يحاول إثارة غضب القيادات القبلية. الأئمة الزيدية شكلوا طبقة أرستقراطية دينية في شمال اليمن لعدة قرون، وهذه الأرستقراطية طورت طريقة عمل للتعامل مع هذه القبائل عندما تبدي تذمرها من سياسة الإمام، وهي إما ضرب هذه القبائل ببعضها البعض وعندما يفشل في مبتغاه يقوم بتعيينهم جباة للضرائب في مناطق خصبة زراعياً لإستغلال القرويين. النظام الجمهوري الذي قام في شمال اليمن، لم يتخلى عن هذه السياسة.
بنى عبد الله بن حسين الأحمر قصراً له في صنعاء مقابل قصر علي عبد الله صالح مباشرة ليضمن موطئ قدم له في الدولة وترأس مجلس النواب اليمني ذو السلطات الصورية وعمل على تسليح القبائل الحاشدية السبع التي يقودها بمدفعية كاملة ودبابات تعمل باستقلال تام عن الجيش اليمني. وأعاد وزارة شؤون القبائل للعمل من جديد بعد أن حلها إبراهيم الحمدي. اللجنة السعودية الخاصة التي أنشأت أساسا لمساعدة المملكة المتوكلية خلال ثورة 26 سبتمبر، استمرت بدعم القبائل ضد الحكومة المركزية لتتمكن القبائل من الحفاظ على إستقلاليتها. بدفع الأموال لمساعدة القبائل على ابقاء أكبر قدر ممكن من الإستقلالية، تستطيع السعودية أن تؤمن المصالح التي تريد في اليمن وتؤثر على القرار السياسي في الجمهورية الضعيفة ومساعدة المشايخ على إنشاء شبكات محسوبية واسعة خاصة بهم بعيدا عن تأثير الحكومة لعرقلة أي جهد منها لكسب ولاء قبائل أخرى.

#### اليمن الجنوبي

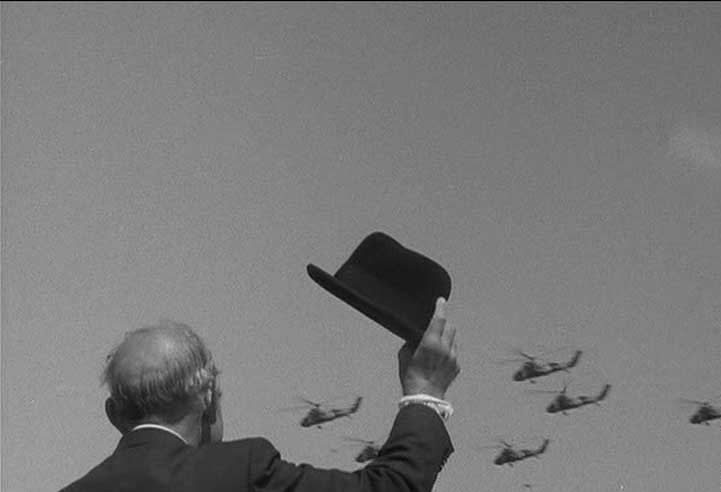
المندوب السامي همفري تريفليان يحيي طائرات بريطانية مغادرة عام 1967

ظهرت الجبهة القومية للتحرير وجبهة تحرير جنوب اليمن المحتل في ستينيات القرن العشرين. كان دعم الجبهة القومية للتحرير يأتي من الأرياف من ردفان ويافع والضالع بينما معظم أنصار جبهة تحرير جنوب اليمن المحتل كانوا من عدن. عمليات هذه الفصائل ضد الإنجليز عرفت بثورة 14 أكتوبر. حاول الإنجليز التوصل لحل وسط مع هذه الجماعات ووجدوا أنفسهم يخوضون حربا على جبهتين، محاولة إفشال الجمهورية في الشمال والفصائل المعادية للإنجليز في الجنوب.

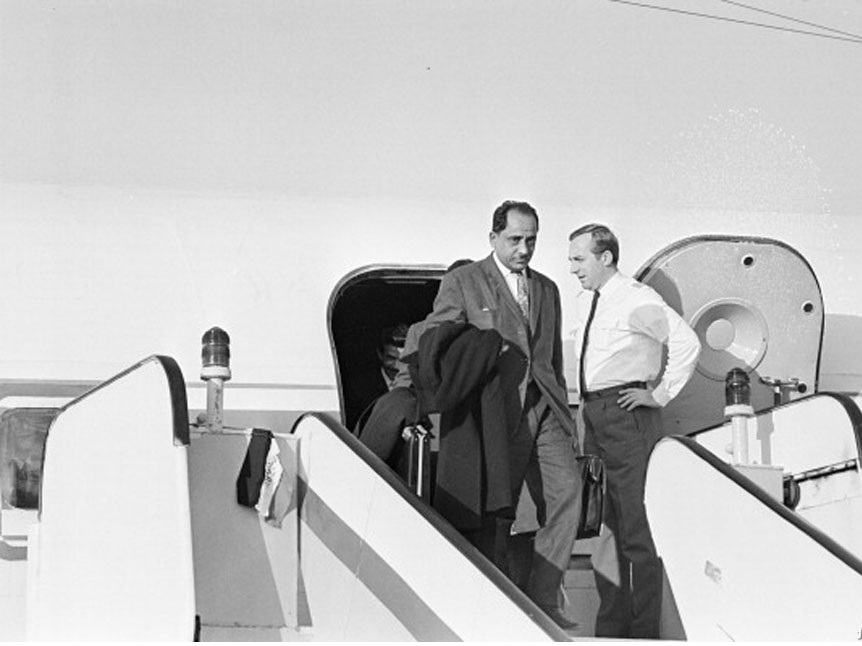
الرئيس الأول لليمن الجنوبي قحطان الشعبي عائداً من جنيف عام 1967

بحلول عام 1965 كانت معظم المحميات الغربية قد سقطت بيد الجبهة القومية للتحرير. أما حضرموت والمهرة، فقد بدت هادئة حتى العام 1966. انضم علي سالم البيض وحيدر أبو بكر العطاس للجبهة القومية للتحرير في حضرموت ومنعوا سلاطين السلطنة الكثيرية والسلطنة القعيطية من دخول البلاد. وقُتل قائد جيش البادية الحضرمي من قبل أحد رجالاته نفس العام ولعب علي سالم البيض والمهري محمد سالم عكش دوراً كبيراً في جمع الأنصار لصالح الجبهة القومية للتحرير مستغلا شبه إنعدام التواجد الإنجليزي في المهرة  كان قحطان الشعبي الوحيد الذي يعرفه الإنجليز لإنه كان مهندساً زراعياً في مدينته لحج، طالب قحطان بالإنسحاب الفوري والاعتراف بشرعية حكومته وأن توفر الحكومة البريطانية مساعدات ضعف ما اقترحته للاتحاد وأن تكون كل الجزر المرتبطة بمحمية عدن جزءاً من الدولة الجديدة. بينما مطالب البريطانيين كانت تسليم منظم للسلطات، ألا تتدخل الدولة الجديدة في شؤون أي دولة في شبه الجزيرة العربية، كان البريطانيون يشيرون لمحمياتهم على الخليج العربي أعلن الإنجليز أنهم سينحبون من عام 1968 وهو ما فجّر المعارك بين الجبهة القومية للتحرير وجبهة تحرير جنوب اليمن المحتل لإحتكار حق تقرير المصير بعد خروج الإنجليز.
كان للجبهة القومية للتحرير اليد العليا على حساب جبهة تحرير جنوب اليمن المحتل التي انقسم اعضائها ما بين منضم للجبهة القومية أو الرحيل لشمال اليمن، رحل عبد الله الأصنج ورئيس الوزراء الحالي محمد باسندوة لشمال اليمن. خرج آخر جندي بريطاني من عدن في 30 نوفمبر 1967. تولّى قحطان الشعبي رئاسة دولة باقتصاد منهار، غادر العمال المدنيين ورجال الأعمال وتوقف الدعم الإنجليزي وإغلاق قناة السويس عام 1967 قلّل عدد السفن العابرة لعدن بنسبة 75%. كانت الجبهة منقسمة لقسمين يميني ويساري، اليمينيون وقائدهم قحطان الشعبي لم يريدوا احداث تغييرات كبيرة في البنية الإجتماعية والإقتصادية السائدة. وعارضوا إنشاء قوات شعبية واقتراحات لتأميم الأراضي ولم يكونوا مشغولين بصراع الطبقات الاجتماعية. القسم اليساري «أراد تحولاَ اجتماعيا واقتصاديا يخدم الشريحة الواسعة من الكادحين عوضا عن الأقلية الثرية». كان القسم اليساري أكثر عددا من أنصار قحطان الشعبي وأراد هولاء نظاما يقود الجموع ويواجه التحديات الكبيرة التي تواجه الدولة الجديدة أهمها إفلاس الخزينة.
في 20 مارس 1968 عزل قحطان كل القيادات اليسارية من الحكومة وعضوية الحزب وتمكن من إخماد تمرد قادته فصائل يسارية في الجيش من شهر مايو نفس العام على صعيد آخر، في شهور يوليو، أغسطس وديسمبر من 1968 واجه قحطان الشعبي تمردات جديدة ولكنها لم تكن من أطراف يسارية بل مدعومة من السعودية. السعودية فلم تعترف بالنظام الجديد من الأساس ولم تكن الحدود مرسومة بينهما فخشي قحطان الشعبي أن تقوم السعودية بفصل حضرموت عن الدولة الجديدة. في 11 ديسمبر 1967، تمت مصادرة أراضي «الرموز الإقطاعية» و«عملاء الإنجليز» وقُسِّمَت الدولة لست محافظات، كان هدف التحرك إنهاء المظاهر القبلية في الدولة وتجاهل الحدود القبلية بين المشيخات البائدة. تمكن محمد علي هيثم من التحالف مع محمد صالح العولقي وأعادوا تجميع القوى اليسارية التي فرقها الرئيس قحطان الشعبي وتمكنوا من اعتقاله ووضعه رهن الإقامة الجبرية في 22 يونيو من نفس العام. شُكِّلَت لجنة رئاسية من خمسة أشخاص، سالم رُبيِّع علي الذي أصبح رئيسا ومحمد صالح العولقي وعلي عنتر وعبد الفتاح إسماعيل ومحمد علي هيثم الذي أصبح رئيسا للوزراء. اتخذت هذه المجموعة خطاً يساريا متطرفاً فأعلنت تأييدها للفلسطينيين ولثورة ظفار وقوّت علاقتها مع الاتحاد السوفييتي، وقامت القوى الجديدة بإصدار دستور جديد، تأميم البنوك الأجنبية وشركات التأمين وغيروا اسم الدولة إلى جمهورية اليمن الديمقراطية الشعبية تماشيا مع منهج الماركسية اللينينية الذي انتهجوه. وأُسِّس اقتصاد مخطط مركزيا 
ولكن كان لجنوب اليمن نظامه الخاص من الماركسية والذي خضع لعدد من الظروف والعوامل المحلية، فكانت الدولة الماركسية الوحيدة في العالم بدين رسمي وهو الإسلام. كان سالم ربيع علي يريد تبني منهجا عملياً أكثر، فتواصل مع رئيس اليمن الشمالي إبراهيم الحمدي وكان يريد علاقات طبيعية مع الدول الغربية. كان الرئيس سالمين كما يُعرف، يطمع لمزيد من الدعم السوفييتي فعقد علاقات مع السعودية وهو ماأقلق السوفييت ودفعهم لزيادة المساعدات ولكن العلاقات مع السعودية توترت من جديد عام 1977 عقب اغتيال رئيس اليمن الشمالي إبراهيم الحمدي. خضع سالم ربيع علي لمحاكمة سريعة انتهت بإعدامه وتولي عبد الفتاح إسماعيل رئاسة اليمن الجنوبي. العلاقات مع شمال اليمن توترت كثيراً أيام فتاح لدعمه المتواصل للفصائل المعارضة لعلي عبد الله صالح، فقامت حرب الجبهة عام 1978 تدخل فيها الاتحاد السوفييتي والولايات المتحدة والسعودية وكل لديه أسبابه، السعودية أرادت تخليص حسابات قديمة مع اليمن الجنوبي لإثارته التمردات ضد المصالح السعودية في شمال اليمن ولضمان استمرارية تبعية واعتماد شمال اليمن عليها عوضا أن يحاول التعاون منفرداً وباستقلالية مع اليمن الجنوبي.
تمكن علي ناصر محمد من إجبار عبد الفتاح إسماعيل على الاستقالة لـ«أسباب صحية» ونفي إسماعيل إلى موسكو بعد أقل من سنتين على توليه الرئاسة  اتخذ علي ناصر محمد موقفا إيجابيا اتجاه شمال اليمن ومجلس التعاون الخليجي وأغلق معسكرات تدريب منظمة التحرير الفلسطينية  في 13 يناير 1986 أقدم حراس علي ناصر محمد على مهاجمة المكتب السياسي للحزب الإشتراكي في عدن وهو ما فجّر حرب 1986 الأهلية في جنوب اليمن، كان ضحايا الهجوم من محافظتي لحج والضالع فأقدم عسكريون من هذه المحافظات على إستهداف أبناء محافظتي أبين وشبوة على أساس أنهم متعاونين مع علي ناصر محمد الذي هرب ونزح مئات الآلاف من المدنيين والعسكريين لشمال اليمن منهم عبد ربه منصور هادي. شكلت تلك الحرب نهاية دولة جمهورية اليمن الديمقراطية الشعبية.

### المرحلة المعاصرة

#### الجمهورية اليمنية

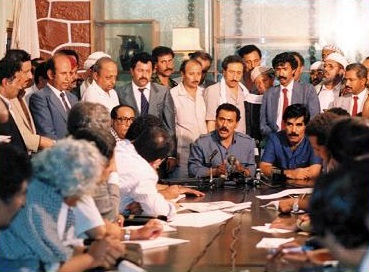
علي عبد الله صالح مع أمين الحزب الاشتراكي حينها علي سالم البيض في 30 نوفمبر 1989 خلال التوقيع على اتفاقية الوحدة

الوحدة اليمنية كانت هدفاً لكلا النظامين في الشمال والجنوب منذ ستينيات القرن العشرين وكلا الجمهوريتين أنشئتا مؤسسات خاصة لشؤون الوحدة ولكن اختلاف النظام السياسي والاقتصادي كان عاملا معرقلاً وهو العامل الرئيس. كانت هناك عوامل أخرى مثل رفض عملاء السعودية من مشايخ القبائل وحلفائهم من القوى المحافظة للوحدة مع اليمن الجنوبي. ولكن التغييرات الداخلية والخارجية الطارئة ساعدت على قيام الوحدة اليمنية. أُعْلِنَت الوحدة رسميا في 22 مايو 1990 واعتبار علي عبد الله صالح رئيسا للبلاد وعلي سالم البيض نائب لرئيس الجمهورية اليمنية، لم تستطع أي من الدولتان اليمنيتان فرض نظامها ورؤيتها على الآخر فقامت الوحدة السياسية قبل دمج المؤسسات العسكرية والإقتصادية. تمت مباركة الوحدة عربياً وبالذات من القوى القومية مثل ليبيا والعراق ومصر وأراد علي عبد الله صالح أن يلعب دور الوسيط بين المتنازعين من «الأشقاء العرب» وزار معمر القذافي ومحمد حسني مبارك وصدام حسين صنعاء وأعلن الأخير وقوفه مع اليمن ضد أعداء الأمة العربية وهو بالضبط ما أراده علي عبد الله صالح، فاتخذت الجمهورية الموحدة الجديدة خطا قومياً معاديا لأي تمركز لقوى غير عربية على البحر الأحمر وأعلن اليمن الموحد الجديد عن كشفه «لمؤامرة» إسرائيلية ـ إثيوبية للسيطرة على حوض البحر الأحمر، كانت العلاقات الإسرائيلية الإثيوبية قد عادت من جديد مطلع التسعينات وأرادت إسرائيل تأمين إمداداتها عبر المنطقة وهي «المؤامرة» التي تحدث عنها صالح.

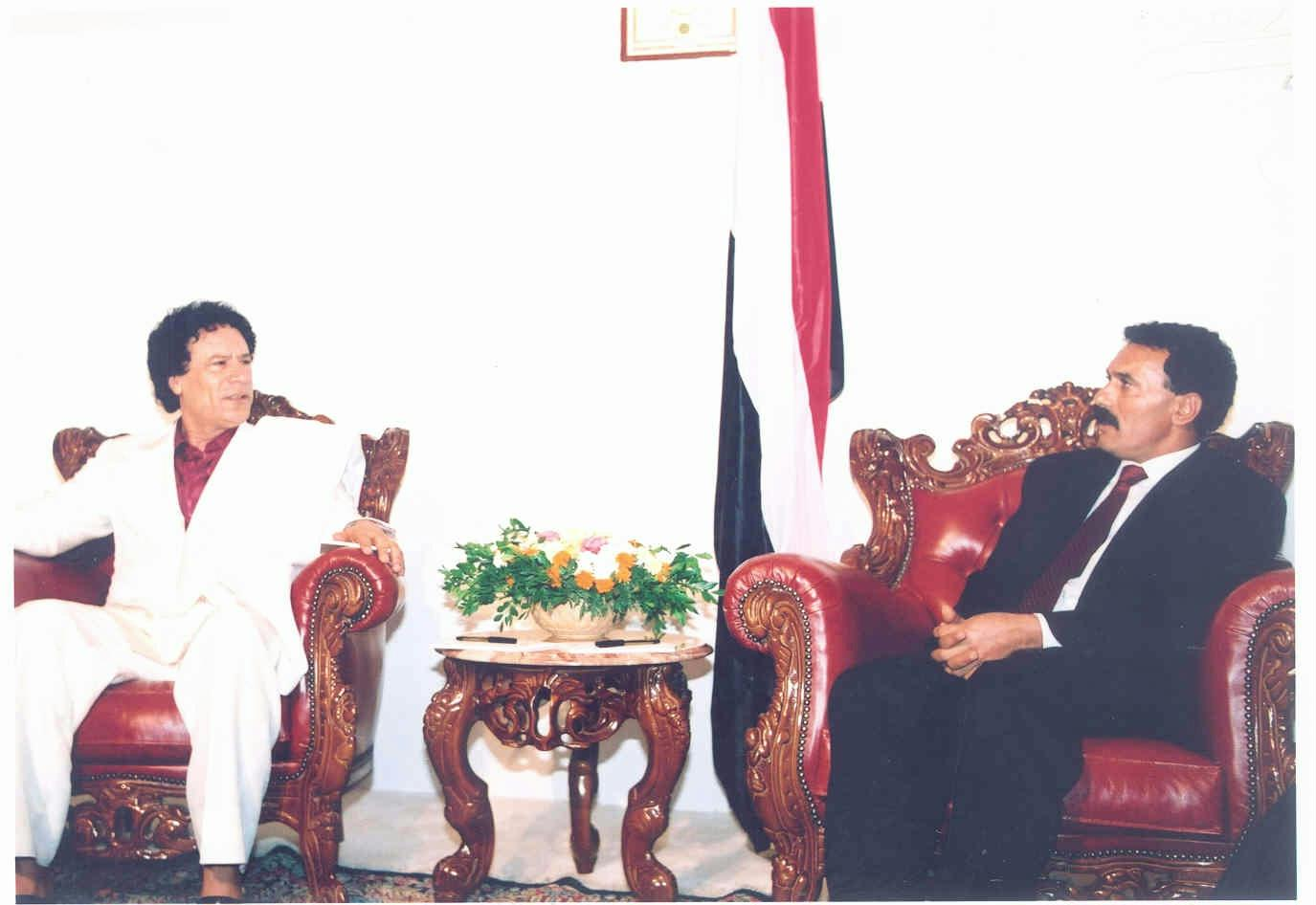
معمر القذافي في صنعاء في 30 مايو 1990

أعلنت الحكومة اليمنية أنها تؤيد قرارا عربياً لحل أزمة الغزو العراقي للكويت في أغسطس 1990 ورفضت اليمن التي كانت الدولة العربية الوحيدة بمقعد في مجلس الأمن تلك الفترة، التصويت لقرار أممي يقضي بانسحاب القوات العراقية من الكويت وتدخلت قوات التحالف بقيادة أميركية لتحرير دولة الكويت وتبددت كل آمال الجمهورية اليمنية بتقليص التواجد والنفوذ الغير عربي في المنطقة. الجمهورية الوليدة رأت في صدام حسين حليفاً موثوقاً لإعادة التوازن إلى العلاقات اليمنية السعودية، وكان علي عبد الله صالح ناقماً على موقف السعودية الرافض لإنضمام اليمن لمجلس التعاون الخليجي من الثمانينات  من ناحية جيواستراتيجية، عراق ضعيف يعني هيمنة السعودية على شبه الجزيرة العربية ويسمح لها بمزيدا من التدخل في شؤون اليمن الداخلية والخارجية. ادعت السعودية أن اليمن تآمرت مع العراق والأردن ومنظمة التحرير الفلسطينية لتقسيم السعودية بينهم وإعادة آل سعود إلى نجد، لم يتوفر دليل على المزاعم السعودية. ولكن معاهدة الطائف التي تمت عام 1934 بين البلدين كانت قد اوشكت على الانتهاء على أية حال. فنشرت قوات من المرتزقة الباكستانيين على الحدود - الغير المعرفة آنذاك - وشددت إجراءاتها على العمال اليمنيين وشنت حملات إعلامية على اليمن واليمنيين. إذ كانت السعودية تسمح لليمنيين بالعمل داخل أراضيها دون كفيل، رُحِّلَ قرابة نصف مليون عامل، ستين ألف منهم اضطر للعيش في مخيمات للاجئين عند عودتهم لليمن وهو ما أضر بالإقتصاد اليمني الضعيف أصلاً إذ كان المغتربون يرسلون قرابة مليارَي دولار سنوياً إلى اليمن، أي 20% من الإيرادات الخارجية. وزادت السعودية من دعمها التقليدي للقبائل ضد الحكومة المركزية لإستخراج تصريحات مؤيدة لها من زعامات القبائل والقوى الدينية المعادية للوحدة أصلاً. كانت السعودية تعلم بشأن الآبار النفطية في مأرب وشبوة والجوف وهو ما فاقم الأزمة الحدودية بين البلدين.

أعاد علي عبد الله صالح التحالف القديم بينه وبين القوى القبلية والدينية في حزب التجمع اليمني للإصلاح ليكونوا ثقلا موازناً للحزب الإشتراكي. القوى الدينية المحافظة كانت معادية للوحدة بحجة أن اليمن الجنوبي ماركسي وإمتداد للاتحاد السوفييتي الذي كان قد انسحب للتّو من أفغانستان، وكان عبد المجيد الزنداني أبرز مجندي الشباب اليمني للقتال في الحرب السوفيتية في أفغانستان. إذ كان ابن لادن يمول ثلاث طائرات من طراز بوينغ 707 لملئها بالشباب اليمني للقتال في أفغانستان يومياً تغاضى علي عبد الله صالح عن المجاهدين العائدين إلى اليمن واُغْتِيلَ 158 سياسي من جنوب اليمن في الفترة ما بين 1991 و 1993، اتهم علي عبد الله صالح السعودية بالوقوف وراء الإغتيالات. ولكنه رأى في هولاء الجهاديين حليفاً للتخلص من الحزب الإشتراكي. فلم يقدم أي من الجهاديين للمحاكمة ولم تبذل الأجهزة الأمنية جهداً يذكر لإيقاف مسلسل الإغتيالات. شارك حزب المؤتمر الشعبي العام والحزب الإشتراكي اليمني وحزب التجمع اليمني للإصلاح وثلاثة آلاف سياسي مستقل في الانتخابات البرلمانية اليمنية 1993. كانت الإنتخابات ناجحة وشفافة إلى حد كبير وتوجه ديفيد ماك إلى صنعاء وقال:

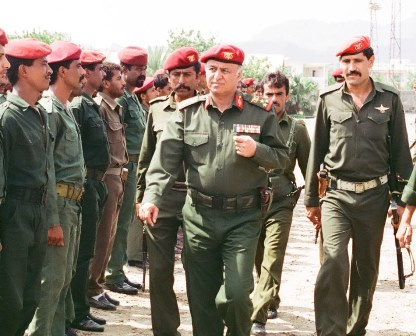
الرئيس السابق للجمهورية عبد ربه منصور هادي عام 1994

كان الأميركيون يشيرون للسعودية التي لم يعجبها نجاح الإنتخابات. في أبريل عام 1994 حدث تبادل إطلاق النار في معسكر تابع لليمن الجنوبي قرب صنعاء سرعان ما تطورت لحرب كاملة في 20 مايو 1994 وقامت حرب 1994 الأهلية في اليمن بعد ثلاثة أسابيع من تساقط صواريخ سكود على صنعاء، وأعلن علي سالم البيض نفسه رئيساً على دولة جديدة سماها جمهورية اليمن الديمقراطية من عدن، لم يعترف أحد بالدولة الجديدة وعملت السعودية على إخراج إعتراف من مجلس التعاون الخليجي بالدولة الجديدة ووافقت البحرين والكويت والإمارات العربية المتحدة في حين رفضت قطر وسلطنة عمان. بعدها توجهت السعودية للأمم المتحدة للدفع بقرار أممي بوقف إطلاق النار، فشلت الجهود السعودية لعرقلة الوحدة اليمنية فتوجهت للولايات المتحدة مطالبة إياها الاعتراف بعلي سالم البيض فرفض الأميركيون. وحاولت السعودية استعمال عملائها ضد الوحدة ولكن عبد الله بن حسين الأحمر أبقى على تحالفه مع علي عبد الله صالح. دعمت السعودية علي سالم البيض بالأموال والأسلحة لتراه يهرب من البلاد وانتصرت الحكومة اليمنية وأعادت السيطرة على عدن في يوليو 1994.
سمح علي عبد الله صالح بإنتخابات الحكومة المحلية عام 2001، ولكنها كانت بصلاحيات صورية فلم تتجاوز صلاحيات الفائزين في الإنتخابات سوى مشورة المحافظ المعين من صنعاء،  تأسس تكتل أحزاب اللقاء المشترك عام 2003 وضم حزب التجمع اليمني للإصلاح والحزب الإشتراكي اليمني وحزب الحق والتنظيم الوحدوي الشعبي الناصري، اندلعت حرب صعدة في 2004 بين الحكومة اليمنية وحركة الشباب المؤمن بقيادة حسين بدر الدين الحوثي،  وتدخلت السعودية مباشرة ضد الحوثيين عام 2009. بحلول عام 2007 ارتفعت اصوات التذمر في الجنوب وبدأت احتجاجات الحراك الجنوبي.

#### الاحتجاجات الشعبية

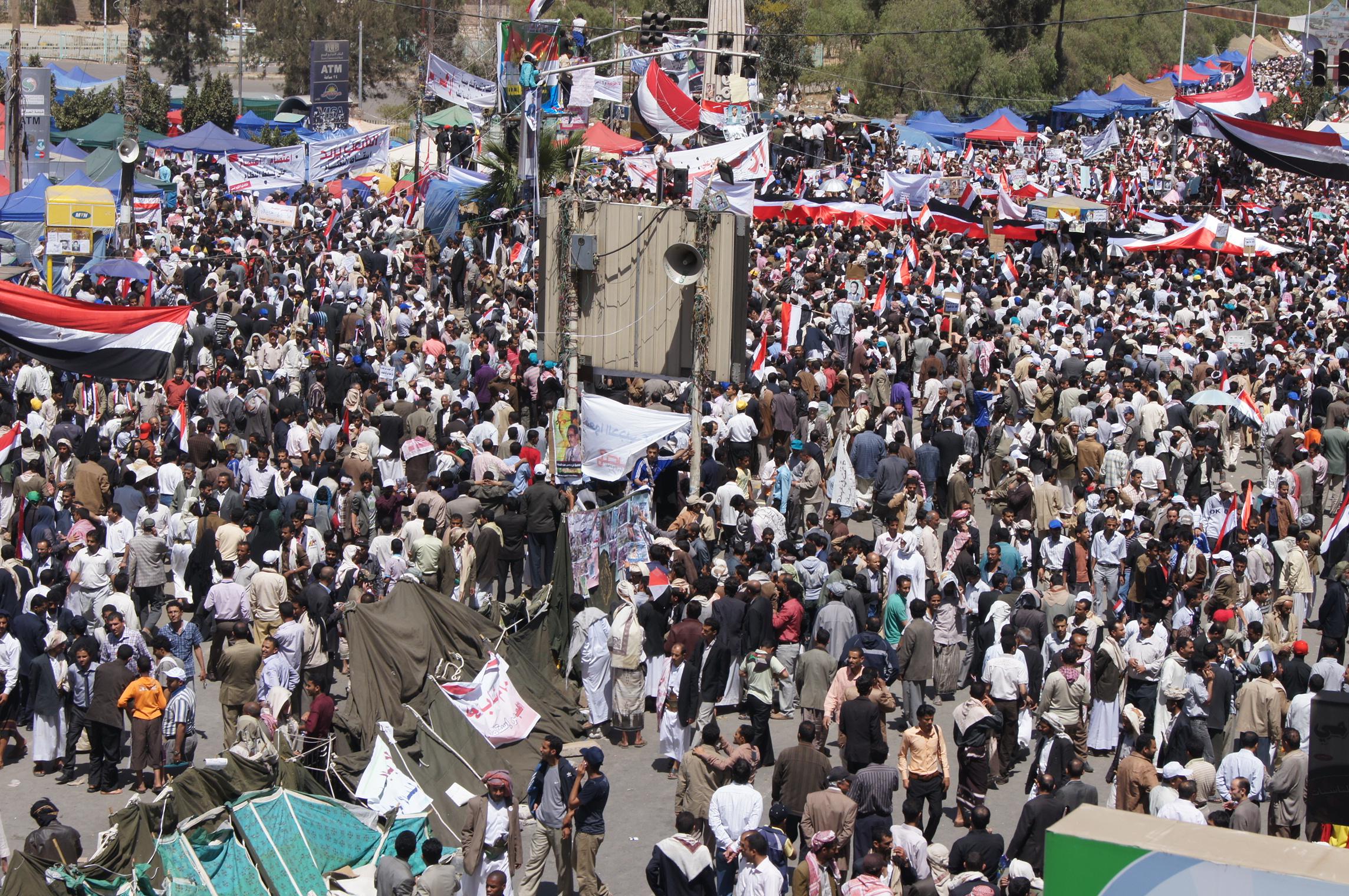
مظاهرة في صنعاء

قامت مظاهرات شعبية على غرار الثورة التونسية وزادت حدتها بعد ثورة 25 يناير المصرية  خرج المتظاهرون للتنديد بالبطالة  والفساد الحكومي وعدد من التعديلات الدستورية التي كان ينويها علي عبد الله صالح،  مؤشر التنمية البشرية منخفض جدا في اليمن، إذ تحتل البلاد المرتبة 133 من 169 دولة يشملها التقرير والحكومة اليمنية هي أكثر الحكومات فسادا سياسيا وعسكريا واقتصاديا جاء ترتيب اليمن في المرتبة 164 من 182 دولة شملها تقرير الشفافية الدولية لعام 2011 المعني بالفساد، ولا تتجاوزه دول عربية أخرى سوى العراق والصومال  حكم علي عبد الله صالح اليمن لمدة 33 سنة واستأثر أقاربه وأبناء منطقته بمناصب مهمة وحساسة في الدولة وصنّف اليمن كدولة فاشلة واحتل المرتبة 13 من قبل مؤسسة صندوق دعم السلام المعني بتصنيف فشل الدول.
خرج ما يقارب 16,000 متظاهر في 27 يناير تنديدا بالأوضاع الاقتصادية والسياسية للبلاد وأعلن صالح أنه لن يرشح نفسه لفترة رئاسية جديدة ولن يورث الحكم لإبنه أحمد في 2 فبراير،  تظاهر 20,000 شخص في الميادين العامة مطالبة بتنحي صالح دون شروط.
يشكل الشباب الذين ولدوا بعد عام 1978 قرابة 75% من التعداد الكلي للسكان، أي أن معظم سكان اليمن لم يعش فترة الإنقلابات العسكرية في الستينيات ونسبة كبيرة منهم لم يشهد فترة الشطرين أو كان صغيراً لتذكر أي شيء، لذلك عرفت الإنتفاضة الشعبية عام 2011 بثورة الشباب اليمنية. اتهم علي عبد الله صالح تل أبيب بالوقوف خلف الإحتجاجات وبدأ بضخ الأموال لتسيير مظاهرات مؤيدة له، كان المتظاهرون المؤيدون لصالح يحصلون على 250 دولار أميركي يوميا داخل صنعاء و300$ للمؤيدين في مدن أخرى وفي بلد يعيش نصف سكانه على دولارين يومياً، 250$ يوميا تعتبر ثروة.
في بدايات شهر مارس، بدأ الأمن المركزي باستعمال العنف ضد المتظاهرين، فقتل ثلاثة أشخاص في صنعاء وشخص في المكلا وفي 18 مارس، قتل 52 شخص برصاص قناصة. ورغم أن اليمن من أكثر بلدان العالم تسلّحا، حاول الثوار المحافظة على سلمية ثورتهم قدر المستطاع ولم يشكل الطلبة والشباب الذين كانوا لب الإحتجاجات أي ميليشيات مسلحة للتصدي لقوات الأمن المركزي.
دعت قطر علي عبد الله صالح إلى التنحي فوراً وانسحب القطريون من المفاوضات معلنين أن علي عبد الله صالح يماطل في توقيع المبادرة الخليجية ولكنهم رأوا أن السعودية ليست متحمسة بقدرها لرحيل علي عبد الله صالح فانسحبوا ليضغط الأميركيون على الرياض. فُجِّرَ مقر قيادة الرئيس صالح في 3 يونيو 2011 ولكنه نجا من الموت وتوجّه إلى السعودية لتلقّي العلاج. وقع علي عبد الله صالح على المبادرة الخليجية في بعد عام من الإحتجاجات خلفت أكثر من 2,000 قتيل و22,000 جريح.

#### الفترة الانتقالية

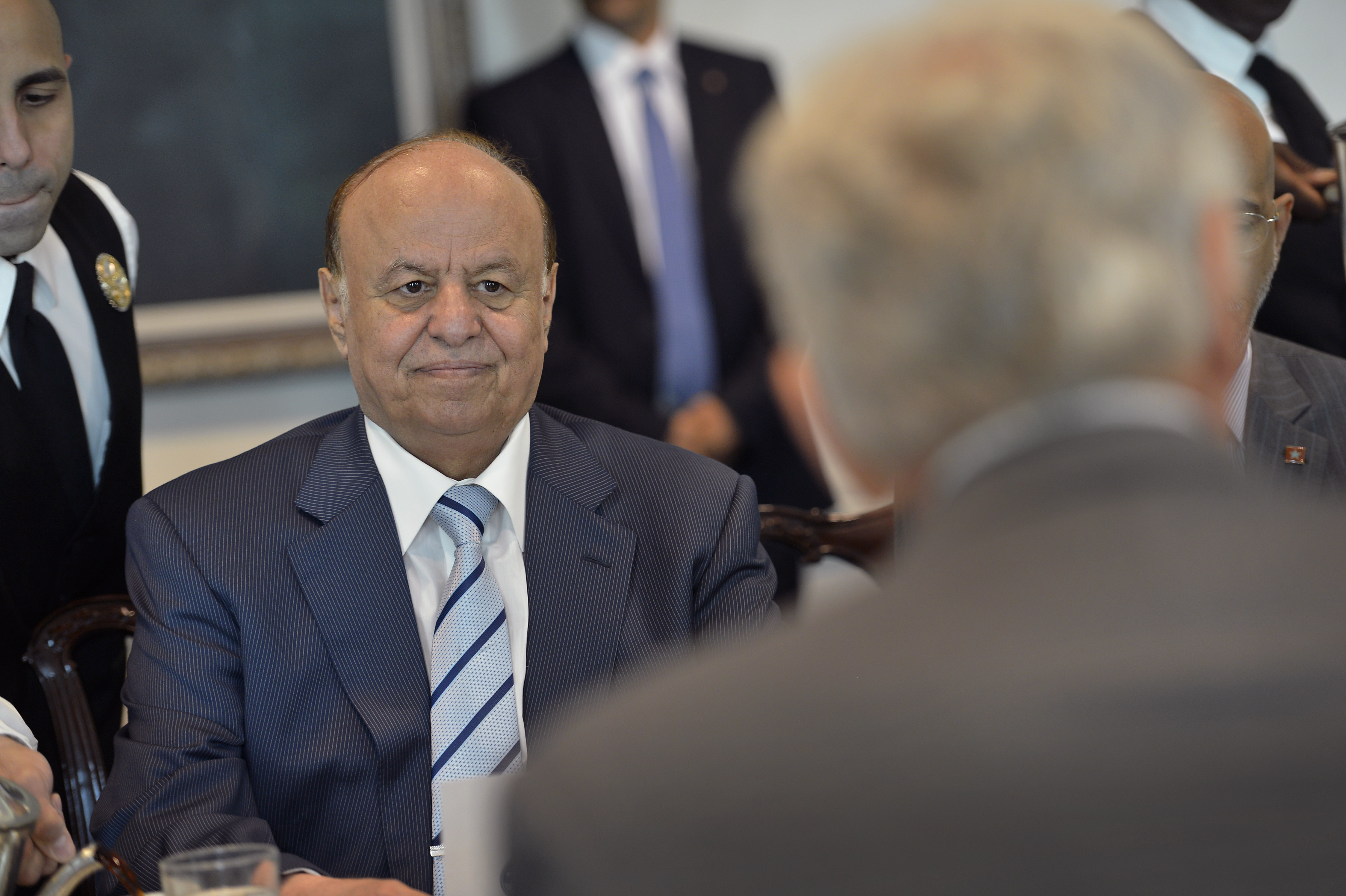
عبد ربه منصور هادي في زيارة للولايات المتحدة في 30 يوليو 2013.

وفرت المبادرة الخليجية حصانة لعلي عبد الله صالح وأسرته من الملاحقة القانونية. تولّى المبعوث الأممي جمال بن عمر مهمة الإشراف على الفترة الإنتقالية برئاسة عبد ربه منصور هادي وعلى سير أعمال مؤتمر الحوار الوطني اليمني. مع بدء جلسات مؤتمر الحوار الوطني اليمني، أخذت النخب السياسية من حزبي حزب التجمع اليمني للإصلاح والمؤتمر الشعبي العام بزيادة سيطرتها على مؤسسات الدولة الرئيسية والوحدات العسكرية والمناصب السياسية، فاغتيالات الضباط والعسكريين واستهداف البنية التحتية مثل خطوط نقل الكهرباء في مأرب وأنابيب النفط مرتبطة بصراع النخب التي لم تغادر المشهد اليمني. لم يكمل مؤتمر الحوار الوطني أعماله في 18 سبتمبر 2013 كما كان مفترضاً، فأعلن جمال بنعمر أن عبد ربه منصور هادي سيبقى رئيساً للفترة الإنتقالية حتى الإنتهاء من كل القضايا وإجراء انتخابات جديدة واعترف جمال بنعمر بوجود عرقلة ممنهجة وذلك خلال مؤتمر صحفي في 16 نوفمبر 2013
اُخْتُتِمَت جلسات مؤتمر الحوار الوطني اليمني في 20 يناير 2014. دام مؤتمر الحوار الوطني اليمني عشرة أشهر شهد انشقاق وانسحاب مكونات عديدة واقيم حفل ختامي في 25 يناير 2014 بمناسبة انتهاء الحوار والإتفاق على دولة جديدة ستتخذ اسم «جمهورية اليمن الاتحادية» على أن يترأس عبد ربه منصور هادي لجنة تحدد عدد الأقاليم الفدرالية في الدولة وتصيغ الدستور الجديد. ومن المقرر أن تنهي اللجنة الرئاسية عملها خلال عام أو أي موعد قبل 25 يناير 2015. أصدر مجلس أمن الأمم المتحدة القرار رقم 2140 تحت الفصل السابع من ميثاق الأمم المتحدة في 26 فبراير 2014 بمعاقبة معرقلي التسوية السياسية اليمنية. وقال أمين عام مؤتمر الحوار الوطني اليمني أحمد عوض بن مبارك أن القرار يستهدف معرقلي المرحلة الإنتقالية الذين يضربون أبراج الكهرباء وأنابيب النفط وغيرها من الممارسات الهادفة لعرقلة استكمال الانتقال السلمي للسلطة.
اُغْتِيلَ أكثر من 100 ضابط خلال الفترة مابين 2011 و2013 من قبل مسلحين مجهولين على دراجات نارية. إضافة لعدد من السياسيين الذين شاركوا في مؤتمر الحوار الوطني اليمني مثل عبد الكريم جدبان وأحمد شرف الدين. كما تم تفجير ميدان السبعين في 21 مايو 2012 أثناء استعداد قوات من الجيش اليمني للإحتفال بعيد الوحدة اليمنية وتفجير كلية الشرطة بصنعاء في 11 يوليو 2012 واقتحام وزارة الدفاع اليمنية في 5 ديسمبر 2013 ادى لمقتل 58 شخص واصابة 215 من قبل مسلحين يحملون الجنسية السعودية وفقا لتقرير صادر عن وزارة الدفاع اليمنية. معظم القتلى كانوا من طاقم ومرضى مستشفى وزارة الدفاع، ونشرت الوزارة مقاطع سجلت عبر دائرة تلفزيونية مغقلة للمنفذين وهم يقتلون من بداخل المستشفى إما طلقا بالنار أو إلقاء القنابل اليدوية مباشرة. تنطلق طائرات أميركية من دون طيار من قاعدة جوية داخل السعودية. والتي تعد بدورها داعم لقوى قبلية ودينية داخل اليمن متعاطفة بشكل أو بآخر مع التنظيمات الجهادية في الوقت ذاته،  لإستهداف أهداف مفترضة لتنظيم القاعدة. لا يحظى هولاء المشتبه بانتمائهم للتنظيم بمحاكمة ولا تعلق الإدارة الأميركية ولا اليمنية على العمليات. معظم هذه الغارات أصابت أهدافا محتملة لأشخاص تعتبرهم الحكومة الأميركية إرهابيين ولكنها خلفت أعددا كبيرة من القتلى المدنيين كذلك. وأعلنت الحكومة عن حرب مفتوحة يخوضها الجيش اليمني مع عناصر تنظيم القاعدة في جزيرة العرب في محافظات أبين وشبوة والبيضاء وحضرموت، توقفت بسبب الإشتباكات بين مسلحي حزب التجمع اليمني للإصلاح والحوثيين.
اندلعت اشتباكات مسلحة بين الحوثيين وأطراف مرتبطة بحزب التجمع اليمني للإصلاح في دماج عام 2013 وأعلن تنظيم القاعدة في جزيرة العرب انضمامه للقتال ضد الجماعة الزيدية المسلحة. ولم تكن المرة الأولى. وقد جنّدهم علي محسن الأحمر سابقاً في حروبه ضد الحوثيين. وكانت تلك بداية إشتباكات طويلة من أكتوبر 2013 انتقلت إلى محافظة الجوف ومحافظة عمران ومحافظة صنعاء. انتصر الحوثيون على ميليشيات حسين الأحمر التي ضمت عناصر من تنظيم القاعدة في جزيرة العرب.
في صعدة ومحافظة عمران بحلول فبراير 2014، وتدخل بعدها اللواء 310 مدرع بقيادة حميد القشيبي الموالي لعلي محسن الأحمر ورفضت وزارة الدفاع إضفاء الرسمية على عمليات اللواء وقالت إن الجيش اليمني يقف على مسافة واحدة من الشعب ويجب إبعاده عن الصراعات والمناكفات السياسية والحزبية.

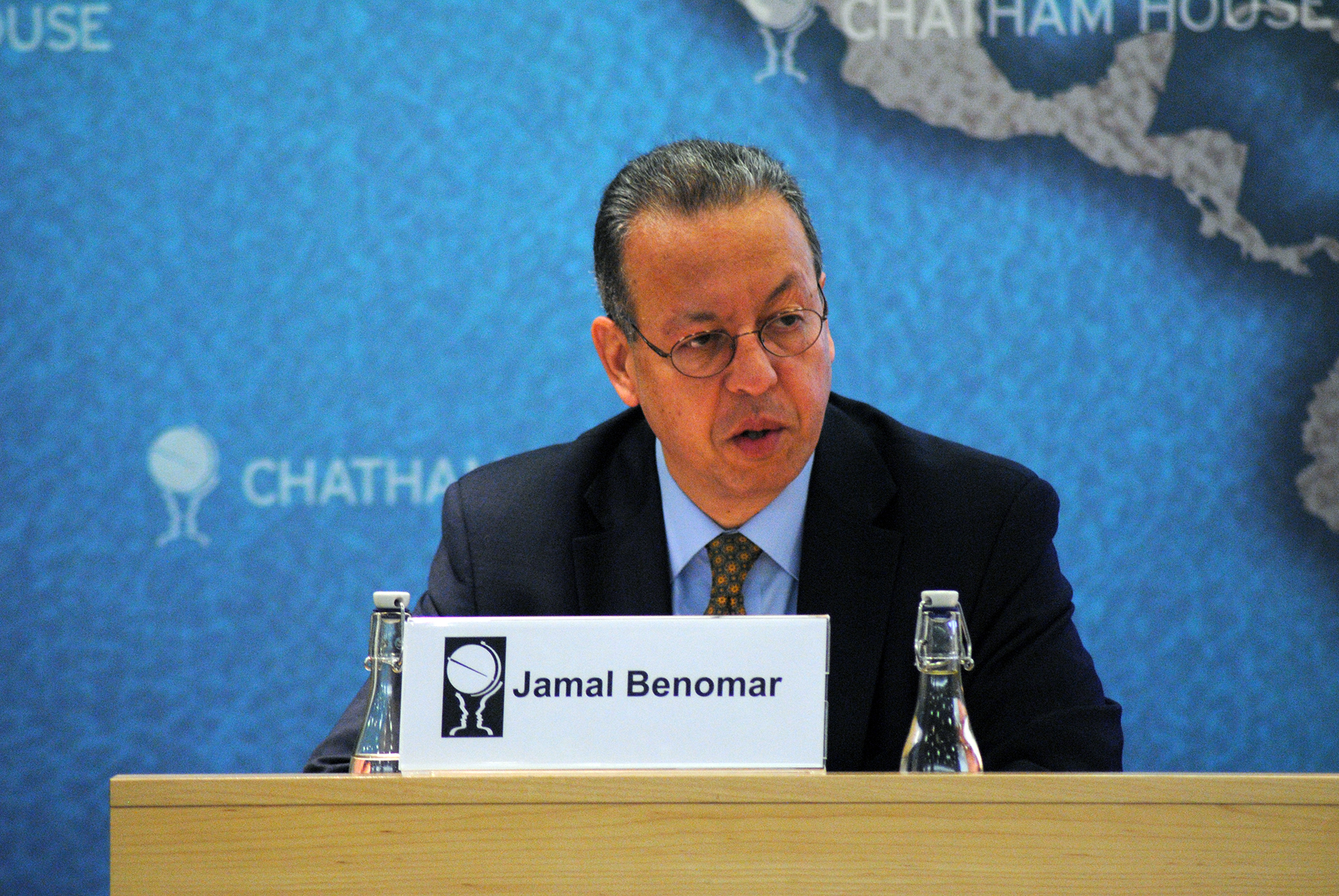
جمال بنعمر، دبلوماسي مغربي مبعوث من الأمم المتحدة إلى اليمن للإشراف على عملية انتقال السلطة.

جمال بنعمر تحدث في تقريره إلى مجلس أمن الأمم المتحدة في 20 يونيو 2014 عن ضرورة إنهاء القتال الدائر بين الحوثيين و«مجموعات مسلحة أخرى»، وأشار إلى أحد مخرجات مؤتمر الحوار الوطني الداعية إلى: «نزع واستعادة الأسلحة الثقيلة والمتوسطة من كافة الأطراف والجماعات والأحزاب والأفراد التي نهبت أو اِسْتُوْلِيَ عليها وهي ملك للدولة على المستوى الوطني وفي وقت زمني محدد وموحد». عُقد اتفاق جديد لإيقاف إطلاق النار بين الأطراف المتنازعة في محافظة عمران برعاية وزير الدفاع في 22 يونيو 2014، خرق اتفاق الهدنة سريعاً وتبادل الطرفان الإتهامات واستمرت الإشتباكات إلى 8 يوليو عندما تمكن الحوثيون من إقتحام مقر اللواء 310 وأُعلن عن مقتل حميد القشيبي بعدها.
في 12 يوليو 2014، أصدر مجلس أمن الأمم المتحدة بيانا بخصوص أحداث محافظة عمران طالب فيه بانسحاب الحوثيين وجميع «المجموعات المسلحة والأطراف المشاركة في العنف» من عمران والتخلي عن السيطرة عليها وتسليم الأسلحة والذخائر التي نهبت من عمران إلى «السلطات الوطنية الموالية للحكومة». كما طالب أعضاء مجلس الأمن نزع سلاح جميع المجموعات المسلحة والأطراف الأخرى المشاركة في العنف الحالي، وحثوا على تطبيق اتفاقات وقف إطلاق النار الموقعة سريعاً، وطلبوا من الوحدات العسكرية مواصلة التزامها الحياد خدمة لمصلحة الدولة. وحثوا لجنة الخبراء المسؤولة عن تسمية معرقلي عملية نقل السلطة على النظر سريعاً بشأن المعرقلين وتقديم توصيات عاجلة إلى لجنة العقوبات في المجلس. وصدرت بيانات مشابهة من الولايات المتحدة والاتحاد الأوروبي الذي أشار صراحة إلى حزب التجمع اليمني للإصلاح في بيانه. أعادت الولايات المتحدة تأكيداتها أن أشخاصاً داخل الحكومة اليمنية وآخرين يهددون السلم والأمن والإستقرار في اليمن عام 2014 دون الإشارة لأسمائهم. في 18 أغسطس 2014، دعا عبد الملك الحوثي للإحتشاد ضد قرار الحكومة برفع الدعم عن المشتقات النفطية.

#### مابعد 21 سبتمبر 2014
بدأ الحوثيين أواخر يونيو 2014، احتجاجات على ما وصفوه بالفساد وارتفاع الأسعار، وانطلقت هذه الاحتجاجات من معقل الحركة الأساسي في محافظة صعدة شمال البلاد، ثم اتجهت جنوباً نحو محافظة عمران، وخلال أيام تحولت إلى حرب اشعلتها ضد خصومها القبليين من مشائخ آل الأحمر، وانتهت المواجهات، في 18 يوليو، في مدينة عمران باستيلاء مسلحي الحركة على معسكر اللواء 310 مدرع بعد قتل قائده العميد حميد القشيبي.
وفي 30 يوليو 2014 قررت حكومة محمد سالم باسندوة - التي ينتمي نصفها إلى حزب المؤتمر الشعبي العام، الذي يتزعمه الرئيس السابق علي عبد الله صالح، رفع الدعم الحكومي عن المشتقات النفطية.
واستغلت الحركة هذا الإجراء في أوائل سبتمبر 2014 لإطلاق موجة جديدة من الاحتجاجات والاعتصامات بمشاركة أنصار صالح داخل صنعاء لإسقاط الجرعة، وأتبعت اعتصاماتها بحشد آلاف من مسلحيها لمحاصرة العاصمة صنعاء من كل الجهات، مطالبة بإسقاط حكومة باسندوة.
في 21 سبتمبر 2014 اجتاح مسلحو الحوثيين صنعاء،  بادئين بتصفية الوجود العسكري والسياسي لخصومهم العسكريين في الفرقة الأولى مدرع غرب صنعاء بقيادة اللواء علي محسن الأحمر، وذلك تحت غطاء من قصف مدفعي كثيف وفرته وحدات موالية لصالح كانت متمركزة على بعض الجبال المطلة على صنعاء. وفي ليلة اقتحام صنعاء وُقِّع على اتفاقية سياسية عرفت باتفاق السلم والشراكة الوطنية بين حكومة هادي والحوثيين، وتمت صياغة الاتفاق بهدف وضع الخطوط العريضة لاتفاق لتقاسم السلطة في الحكومة الجديدة، واستغل الحوثيون الاتفاقية لتوسيع سيطرتهم على العاصمة صنعاء. وتوالى استيلاء الحوثيين على مؤسسات الدولة وأسلحة جيشها ومنشآتها الأمنية في صنعاء ومدن أخرى.
لقي اجتياح الحوثيين لصنعاء في 21 سبتمبر 2014 بهجة كبيرة في طهران التي اعتبرت ذلك نصراً مؤزراً. ونقلت الأنباء عن ممثل مدينة طهران في البرلمان الإيراني، علي رضا زاكاني، المقرب من المرشد الإيراني علي خامنئي قوله إن «ثلاث عواصم عربية أصبحت اليوم بيد إيران، وتابعة للثورة الإيرانية الإسلامية»، مشيرا إلى أن صنعاء أصبحت العاصمة العربية الرابعة التي في طريقها للالتحاق بالثورة الإيرانية. الأمر الذي سبب انزعاجاً وقلقاً كبيرين في اليمن وعدد من دول المنطقة والعالم.
واتجه مسلحو الحركة، 25 سبتمبر 2014، لمحاصرة مقر الأمن القومي في صنعاء (الاستخبارات) لإطلاق سراح سجناء من بينهم بعض الإيرانيين كانت الحكومة اليمنية اتهمتهم بمحاولة إيصال شحنة من الأسلحة والذخائر والمعدات العسكرية للحوثيين بواسطة السفينة جيهان. وفي 27 سبتمبر 2014، وفي خضم هذه الأحداث، استقال محمد باسندوة وحكومته.
أصر الحوثيين في 13 أكتوبر 2014 على حكومة كفاءات لإدارة شؤون البلاد، واختير خالد بحاح رئيساً لها. لكن طموح الحوثيين لم يتوقف عند هذا الحد، فقد واصلوا توسعهم في عدد من محافظات البلاد، وعملوا على الاستئثار بأهم مفاصل السلطة السياسية والعسكرية.
وبلغ الأمر ذروته في 19 يناير 2015، عندما هاجم الحوثيون منزل الرئيس هادي، وحاصروا القصر الجمهوري الذي يقيم فيه رئيس الوزراء،  واقتحموا معسكرات للجيش ومجمع دار الرئاسة، ومعسكرات الصواريخ. وسيطر الحوثيين على قناة اليمن ووكالة سبأ للأنباء،  وفرضهم الإقامة الجبرية على رئيس البلاد عبد ربه منصور هادي ورئيس الوزراء خالد بحاح ووزراء الحكومة.
وأبلغ الحوثيون هادي في 22 يناير 2015 بأن عليه تعيين نائب له من قيادة الحركة، ومئات من الحوثيين وأنصارهم لشغل مناصب عسكرية ومدنية عليا. وطالبوا بمنصب نائب رئيس الوزراء، وسعوا لتعيين شخص منهم في منصب نائب وزير في جميع الوزارات، إضافة إلى دائرتي المالية والرقابة عن كل وزارة، وجميع إدارات الرقابة والتفتيش في جميع الوزارات والهيئات والمؤسسات والبنوك الحكومية.
وتوالت الأحداث تباعاً، فاستقالت حكومة خالد بحاح مساء اليوم نفسه وتبعتها بساعة واحدة استقالة الرئيس هادي، ولم يعقد البرلمان جلسة لقبول الاستقالة أو رفضها حسب ما ينص عليه الدستور، 
وفي 6 فبراير 2015 شكّل الحوثيون لجنة ثورية" بقيادة محمد علي الحوثي لملئ فراغ الرئاسة، وأصدروا ما سمّوه إعلاناُ دستورياُ لشرعنة تصرفهم بشؤون السلطة. وبالرغم من النجاحات العسكرية والتحالف مع حزب المؤتمر الشعبي العام،  إلا أن الانقلاب واجه معارضة داخلية ودولية واسعة.
ثم فر الرئيس هادي جنوبا في 21 فبراير 2015 إلى عدن التي أعلنها عاصمة مؤقتة، مؤكداً بذلك تراجعه عن استقالته. وأعلن أن انقلاب الحوثيين غير شرعي. وقال «أن جميع القرارات التي اتخذت من 21 سبتمبر باطلة ولا شرعية لها»، وهو تاريخ احتلال صنعاء من قبل ميليشيات الحوثيين. وقرر مجلس الأمن الدولي ووزارة الخزانة الأمريكية عقوبات ضد علي عبد الله صالح وكبار قادة الحوثيين. أصدر مجلس الأمن القرار 2051 يهدد فيه بعقوبات على من يقوضون المرحلة الانتقالية. ووجهت لصالح اتهامات من الأمم المتحدة وعدد من السفارات الغربية بمحاولة عرقلة الفترة الانتقالية هو وأبنائه وأقاربه.

#### الحرب الأهلية

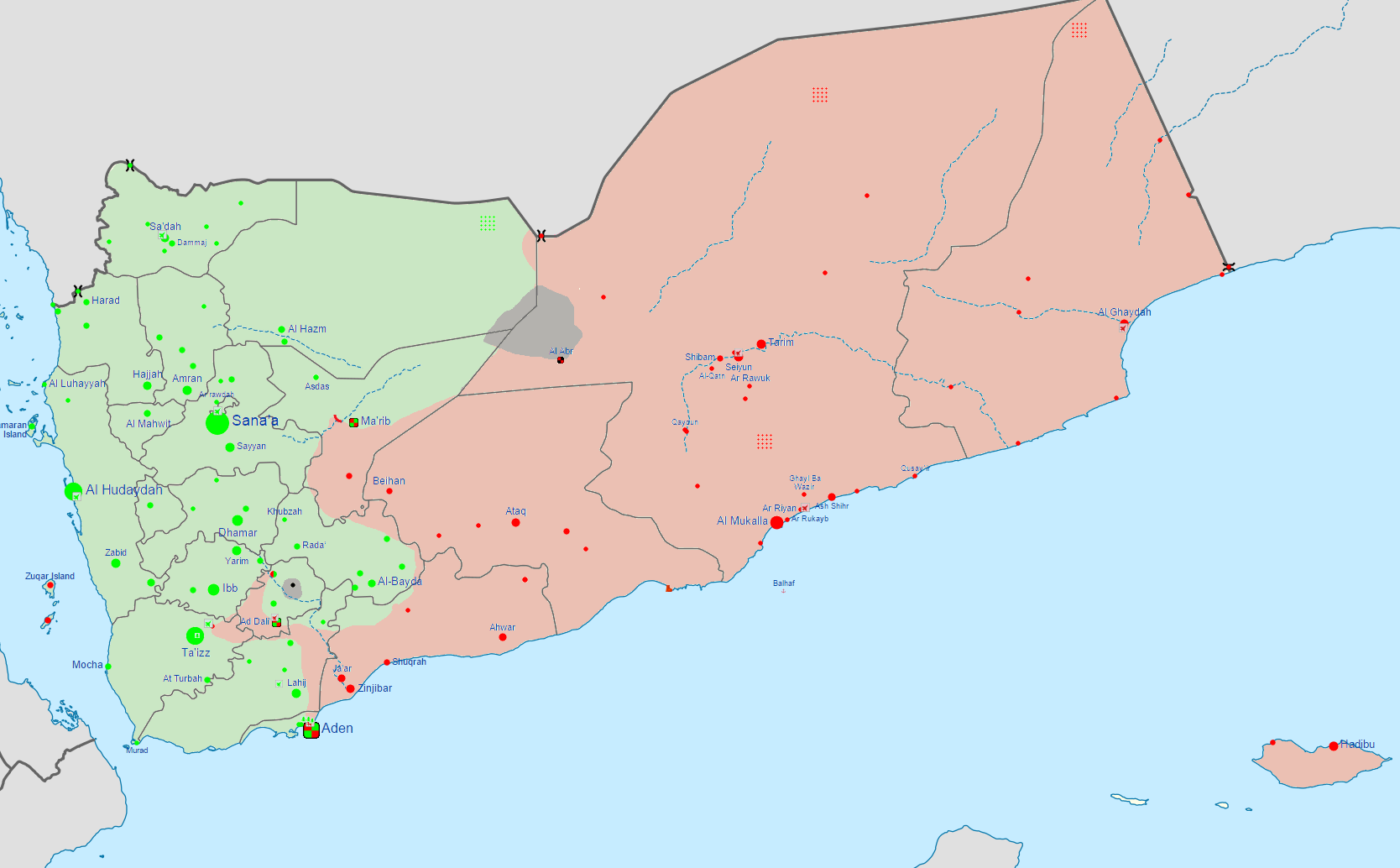
خريطة تقريبية للنزاع في اليمن قبل بدء العمليات العسكرية ضد الحوثيين (26 مارس 2015)
تحت سيطرة الحوثيون و"الجيش المؤيد لصالح"
تحت سيطرة الجيش المؤيد للرئيس هادي
تحت سيطرة القاعدة وأنصار الشريعة

انتقل هادي إلى عدن وتراجع عن استقالته، ومع دخول شهر مارس 2015 شهدت عدن توتراً سياسياً وأمنياً، حيث أتخذ هادي قراراً بإقالة عبد الحافظ السقاف قائد فرع قوات الأمن الخاصة في عدن المحسوب على علي عبد الله صالح والحوثيون،  ولكن السقاف رفض ذلك، وأندلعت اشتباكات مسلحة بين المتمردين من جهة، وقوات تابعة للجيش يقودها وزير الدفاع محمود الصبيحي من جهة أخرى،  وفر السقاف إلى تعز وتعرض «قصر المعاشيق» القصر الجمهوري الذي يقيم فيه الرئيس عبد ربه منصور هادي لعدة ضربات جوية من طائرات حربية قادمة من صنعاء. وشهدت صنعاء تفجيرات انتحارية في 20 مارس 2015،  وقتل في لحج 20 جندي في نفس اليوم على يد تنظيم القاعدة، وأعلن عبد الملك الحوثي أن جماعته أتخذت قرار التعبئة العامة للحرب وبداية «الفتح المؤزر»، بعد التفجيرات في صنعاء ومذبحة الحوطة.
بدأ الحوثيون الحرب بدعم من بعض القادة العسكريين للسيطرة على محافظات الجنوب ومعقل الرئيس هادي، وسقطت مدينة تعز ثالث أكبر مدن اليمن دون مقاومة تذكر،  وفي 24 مارس استولى الحوثيون على الضالع،  ودخلوا محافظة لحج في اليوم التالي، وأستولوا على قاعدة العند الجوية بدعم من القوات الموالية لعلي عبد الله صالح،  وألقوا القبض على وزير الدفاع محمود الصبيحي في القاعدة،  وتقدموا إلى مدينة عدن وسيطروا على مطار عدن الدولي بعد اشتباكات مع الجيش الموالي للرئيس هادي. وغادر هادي القصر الجمهوري،  وظهر في العاصمة السعودية الرياض اليوم التالي.
في 26 مارس بدأت السعودية بقيادة حملة جوية تستهدف مواقع الحوثيين والجيش المؤيد لعلي صالح،  بعد طلب من الرئيس عبد ربه منصور هادي،  تحت مسمى عملية عاصفة الحزم، وتشارك في العمليات طائرات مقاتله من مصر والمغرب والأردن والسودان والإمارات العربية المتحدة والكويت وقطر والبحرين،  وقدمت الولايات المتحدة الدعم اللوجستي للعمليات.
وأستهدفت الضربات الجوية القواعد العسكرية والجوية في المحافظات التي سيطر عليها الحوثيين، وكانت أبرزها قاعدة الديلمي الجوية بصنعاء،  وقاعدة العند الجوية في لحج،  وقاعدة طارق الجوية في تعز وقاعدة الحديدة الجوية، ومخازن الأسلحة والصواريخ بصنعاء. وجميع معسكرات الحرس الجمهوري في صنعاء وغيرها من المدن،  ودمرت الغارات امدادات الحوثيين نحو عدن.
وفي أواخر شهر مارس سيطر الحوثيين وحلفائهم على مدينة شقرة،  ومديرية المخاء بمحافظة تعز،  ومدينة زنجبار بمحافظة أبين،  وأستمرت الاشتباكات في الأجزاء الشمالية من عدن،  واستعادت القوات الموالية للرئيس هادي السيطرة على مطار عدن الدولي،  وتركزت الاشتباكات في محافظة شبوة، في منطقة عسيلان الغنية بالنفط في 29 مارس. وفي 31 مارس دخل المقاتلين الحوثيين معسكر اللواء 17 مدرع على مضيق باب المندب،  بعد فتح أبوابه لهم دون مقاومة أو اشتباكات.
في مطلع أبريل سيطر الموالون للرئيس هادي على مدينة الضالع،  مسنودين بغارات جوية للتحالف العربي، الذي أستهدف معسكر اللواء 33 مدرع الموالي للحوثيين،  وبدأت قوات التحالف إمداد المقاومة الشعبية في عدن  بالسلاح عبر الإنزال المظلي لمواجهة الحوثيين وكذلك في تعز.
استولى مقاتلي القاعدة في 2 أبريل على مدينة المكلا عاصمة محافظة حضرموت التي لا تشهد قتالاً بين الحوثيين والقوات المواليه لهادي،  وأستعاد مسلحون قبليون السيطرة على المدينة بعد اشتباكات أندلعت خارج المكلا مع قوات عسكرية موالية لعلي عبد الله صالح. ودخلت قوات الحوثيين في 3 أبريل مناطق جعار ولودر وشقرة في محافظة أبين وسط اشتباكات مستمرة،  وفي 9 أبريل استولى الحوثيين على مدينة عتق عاصمة محافظة شبوة.
أعلنت وزارة الدفاع السعودية انتهاء عملية عاصفة الحزم في 21 أبريل بعد القضاء على الأسلحة البالستية والثقيلة التي تشكل تهديداً لأمن السعودية. وأعلنت بدء مرحلة جديدة تحت مسمى عملية إعادة الأمل. وفي خطاب متلفز للرئيس عبد ربه منصور هادي قال أن الضربات الجوية أُوْقِفَت بناءاً على طلبه، شاكراً التحالف العربي لدعمهم الشرعية في اليمن. وأستمر فرض الحظر الجوي والبري والقيام بأعمال التفتيش لمنع تسليح الحوثيين تنفيذًا لقرار الأمم المتحدة. واستمرت الغارات الجوية والقصف ضد الأهداف العسكرية والحوثيون.
في أوائل شهر مايو أتهمت هيومن رايتس ووتش السعودية باستخدام قنابل عنقودية محظورة عالمياً في قصف منطقة آل عمار بمحافظة صعدة،  وأعترف الجيش السعودي باستخدام قنابل عنقودية من نوع سي بي يو-105 (بالإنجليزية: CBU-105) ولكنه أفاد بأنه أستخدمها ضد العربات المدرعة وليس في الأحياء السكانية.
أعلن مكتب الأمم المتحدة لتنسيق الشؤون الإنسانية مقتل أكثر من 2288 شخص، نصفهم من المدنيين، وإصابة نحو 10 آلاف آخرين في اليمن، ونزوح أكثر من مليون شخص داخل اليمن منذ (26 مارس 2015 حتى نهاية مايو 2015). واستقبلت جيبوتي العديد من اللاجئين اليمنيين منذ بدء الحرب في اليمن، وذلك عبر مضيق باب المندب. وأيضاً فر آخرون إلى الصومال، عن طريق البحر في صوماليلاند.

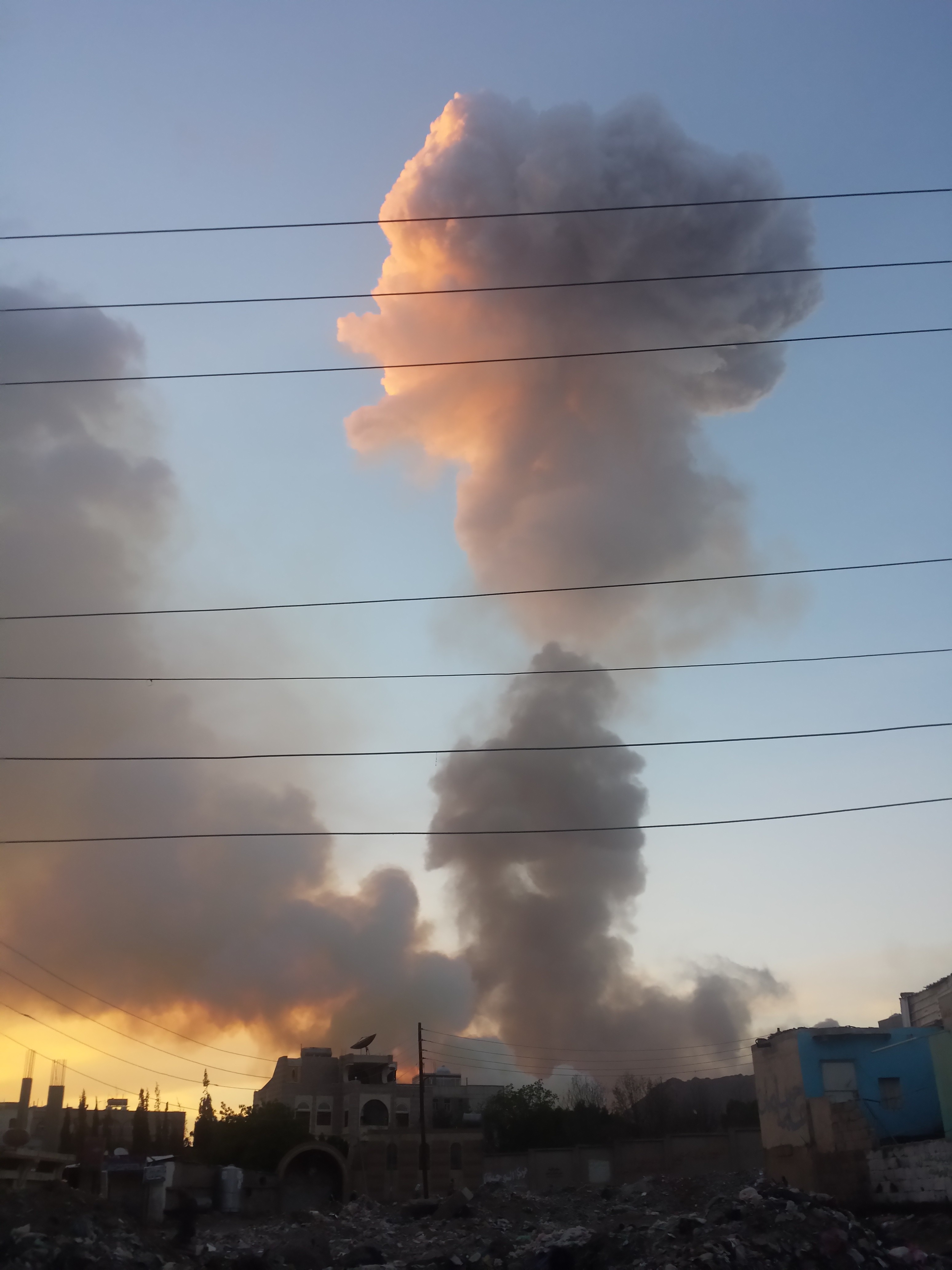
غارة جوية على مخازن الصواريخ والأسلحة في جبل نقم شرق صنعاء 11 مايو 2015.

في 12 يونيو سيطرت المقاومة الشعبية على «منطقة الدش» في محافظة مأرب، وهو الموقع الرابع الذي يُسَيْطَرُ عليه في مواجهات اندلعت مساء الخميس 11 يونيو واستمرت حتى الجمعة،  وفي 14 يونيو سيطر الحوثيين على مدينة الحزم عاصمة محافظة الجوف بعد مواجهات طفيفة مع المواليين للرئيس اليمني عبد ربه منصور هادي.
أعلن الأمين العام للأمم المتحدة بان كي مون عن بدء محادثات مؤتمر جنيف بشأن اليمن،  ورفض الحوثيين الحوار مع حكومة الرئيس عبد ربه منصور هادي، وطالبوا بالتحاور مع السعودية مباشرة،  وفي 19 يونيو قال وزير الخارجية اليمني إن المفاوضات أنتهت دون التوصل لأي اتفاق.
في 19 يونيو حذرت الأمم المتحدة من أزمة إنسانية في اليمن مع استمرار القتال وعدم توصل الأطراف إلى هدنة إنسانية تسمح لقوافل المساعدات الإنسانية بدخول البلاد، وقالت المنظمة إنها بحاجة إلى 1.6 مليار دولار كمساعدات لليمن خلال العام الحالي. وبنهاية يونيو بلغ عدد السكان المحتاجين للمساعدة الإنسانية 21.1 مليون شخصاً أي ما يعادل 80% من إجمالي سكان اليمن، بينهم 12.2 مليون مواطن متضررون مباشرة من النزاع، ومليون شخص نازحين داخلياً وذلك حسب تقرير أصدره مكتب الأمم المتحدة لتنسيق الشؤون الإنسانية.
في 14 يوليو تقدمت «المقاومة الشعبية» وسيطرت على مطار عدن،  وبحلول 22 يوليو استعادت السيطرة الكاملة على مدينة عدن، وأعيد فتح مطار عدن الدولي. وفي أواخر يوليو، تقدمت القوات الموالية لهادي خارج مدينة عدن وشنت هجمات على مناطق الحوثيين في محيط قاعدة العند الجوية بمحافظة لحج،  وسيطرت المقاومة في محافظة أبين على دوفس والكود ولودر والعين.
وتقدمت المقاومة في تعز بعد سيطرتها على مناطق جبل صبر المطل على مدينة تعز، وتواصلت الاشتباكات في محافظة مأرب، شمال شرق البلاد. في 3 أغسطس 2015 أعلنت القوات الموالية للرئيس اليمني عبد ربه منصور هادي، استعادة سيطرتها الكاملة على قاعدة العند الجوية، بعد حصارها لأسابيع، وسبق الهجوم نشر مئات من المقاتلين والعسكريين في محيط القاعدة تؤازرهم دبابات من نوع «إم1 أبرامز» ومصفحات وعربات عسكرية متطورة وفرتها قوات التحالف.
في مقابلة مع صحيفة سعودية نشرتها وكالة الأنباء اليمنية بنسختها الموالية لعبد ربه منصور هادي، تحدث الرئيس المعترف به دولياً عن احتمالية إقامة قواعد عسكرية سعودية في اليمن في موقع لم يحدده، وأن الله وفر للسعوديين ثروة بشرية اسمها اليمنيين ليكونوا «عساكر»، ونصح السعودية بالاطلاع على تجربة بريطانيا خلال استعمارها لعدن. تنشط الجماعات الجهادية في المدينة ونُسبت إليها عدة حوادث إرهابية منها مجزرة دار الأم تريزا في 4 مارس 2016.

## الحكومة
نظام اليمن جمهوري تمثيلي ديقراطي يكون فيه الرئيس رأس الدولة والقائد الأعلى للقوات المسلحة ورئيس الوزراء (الذي يعين من الرئيس) رئيسا للحكومة. السلطة التنفيذية بيد الحكومة والسلطة التشريعية تخضع لتداول الحكومة ومجلس النواب اليمني والسلطة التشريعية مستقلة كما ينص الدستور إلا أن هناك فسادا وتدخلا من قبل السلطات التنفيذية. المدة الرئاسية التي ينص عليها الدستور هي 7 سنوات و6 سنوات للنائب وحق التصويت مكفول لكل مواطن فوق 18 سنة. وقد أبدت الحكومة الفرنسية والألمانية إستعدادها لتقديم المساعدة لكتابة دستور اليمن الجديد وفق مخرجات مؤتمر الحوار الوطني.

### السلطة التشريعية
مجلس النواب يقوم بالمهام التشريعية وهو مؤلف من 301 نائب ينتخبون مباشرة كممثلين عن دوائرهم الانتخابية. في مايو 1997 قام علي عبد الله صالح بتشكيل مجلس شورى يعين جميع أفراده من قبله دون إنتخابات ويشار للمجلس بمجلس النواب الأعلى ويبلغ عدد أعضائه 133 عضوا

### السلطة التنفيذية
ينتخب الرئيس عبر انتخابات مباشرة لمدة 7 سنوات ويقوم بتعيين نائب الرئيس ورئيس الوزراء ونائب رئيس الوزراء يعد علي عبد الله صالح صاحب أطول فترة رئاسية منذ قيام الجمهورية في اليمن. يشترط في المرشح لمنصب رئيس الجمهورية ألا يقل عمره عن أربعين سنة ومن والدين يمنيين وأن لا يكون قد صدر ضده حكم قضائي في قضية مخلة بالشرف أو الأمانة وعدد من الشروط الأخرى «أن يكون مستقيم الأخلاق والسلوك محافظاً على الشعائر الإسلامية وأن لا يكون متزوجاً من أجنبية وألا يتزوج أثناء مدة ولايته من أجنبية».

### السلطة القضائية
تنص المادة الثالثة من الدستور اليمني أن الشريعة الإسلامية هي مصدر جميع التشريعات. عدد كبير من القضاة والمستشارين في اليمن رجال دين في الأساس  يقسم القضاء اليمني إلى ثلاثة مستويات: المحكمة الابتدائية، محكمة الاستئناف، المحكمة العليا. القضاء اليمني حكم بعقوبات مخففة على عناصر متهمة بتدبير عمليات إرهابية. وعوضا عن إعدامهم، تقوم السلطات اليمنية بتسليم الإرهابيين السعوديين إلى بلادهم. في 7 نوفمبر 2014، عُين خالد باجنيد وزيراً للعدل خلفا لمرشد علي العرشاني.

### الأحزاب السياسية
يعتبر حزب المؤتمر الشعبي العام الحزب المهيمن على مفاصل الحياة السياسية في اليمن وكان الحزب الإشتراكي اليمني الحزب الأوحد في جنوب اليمن قبل 1990. ويعتبر حزب التجمع اليمني للإصلاح أكبر حزب إسلامي في البلاد. الواقع هو أن الدولة ومؤسساتها ضعيفة للغاية ولا توجد إختلافات آيدولوجية وسياسية تذكر بين حزب المؤتمر الشعبي العام وحزب التجمع اليمني للإصلاح، هناك خلافات بينهم ولكنها للسيطرة على الدولة والمنافسة على مصادر الدعم والقبول الأجنبي، السعودي تحديداً. رغم أن الدستور اليمني يحظر قيام الأحزاب على أساس طائفي ديني، ولكن حزب التجمع اليمني للإصلاح هو أكبر الأحزاب الدينية في اليمن ويضم أطيافا من إخوان مسلمين ووهابية وقبليين، وحصل حزب اتحاد الرشاد اليمني السلفي على إعتراف رسمي في مارس 2012 هو وحزب الأمة الزيدي، ويعارض الدستور اليمني الحالي قيام أحزاب سياسية «تعارض الإسلام» وفي نفس الوقت يحظر قيام أحزاب دينية. شوهت القبلية ومصالح مراكز القوى والنفوذ السياسة الحزبية كثيراً. ويجرم الدستور اليمني التمويل الأجنبي للأحزاب والسياسيين. إلا أن السعودية تقوم بتمويل أطراف مرتبطة بحزب التجمع اليمني للإصلاح بصورة رئيسية وحزب المؤتمر الشعبي العام كذلك. هناك أحزاب أخرى بعضها انبثق من الاحتجاجات الشعبية عام 2011. وفقا لاستطلاع منظمة الشفافية الدولية، فإن 78% من المواطنين يعتقدون أن الأحزاب السياسية فاسدة. و53% بخصوص ما يسمى بمنظمات المجتمع المدني.

### العلاقات الخارجية
اليمن عضو في جامعة الدول العربية ومنظمة التعاون الإسلامي وحركة عدم الإنحياز وعلاقات اليمن جيدة مع معظم الدول العربية وتلك التي تقطنها أغلبية مسلمة. أهمية اليمن تكن في موقعه الاستراتيجي ولكن الصراعات السياسية والمذهبية والقبلية تعيق إستغلال الموقع وتأثيره لصالح البلاد.
قبلت الجمهورية اليمنية المسؤولية عن جميع المعاهدات والديون من سابقاتها، الجمهورية العربية اليمنية وجمهورية اليمن الديمقراطية الشعبية. بالإضافة إلى ذلك، انضمت اليمن إلى معاهدة عدم انتشار الأسلحة النووية. لا توجد سياسة يمنية خارجية، فالسيادة اليمنية بحد ذاتها منتهكة من السعودية. وتعد السعودية من أبرز عوامل الإضطراب الخارجية المؤثرة على اليمن. في 7 نوفمبر 2014، عُين عبد الله الصايدي وزيرا للخارجية خلفاً لجمال عبد الله السلال.

## الأجهزة العسكرية والأمنية

### الجيش

دبابات الجيش اليمني في مواجهة مع المقاتلين في تنظيم القاعدة في جنوب اليمن 2012

يتكون الجيش اليمني من أربعة أقسام رئيسية وهي القوات البرية، القوات الجوية والدفاع الجوي، القوات البحرية والدفاع الساحلي، قوات حرس الحدود وقوات الاحتياط الاستراتيجي التي تضم العمليات الخاصة والحماية الرئاسية وألوية الصواريخ رئيس الجمهورية اليمنية هو القائد الأعلى للقوات المسلحة، وتتبع غالبية الجيش لوزارة الدفاع وبعضها تتبع رئاسة الجمهورية مباشرة، وتمتلك القوات اليمنية مجتمعة تقريباً 138,000 جندي،  والاحتياط يقدر بعدد 450,000 مجند. والانضمام للجيش اليمني تطوعي ولا يوجد تجنيد إلزامي ويفرض على المتطوعين سنتين خدمة عسكرية  وتشكل ميزانية القطاع العسكري حوالي 5.6% الناتج الإجمالي المحلي  وفقا لمنظمة الشفافية الدولية والتي قيمت الجيش اليمني بدرجة (F) في تقريرها لعام 2013، فإن الجيش اليمني والمؤسسات الأمنية عمومًا جزء من شبكات مراكز القوى المحسوبية وله مشاركة كبيرة في أنشطة الفساد المختلفة وأنه من المبكر تقييم تأثير الوعود التي أطلقتها السلطة الانتقالية عقب إحتجاجات عام 2011. وتضيف بأن اليمن تفتقر لسياسة دفاع عسكري ولديها برلمان ضعيف غير قادر على القيام بدوره الإشرافي. وأنه وبرغم وجود نقاش مجتمعي عن فساد المؤسسة العسكرية، فإن النقاشات تفتقر الدقة وتدور في إطار المماحكات السياسية.
بدأ هادي عملية هيكلية للجيش اليمني لإعادة ترتيبه وخاصة بعد انقسامه في ثورة الشباب اليمنية،  وشرع بإقالة العديد من القادة العسكريين المرتبطين بعلي عبد الله صالح ونجله أحمد،  أو أولئك الذين أيدوا ثورة الشباب، وأيضاً بتفكيك الألوية العسكرية التابعة للحرس الجمهوري  أو الفرقة الأولى مدرع،  أصدر هادي قرارات أخرى قضت بحل ما عُرف بالفرقة الأولى مدرع بقيادة علي محسن الأحمر والحرس الجمهوري اليمني بقيادة أحمد علي، الذي حُول إلى احتياط وزارة الدفاع من 6 ألوية عسكرية.
وواجهت تلك القرارات تمردات عديدة،  خاصة من قبل القادة التابعين لعلي عبد الله صالح  وانتهت تلك التمردات إما بوساطة  أو بحسم عسكري. فنفوذ صالح السياسي والعسكري لا يزال مستمراً على القادة السياسيين والعسكريين،  وبعد ثلاث سنوات من استقالته لا يزال جزء كبير من الجيش موالي له. خاصة تلك الألوية التي كانت تعرف بالحرس الجمهوري اليمني، الذي يحارب حالياً جنبا إلى جنب مع الحوثيين. وقدر نفوذ صالح على الجيش بحوالي 70% من الجيش اليمني.
اجتاح الحوثيون معسكر اللواء 310 مدرع لاعتباره تابعاً لعلي محسن الأحمر وموالياً لحزب التجمع اليمني للإصلاح، وقتلوا قائدة حميد القشيبي،  وقاموا بإجتياح صنعاء في 21 سبتمبر وخاضوا اشتباكات مع قوات عسكرية موالية لمستشار الرئيس حينها علي محسن الأحمر.
تحارب قوات الحرس الجمهوري جنباً إلى جنب مع الحوثيين،  ضد القوات العسكرية ومسلحي «المقاومة الشعبية» الموالية للرئيس عبد ربه منصور هادي في عدن والضالع وشبوة ومحافظات جنوب اليمن بالإضافة إلى مأرب وتعز. وتتعرض تلك الألوية لغارات جوية بين الحين والآخر من قبل دول التحالف العربي خلال التدخل العسكري في اليمن.

### جهاز الأمن المركزي
يبلغ عدد مجنديه خمسون ألفا وكان الجهاز تحت سلطة يحيى محمد عبد الله صالح.غُيِّرَ اسم الجهاز إلى «قوات الأمن الخاصة» عام ويقودها حاليا عبد الرزاق المروني. تمتلك قوات الأمن الخاصة أسلحة للمشاة وناقلات جنود مدرعة فهي قوة شبه عسكرية كما لديها مرافق إحتجاز خاصة بها وتعمل خارج نطاق القانون. وهي تعتبر جزءا من وزارة الداخلية اليمنية التي عُين جلال الرويشان عليها في 7 نوفمبر 2014 خلفا لعبده حسين الترب.

### جهاز الأمن السياسي
هو جهاز إستخباراتي مهمته حماية مصالح النخب السياسية. ويبلغ عدد مجنديه مئة وخمسين ألفاً،  وهو مايجعله من أكبر الأجهزة الأمنية العاملة في البلاد. هو جهاز الاستخبارات الداخلية. لديه سمعة سيئة لما يدور حوله من مزاعم عن تعذيب وإخفاء قسري. وفقا لمنظمة العفو الدولية، فوسائل التعذيب تشمل الضرب بالأيادي وأعقاب البنادق والركل الإحراق بالماء الحار، ابقاء السجين ساعات طويلة مغمض العينين، التعليق لساعات طويلة والحرمان من الماء والذهاب إلى دورات المياه لقضاء الحاجة. وتربط الجهاز علاقات وثيقة مع أجهزة الاستخبارات السعودية والباكستانية. وهو الجهاز المسؤول عن قضية «المخفيين قسراً» وهي قضية تعمل الأحزاب السياسية على عدم فتحها ولم يحقق مؤتمر الحوار الوطني أي خطوات عملية للكشف عن مصيرهم. قام الشاب اليمني مراد سبيع برسم وجوه «المخفيين» في سجون الأمن السياسي على جدران صنعاء وهو مؤسس حملة «الجدران تتذكر وجوههم».
كما يُعرف عن الجهاز أنه المسؤول عن تجنيد مقاتلين متطرفين دينياً لخوض حروب داخلية وأبرز مجنديهم هو علي محسن الأحمر. اشتبه محققي مكتب التحقيقات الفيدرالي في ضلوع مجندين من قبل علي محسن الأحمر في تفجير يو إس إس كول في عدن. وعلي عبد الله صالح نفسه كان له نفوذه الشخصي وعلاقاته مع أشخاص مشتبه بهم كإرهابيين. ففي عام 2000، قام صالح بعرقلة محققين من مكتب التحقيقات الفيدرالي مرسلين من الرئيس كلينتون بخصوص حادثة تفجير يو إس إس كول لأنه خشي أن التحقيقات ستكشف عن علاقات إجرامية على أعلى مستوى داخل الأجهزة اليمنية. وتورط الجهاز في تزوير بطائق وجوزات سفر لإرهابيي تفجير سفارات الولايات المتحدة 1998 بشرق أفريقيا.
في 15 فبراير 2014 تمكنت عناصر متهمة بالانتماء للتنظيم من الفرار من سجن الأمن المركزي بصنعاء. والقنابل المستخدمة في عملية الهروب صُنعت داخل السجن، الذي يفترض أن يكون بجاهزية أمنية قصوى. ليست المرة الأولى التي يهرب فيها سجناء متهمون بالإرهاب من سجون صنعاء وعدن والمكلا أبرزها الهروب من سجن الأمن السياسي بصنعاء عام 2006 باستخدام «الملاعق». مسؤول أميركي أخبر نيوزويك أن هناك أمر واحد مؤكد وهو أن جهاز الأمن السياسي متورط في حادثة هروب السجناء عام 2006. بعد الاحتجاجات الشعبية عام 2011، لا زالت هناك تعيينات لمتعاطفين مع التنظيمات الإرهابية في الأجهزة الأمنية. يرأس الجهاز حالياً حمود الصوفي خلفا لجلال الرويشان الذي عين وزيرا للداخلية وغالب القمش صاحب أطول فترة في رئاسته.

### الأمن القومي
بمهام شبيهة لمهام جهاز الأمن السياسي وليس من الواضح كيفية تنظيم الجهازين لعمليهما. الفرق بينهما أنه أنشئ للعمل مع وكالات الاستخبارات الغربية، ليكون شريكاً أفضل من جهاز الأمن السياسي. تأسس الجهاز عام 2002. رئيسه كان محمد علي الآنسي ولكن عمار محمد عبد الله صالح كان القائم الفعلي بمهامه. يرأس الجهاز حاليا اللواء علي حسن الأحمدي.

## حقوق الإنسان
الوضع الحقوقي في اليمن سيئ للغاية وتقول منظمات حقوق الإنسان الدولية أن الحكومة اليمنية لم تبذل الجهد اللازم لتحسينه. قرابة نصف السكان في اليمن لا يحصلون على الغذاء الكافي والمياه النظيفة. نسبة كبيرة من الأطفال اليمنيين لا يلتحق بالمدرسة لارتباطاتهم العمالية لإعالة أسرهم.
أثار قرار البرلمان اليمني بمنح علي عبد الله صالح حصانة من الملاحقة القضائية جدلا في الأوساط الحقوقية كونهم يرون أنه مسؤول عن جرائم بحق المتظاهرين السلميين واعتبرت القرار غير قانوني خاصة أن اليمن موقع على معاهدات ومواثيق دولية تجرم قتل المتظاهرين وكل أشكال مصادرة الرأي وقالت رئيسة هيومن رايتس ووتش قسم الشرق الأوسط وشمال أفريقيا سارة ليا ويتسون أنه يجب على المحاكم الدولية تجاهل القرار خاصة أنه يعطي صالح حماية من الملاحقة القانونية داخل الأراضي اليمنية فحسب.
المرأة اليمنية خاضعة لمجتمع زراعي، قبلي، أبوي إلى جانب أميته وسوء أوضاعه الاقتصادية وهو ماحرمها من حقوقها كمواطنة. شاركت المرأة اليمنية في الاحتجاجات الشعبية ضد الرئيس علي عبد الله صالح ولكن في الفترة مابين 2011 ـ 2013، لا تغيير يذكر في حال المرأة باليمن. تقدم أعضاء في مجلس النواب اليمني بقانون يحدد سن الزواج بسبعة عشر عاما على الأقل، وهو مارفضه حزب التجمع اليمني للإصلاح بحجة أنه يعارض تعاليم الشريعة الإسلامية. أكثر من نصف اليمنيين لا يجد حاجته من الغذاء، وبلغ الفقر بعائلات كثيرة لتزويج بناتهم لرجال أكبر منهم سناً، إما لسداد الديون أو هربا من الفاقة.

جندي من قوات علي محسن الأحمر (الفرقة الأولى مدرع) دون السن القانونية.

وهناك إنتهاكات تطال الناشطين في مجال حقوق الإنسان مثل السجن والمنع من السفر، وانتهاكات أخرى ترتكبها كافة القوى السياسية مثل تجنيد القصر في النزاعات المسلحة تمارسه الحكومة نفسها، والميليشات المسلحة المرتبطة بحزب التجمع اليمني للإصلاح والحوثيين. أوضاع السجون ومراكز الاحتجاز سيئة، يتعرض المعتقلون السياسيون للتعذيب بينما يتعرض كل المحتجزين عمومًا لأوضاع جسدية صعبة. يواجه السجناء تأخيرا في الاحتجاز يتجاوز مدة الحكم الصادر بحقهم إذا لم يتمكنوا هم أو عائلاتهم من دفع الرشاوى المتوقعة. تتسم العديد من السجون، لاسيما في المناطق الريفية، بالازدحام الكبير وتردي الأوضع الصحية وقلة التغذية والافتقار إلى الرعاية الطبية الملائمة. ينص القانون على أنه لا يجوز اعتقال شخص إلا إذا ألقي القبض عليه متلبسا بعمل جنائي أو بموجب مذكرة استدعاء، ويتعين إحضار المتهم أمام المحكمة خلال 24 ساعة من إلقاء القبض عليه أو إطلاق سراحه، وهي إجراءات عادة ما تُهْمَل . لا يعرف المعتقلين أي جهة أمنية قامت باعتقالهم، وتقوم الأجهزة بتعقيد الأمور عن طريق نقل المعتقلين من جهة أمنية لأخرى دون إبلاغهم وذويهم وبصور غير رسمية في كثير من الأحيان. كما تقوم قوات الأمن باحتجاز أقارب مطلوبين كرهائن حتى يُعثَر عليهم أو تسليم أنفسهم. وقد أعربت منظمة الأمم المتحدة لمكافحة التعذيب في 2010 عن قلقها بخصوص هذه الممارسة.
يتواجد حوالي 700,000 لاجئ صومالي في اليمن. 260,000 مسجلون رسمياً. على الرغم من الاقتصاد الهش، محدودية خدمات الصحة العامة والتعليم، وبيئة أمنية شديدة التقلب. تسمي وسائل الإعلام الحكومية من يدخلون اليمن بطريقة غير قانونية بالـ«متسللين» ومعظمهم من دول القرن الأفريقي القريبة والذين يتخذون البلاد طريقاً للحصول على فرص عمل أفضل في دول مجاورة وهي ظاهرة تعود لعقود ونتج عنها تطور تجارة رابحة للتهريب والابتزاز. في مدينة حرض الحدودية، يشكل التهريب مانسبته 80% من الاقتصاد. وفقا لهيومن رايتس ووتش، فإن جهود الأجهزة الأمنية لمكافحة التهريب وحفظ كرامة هولاء المهاجرين الذين اصبحوا يسمون مخيمات احتجازهم بـ«مخيمات التعذيب»، ضئيلة وفي كثير من الأحيان كانت الأجهزة الأمنية تفرج عن المقبوض عليهم من المهربين، وتساعدهم في عملياتهم في أحيان أخرى إما عن طريق استلام الرشاوي لغض النظر أو بلعب دور أكثر فاعلية في عمليات التهريب والابتزاز. وسائل التعذيب التي تتجاهلها الأجهزة الأمنية أو تشارك فيها وفقا للتقرير، تتضمن إقتلاع الأظافر، خزق العيون، الكي، تكسير العظام، والتعليق والاغتصاب وكل ذلك لإجبار المهاجرين على التواصل مع أقاربهم لإرسال الأموال وفي أحيان ينتهي التعذيب بالموت. في 7 نوفمبر 2014، عُين عز الدين الأصبحي وزيرا لحقوق الإنسان.

## الصحة

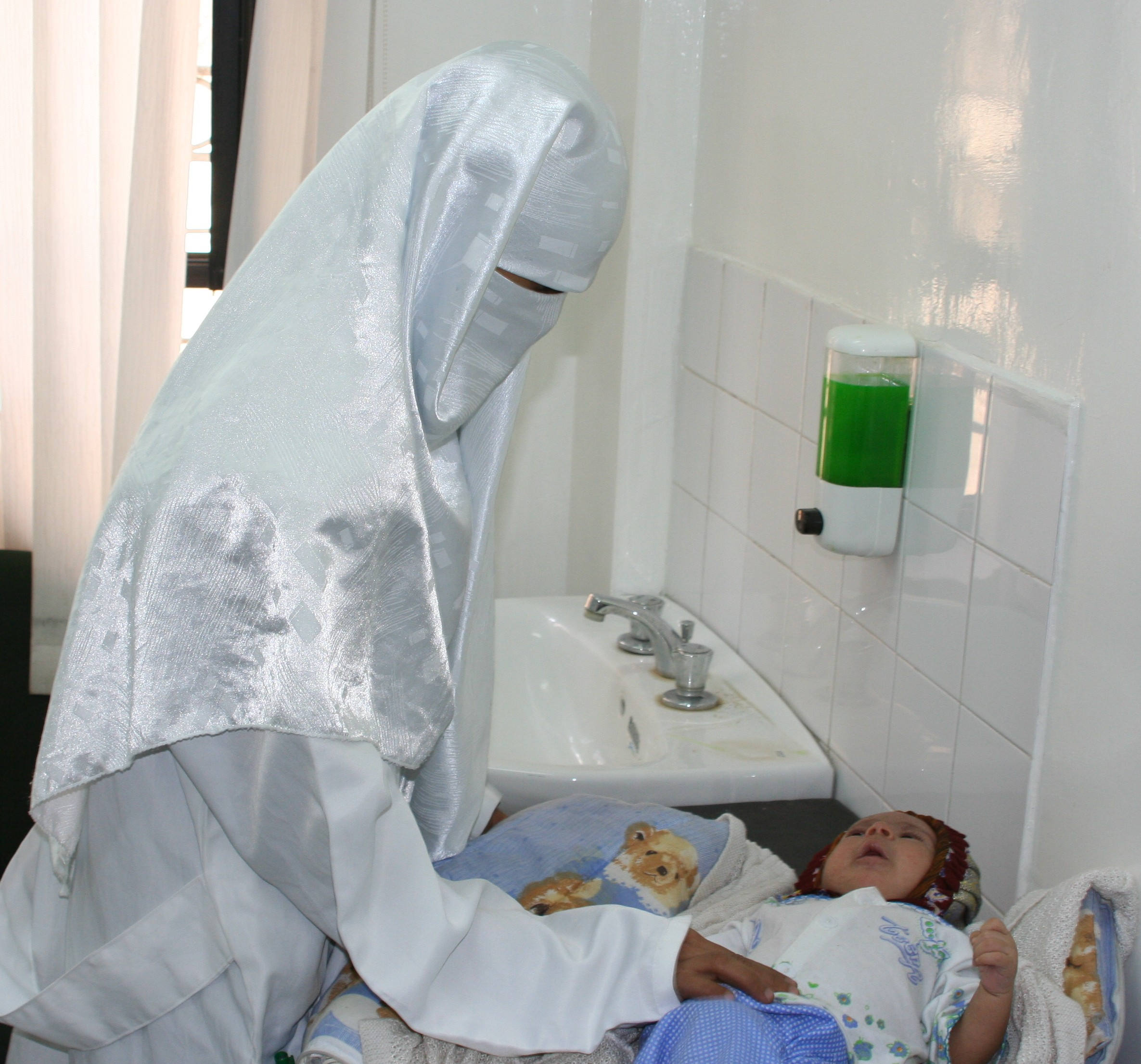
طبيبة يمنية

لا يزال نظام الرعاية الصحية متخلفاً في اليمن. شكل مجموع الإنفاق على الرعاية الصحية في عام 2002 3.7% من الناتج المحلي الإجمالي في العام نفسه، كان الإنفاق للفرد الواحد للرعاية الصحية منخفض جدا بالمقارنة مع غيرها من بلدان الشرق الأوسط. وفقا للبنك الدولي، ارتفع عدد الأطباء في اليمن بمعدل أكثر من 7 في المئة بين عامي 1995 و2000 ولكن اعتبارا من عام 2004 كان لا يزال هناك ثلاثة أطباء فقط لكل 100،000 شخص و0.6 سرير متوفر لكل 1،000 نسمة اليمن في مصاف الدول التي تعاني كثيراً من المشاكل والأمراض الصحية كون هذا القطاع لا يزال يواجه الكثير من التحديات وأهمها: تدني نصيب الصحة من الإنفاق العام والذي يتراوح بين (3-4)% تقريباً مما جعل الكثير من المراكز الصحية تعاني من نقص في تجهيزاتها وفي مواردها المالية وكوادرها الفنية والطبية إضافةً إلى محدودية انتشار الخدمات الصحية وبالذات في الأرياف.
الميسور من اليمنيين يغادر للخارج إما لدول الخليج أو أوروبا والولايات المتحدة لتلقي العلاج حتى علي عبد الله صالح توجه للسعودية للعلاج من حروق أصابته إثر محاولة اغتيال فاشلة عام 2011. أفراد الطبقة المتوسطة الضئيلة والآخذة بالتقلص، يتوجه إلى مصر والأردن. لا يذهب للمستشفيات اليمنية المتواجدة بالمدن رغم أن معظم السكان يعيش بالأرياف إلا الطبقات الفقيرة، أي معظم اليمنيين. لا يوجد نظام ضمان اجتماعي، النظام الوحيد القريب من ذلك هي المرتبات التي تدفع لمشايخ القبائل من الحكومة اليمنية وحكومات أخرى. في 7 نوفمبر 2014، عُين رياض ياسين عبد الله وزيرا للصحة.

## التعليم

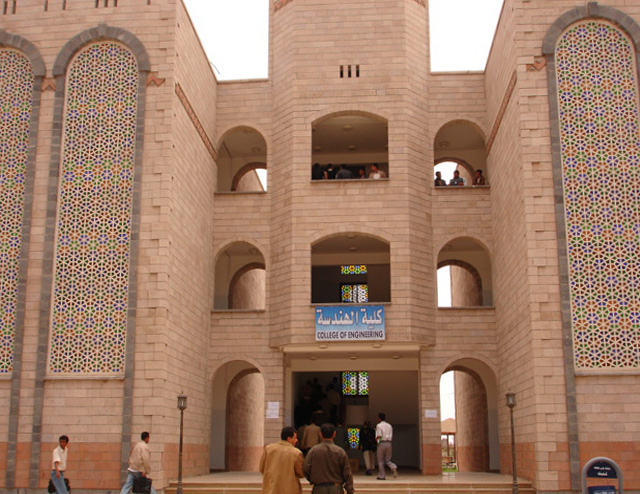
جامعة ذمار

ينقسم النظام التعليمي في اليمن لثلاث مراحل:
- التعليم الأساسي: يتكون التعليم الأساسي في اليمن من 9 سنوات وينال الطالب الشهادة المتوسطة باجتيازها.
- التعليم الثانوي: يدرس فيه الطالب لثلاث سنوات وبامكانه اختيار تخصصه العلمي أو الأدبي في السنة الثانية ويخضع الطالب لاختبار تشرف عليه وزارة التربية والتعليم في السنة الثالثة.
- التعليم الجامعي: توجد عشرين جامعة باليمن سبع حكومية والبقية خاصة.

تشتت السكان وتناثرهم في تجمعات متباعدة، والتمويل العام غير كاف، نقص القدرة المؤسسية اللازمة لتقديم خدمات التعليم بكفاءة، وحاجة الأطفال إلى العمل لإعالة أسرهم هي العوامل الرئيسية التي تمنع الأطفال من الالتحاق بالمدارس. وهناك أيضا العوامل الاجتماعية التي تسهم في ردع الأطفال والفتيات على وجه الخصوص من الدراسة، مثل طول المسافة بين البيت والمدرسة وافتقار كل أرجاء اليمن لمواصلات نقل عامة، وانخفاض مستويات تدريب المعلمين.
المناهج الدراسية اليمنية تدرس الكثير من الدين في المدارس، وفقا لغابرييل فوم بروك محاضرة أنثروبولجي الشرق الأوسط بجامعة لندن، فإن الطلاب في الصفوف الأولية في اليمن يُلقنون أن درجة الحافظ للقرآن أعلى من ذلك الذي يستطيع القراءة فحسب. شٌرح للطلاب من وقت مبكر أن التعليم التلقيني يطور الذهن ويساعد المنطق.
عدد من آباء الطلاب تحدث أن المناهج تثقل عبئ الطلاب بقدر كبير من الدروس الدينية، ورجحوا ذلك لضغوطات من حزب التجمع اليمني للإصلاح.
حزب التجمع اليمني للإصلاح وفر لأولياء أمور الطلاب بدائل أخرى لمن يريد تعليما دينيا أكثر كثافة، فأنشأ ما سمي بالمعاهد العلمية وهذه المعاهد العلمية تعكس الموقف الديني للحزب بشكل أكثر وضوحاً ووفرت منصة للعديد من الشخصيات للتبشير بأيدولوجية إسلامية متطرفة. هذه المدارس تمول من السعودية كذلك. توفر هذه المعاهد العلمية ما لا توفره المدارس العامة، فهي تدفع المرتبات الرمزية لطلابها ومتواجدة بكثرة في قلب المناطق القبلية وتوفر المواصلات لمن يعيش في المناطق النائية. في الفترة ما بين 1979 - 2000، بنيت 12,000 مدرسة مقابل 75,000 مسجد، تشرف وزارة الأوقاف على 6,000 منها فحسب. الحكومة اليمنية كانت تمول جامعة الإيمان ذات الخمسة آلاف طالب على حساب جامعة صنعاء والتي تضم مئة ألف من الطلاب. في 18 سبتمبر 2016، عُين عبدالله سالم لملس وزيرا للتعليم خلفا لعبد اللطيف الحكيمي وحسين عبد الرحمن باسلامة وزيرا للتعليم العالي.

## الاقتصاد
الاقتصاد اليمني ضعيف وغير متطور تعتمد الحكومة على المساعدات الدولية والاقتصاد ريعي إلى حد كبير رغم قلة الموارد النفطية ويعاني من مشاكل هيكلية أهمها الفساد والنزاعات والعقلية الاستحواذية التي تسيطر على المسؤولين. اليمن واحد من أسوأ إقتصادات العالم وتعتبر الحكومة اليمنية مسرفة وغالباً ما يتم إساءة استخدام المال العام إلى جانب الفساد وغياب الكفاءات الإدارية، فإن سياسة تهجير العمال التي انتهجتها الحكومة بدايات الثمانينات جعلت المواطنين اليمنيين يعتمدون كثيرًا على التحويلات المالية للمغتربين، والتي تتم عبر قنوات غير رسمية وبالتالي لا تخضع للضرائب وهو مافاقم التضخم
وإرتفاع أسعار المنتجات المحلية. تأثر الاقتصاد الضعيف أصلاً بسبب الاحتجاجات عام 2011 بنسبة 12.7% ونمى الناتج المحلي الإجمالي عام 2012 بنسبة 2.4% والسبب يعود إلى الإنفاق الحكومي الذي ارتفع بنسبة 32% ويتوقع صندوق النقد الدولي عجزا لعام 2013 بنسبة 5.4%. احتلت اليمن المرتبة 167 من 177 دولة شملها تقرير منظمة الشفافية الدولية لعام 2013 المعني بالفساد. وقد تعرض فرع المنظمة في اليمن لاعتداء من عناصر الشرطة في 24 نوفمبر 2013.
وفق إحصاء لعام 2004، فإن 56% من موظفي القطاعات الحكومية أميون بينما يبلغ معدل البطالة بين خريجي الجامعات 54%  انضم اليمن إلى منظمة التجارة العالمية في ديسمبر 2013 ميزانية مصلحة شؤون القبائل ـ مرتبات تدفع لمشايخ قبليين ـ تفوق الجوازات وخفر السواحل والدفاع المدني والهيئة المركزية للبحث العلمي وجهاز محو الأمية والهيئة العامة للآثار والمتاحف والهيئة العامة للحفاظ على المدن التاريخية ووزارة الثروة السمكية، وخفر السواحل اليمني مناط به حماية شريط ساحلي طوله 2500 كم يمر عبره مهاجرين غير شرعيين من القرن الأفريقي، وأسلحة ومخدرات إلى اليمن وخارجها. وهذا وفقا للأرقام الرسمية، ولكن مراقبين دوليين عملوا مع وزارة التخطيط اليمنية اكتشفوا أن أكثر من نصف الصرف الحكومي كان يذهب لشبكات قبلية مختلفة عبر أجهزة عسكرية وأمنية. المساعدات الدولية التي تتلقاها الحكومة اليمنية ليست مفيدة لأن مشكلة الاقتصاد اليمني هيكلية بالدرجة الأولى.

### النفط والغاز

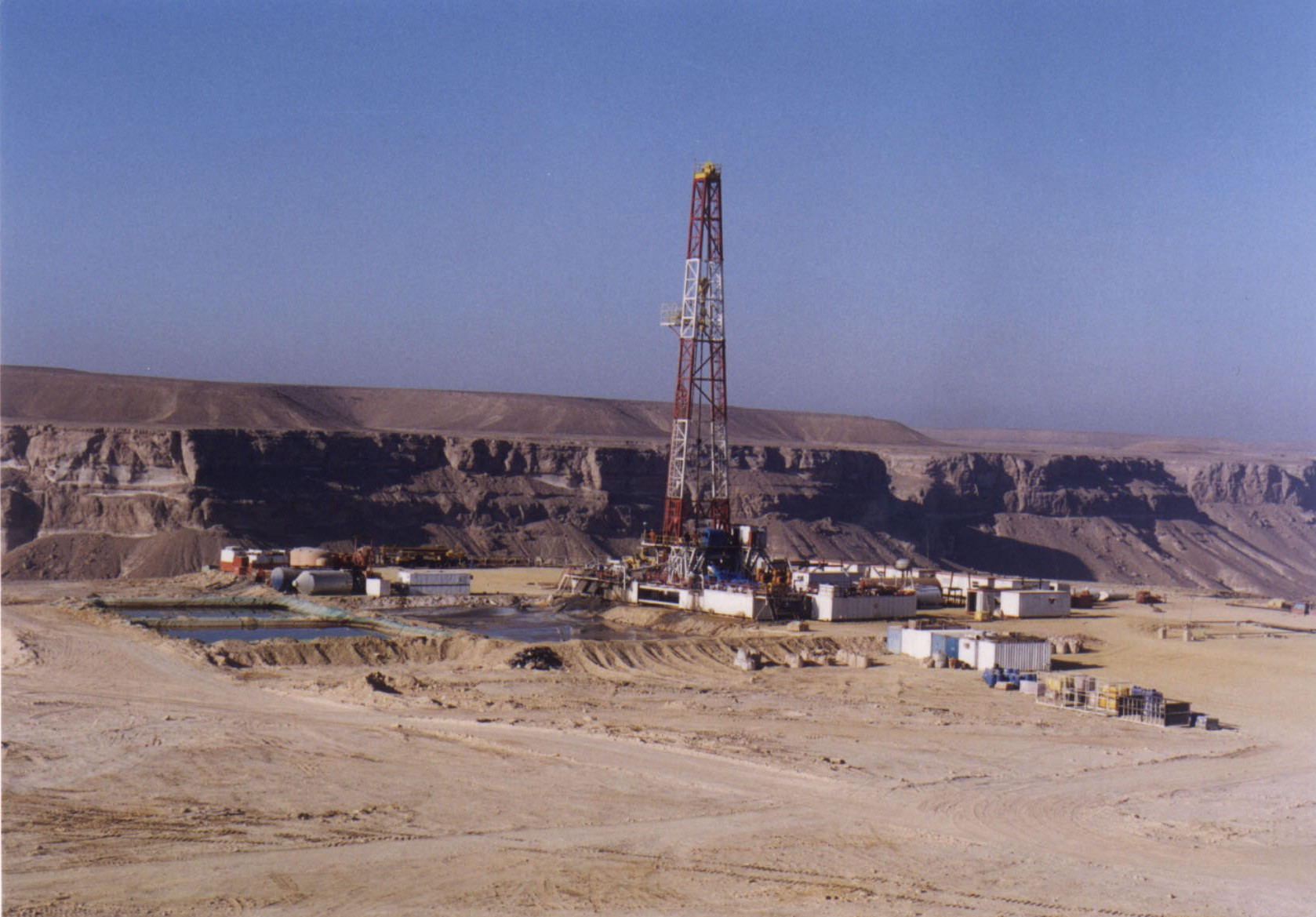
التنقيب عن النفط في اليمن.

تشرف وزارة النفط والمعادن اليمنية على قطاع النفط والغاز في البلاد. يصدر اليمن ما يقارب (258.8 ألف) برميل يوميا في ثمانيات القرن العشرين، تزايد إنتاج النفط في اليمن بشكل بطيء وهو ما ساعد على توفير الاحتياط الأجنبي اللازم من النقد ولكن الإضطرابات الأمنية والحدودية حالت دون عمليات التنقيب. تتعرض أنابيب النفط لاعتداءات متكررة في اليمن وبالكاد بقي أي نفط في اليمن للإستهلاك المحلي ناهيك عن التصدير، ومن أسلوب الحكومة اليمنية، يبدو أنها ستفكر بطرق أخرى لتطوير الاقتصاد اليمني عقب زوال آخر قطرة بترول. اليمن مصدر صغير للنفط إذ لا يشكل إنتاجها أكثر من 1.8% من مجموع الشرق الأوسط.
بدأت اليمن بتصدير النفط عام 1987 من مأرب ولا زالت الشركات النفطية العالمية تدير عمليات التنقيب والتصدير بتدخل حكومي رسمي بسيط للغاية وهذه الشركات هي شركة هنت النفطية وإكسون ويوكونغ واكتشف حقل المسيلة في حضرموت عام 1993 وهو أكبر حقل نفطي في اليمن مما جعل الاقتصاد اليمني يعتمد على تصدير النفط بصورة رئيسية فارتفعت حصة تصدير النفط من الناتج المحلي الإجمالي الحقيقي من 10% عام 1993 إلى 20% في 1999. كان اليمن عام 1999 المصدر رقم 32 للنفط في العالم وشكلت الصادرات النفطية 80 - 90% من مجمل الصادرات اليمنية وكانت الهند وسنغافورة وتايلند والصين وكوريا الجنوبية أكبر مستورديه بحلول عام 1996 تضائل الإهتمام الأجنبي بالنفط اليمني بسبب الحرب الأهلية عام 1994 وصعوبات جيولوجية الاحتياطيات المؤكدة من النفط تصل إلى 3 مليارات برميل اعتبارا من أول يناير 2013  ومن المتوقع أن ينخفض إنتاج النفط بنسبة 11% إلى العام 2020 ما لم تُكتشف احتياطات جديدة 
تمتلك اليمن احتياطي غاز طبيعي مؤكد ما بين 12 -16.9 تريليون قدم مكعب معظمه في منطقة مأرب ـ الجوف الغنية بالنفط  لإن الغاز اليمني كان يستخدم لانعاش قطاع النفط، لم تكن هناك تنقيبات مخصصة للغاز ومن عام 1990 وحتى 2009 أعاد اليمن ضخ ما نسبته 98% من الغاز في الداخل  البيئة الأمنية الصعبة في اليمن تعقد الاستكشاف، والإنتاج، ونقل موارد الطاقة في البلاد، وتقوض قطاع تصدير الغاز الطبيعي المسال الناشئ  هناك احتمال لامكانية اكتشاف كميات كبيرة من الغاز ولكن مثل النفط فإن الوضع الأمني المتردي سيحدد مستقبل اليمن الإقتصادي  إذ تتعرض أنابيب النفط وأبراج الكهرباء لاعتدائات متكررة من قبليين وهو ما كلّف الدولة مليار دولار عام 2012 وأكثر من ذلك عام 2013 لإصلاح الأنابيب ولم تقدم القوات الأمنية أي منهم للمحاكمة يذكر أن الكهرباء تصل إلى 40% فقط من سكان اليمن  وكشفت وثائق ويكيلكس عن صفقات فساد في قطاعي النفط والغاز أبطالها مشايخ قبليين وقادة عسكريين من حزب التجمع اليمني للإصلاح والمؤتمر الشعبي العام.
في 30 يوليو 2014، أقرت الحكومة رفع الدعم عن المشتقات النفطية لتخفيف عجز الميزانية، إذ أنفقت الحكومة عام 2013 ما يقارب 3 مليار دولار على الدعم. وسجلت إيرادات اليمن من صادرات النفط انخفاضاً حاداً إلى 44.17 مليون دولار في نهاية مارس 2014، بانخفاض 80% عن الفترة المقابلة من العام 2013. وأعلن البنك المركزي أن اليمن خسرت خلال الربع الأول من العام الجاري 2014، نحو 3.3 مليون برميل من النفط، جراء التفجيرات المستمرة التي تطال أنابيب النفط على يد المخربين والجماعات الإرهابية. رفع الدعم أدى لارتفاع أسعار الوقود. على المدى البعيد فإن الإجراء يعتبر خطوة جيدة ومن المفترض أن تستخدم الأموال المتوفرة عن رفع الدعم لتوفير الوقود. ولكنه قد يتعرض لمعارضة شعبية لتأثيرها السلبي المباشر على المواطنين وبالذات أولئك الفقراء وهم غالب مواطني اليمن، ولكنها جائت كجزء من خطة تقشف وتقليل نفقات القطاع العام من قبل رئيس الجمهورية. الحكومة اليمنية وعبر وسائل الإعلام الحكومية، كررت أكثر من مرة أن دعم الوقود كان يذهب لجيوب المهربين. ولكنها لا تكشف عن هويتهم ولم تعلن عن نوايا لملاحقتهم وتقديمهم للعدالة. في 7 نوفمبر 2014، عُين محمد عبد الله بن نبهان وزيرا للنفط خلفاً لحسين الكاف.

### الزراعة

مزرعة قمح يمنية.

أبرز المحاصيل الزراعية في اليمن هي الدخن والذرة والقمح والمانجو والموز والببايا والبطيخ وحمضيات مثل البرتقال والليمون والكمثرى والتفاح والخوخ والعنب والرمان والبن وبدأت تجارته حول العالم عن طريق اليمن  قطاع الزراعة كثيراً بإزدياد عدد مستخدمي القات فاقتطعت أراض كثيرة صالحة لزراعة محصولات أخرى لزراعة القات الممنوع في أغلب دول العالم لذلك لا يصدر اليمن شيئاً لأن القات يُستهلك محلياً. يوظف قطاع الزراعة حوالي 54.2% من القوى العاملة في البلاد وحسب الإحصاءات الرسمية فإنه يشكل 20% من الناتج الإجمالي المحلي إلا أن أبحاثا مستقلة تظهر أنه لا يتجاوز 12.4 %
يشكل قطاع الأسماك 1.3% من الناتج المحلي الإجمالي،  وهو من القطاعات الواعدة ومن الممكن توظيف الموارد السمكية الكبيرة لتحقيق الأمن الغذائي، توفير الوظائف والتصدير للخارج،  حالياً قرابة 113 سفينة أجنبية وعدد غير معروف من السفن غير المصرح لها تستغل المخزون السمكي وتهدد بانهيار كامل المخزون بإعاقتها لترشيد الصيد على نطاق أصغر،  بلغت كمية الأسماك المصطادة سنويا قرابة 135,000 طن عام 2000 و 70% منه من قبل صيادين صغار والباقي من سفن أجنبية مصرح لها،  حالة الموارد السمكية غير معروفة لغياب الدراسات العلمية الملائمة والإحصاءات الموثوقة وطريقة منح رخص الصيد الحالية تساهم في الافراط باستغلال هذه الثروات بشكل خطر،  في 7 نوفمبر 2014، عُين فريد بن مجور وزيرا للزراعة وفهد سالم كفاين وزيرا للثروة السمكية.

### أزمة المياه

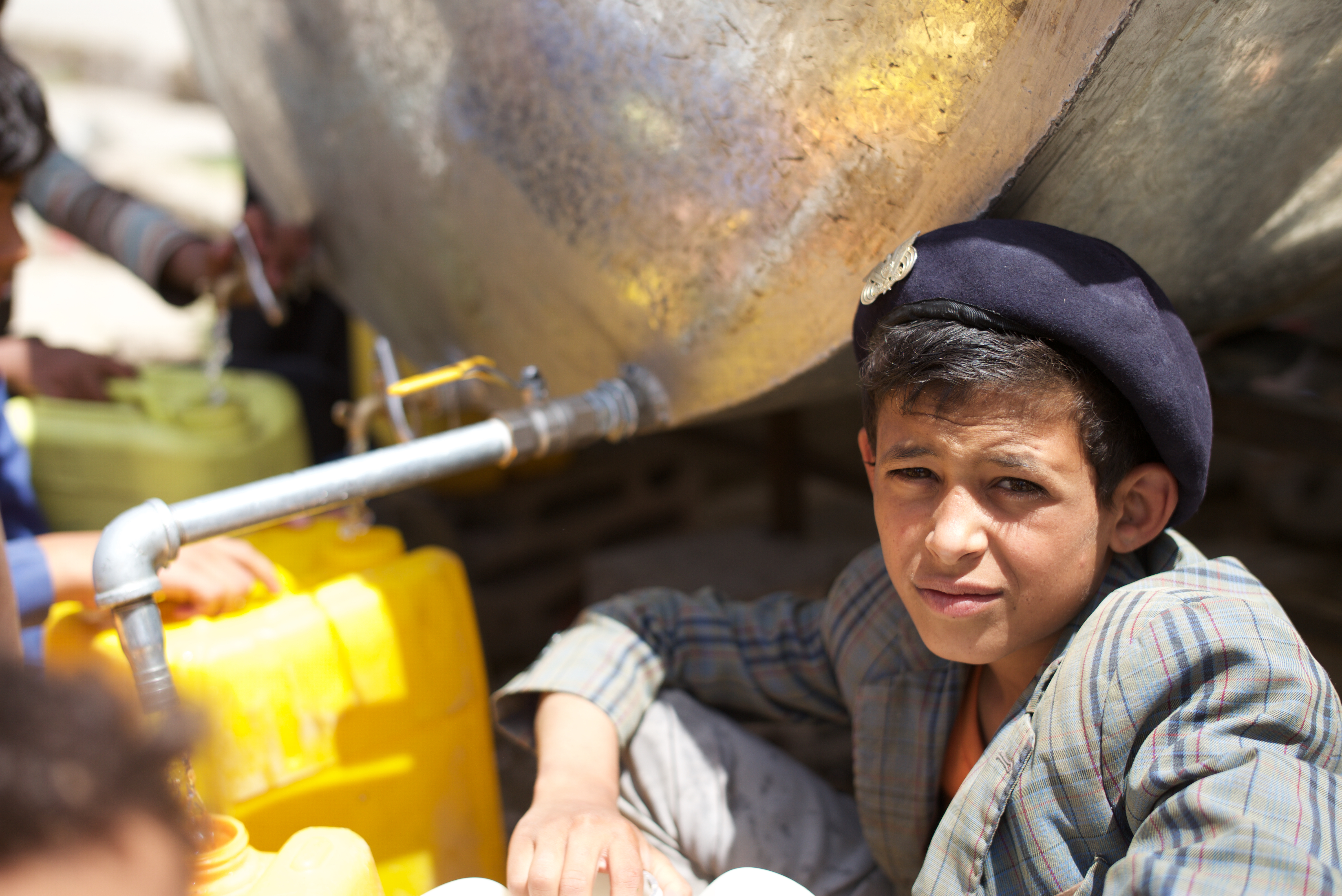
طفل بانتظار نصيبه من الماء في صنعاء.

تعد المياه والصرف الصحي من المشاكل المزمنة في اليمن، حيث يبلغ معدل الوصول للمياه قرابة 140 متر مكعب للفرد ولكافة الاستخدامات وهو أقل من معدلات باقي دول الشرق الأوسط حيث يبلغ المعدل 1000 متر مكعب تعد زراعة نبتة القات، وعدم قدرة السلطات على فرض قوانين ترشد استخدام المياه، وزيادة التعداد السكاني بشكل غير مخطط، وسياسات تطوير زراعية غير رشيدة تعد أهم الأسباب خلف مشكلة المياه في اليمن
صنعاء مرشحة لتكون العاصمة الأولى في العالم والتي تنفذ فيها المياه كليا بنهاية العقد الجاري تقع اليمن في منطقة فقيرة مائياً أصلا (شبه الجزيرة العربية) وشهدت البلاد من عقد السبعينيات تطورات اجتماعية واقتصادية لم تستطع الحكومة السيطرة عليها اليمن لديها واحد من أعلى معدلات النمو السكاني في العالم، ومع عدد أكبر من الناس تأتي الحاجة إلى المزيد من المياه كان تعداد سكان اليمن قرابة 12 مليون نسمة عام 1990 واليوم يقارب 25 مليون ومع ازدياد عدد السكان تتناقص معدلات توافر المياه للفرد اليمني فشلت الحكومة في منع إغراق الآبار وتنظيم استخراج المياه الجوفية لأنها تنفذ سياسات تشجع على استخدام المياه، بما في ذلك القروض منخفضة الفائدة، ورخص تسعيرة الديزل والاستثمار العام في الري بالغمر. بسبب هذا، كانت المياه الجوفية والري السطحي رخيصة إلى حد كبير وهو ما دفع اليمنيين للإسراف في استخدام المياه قرابة 90% من المياه الجوفية تستخدم لزراعة نبتة القات ومزارعي هذه النبتة ليسوا مستعدين للتوقف غالبا لأنه مصدر الدخل الوحيد لهم بالإضافة لتعاطيه من غالبية الشعب والقات يستهلك الكثير من المياه عكس باقي النباتات فهي نبتة بطيئة النمو. تعد مشكلة المياه من أكبر التحديات التي تواجه اليمن حاليا ومستقبلاً والتعاطي السياسي والشعبي معها لا يزال فاتراً رغم ذلك للأرباح الطائلة التي يجنيها تجار القات ومن المرجح أن تكون المياه سببا لعديد من الأزمات والصراعات المسلحة في المستقبل المنظور لليمن في 7 نوفمبر 2014، عُين العزي شريم وزيرا للمياه.

### السياحة

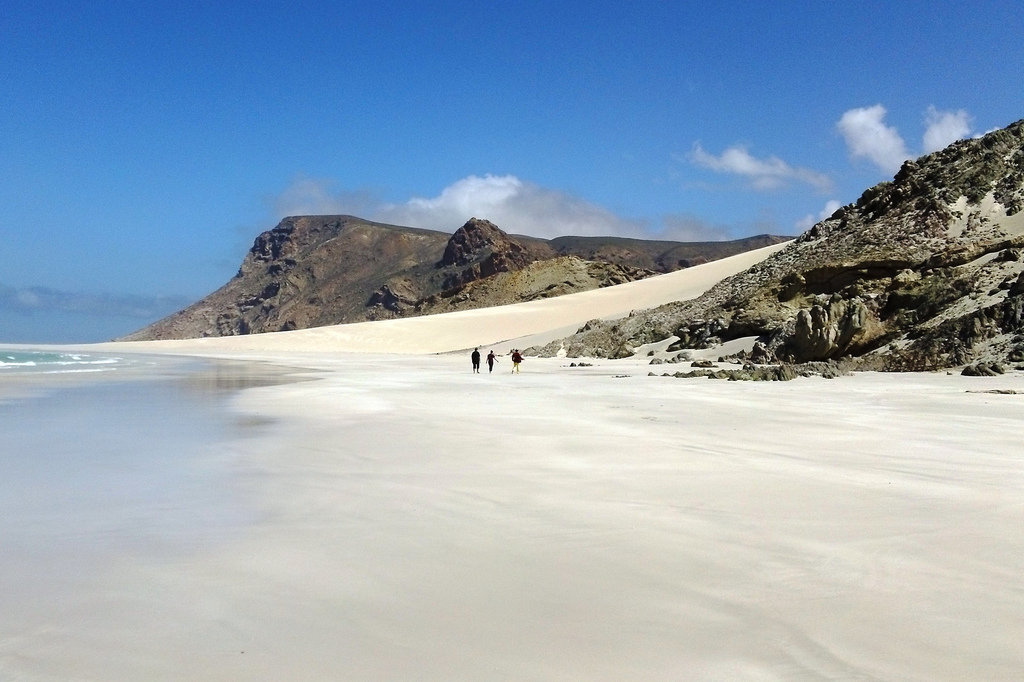
شواطئ سقطرى

لا زالت الكثير من مواقع الجذب السياحي غير مطورة وتنقصها الخدمات جراء الحروب والاقتتال الدائم. فاليمن يمتلك أربعة مواقع ضمن مواقع التراث العالمي هي سقطرى وصنعاء القديمة وشبام ومدينة زبيد القديمة ورغم ارتفاع عدد السياح إلى 176.98% في اليمن ما بين 2004 -2003 إلا أن الحكومة لم تبدي اهتماما بالقطاع السياحي. وأشارت بعض الدراسات أن تنمية قطاع السياحة في اليمن كفيل بإخراجه من دائرة البلدان الأقل نماءا. تشكل السياحة جزءا صغيرا نسبيا من الناتج المحلي الإجمالي، رغم التراث الطبيعي والثقافي الغني في اليمن. معظم الفنادق لا ترقى للمعايير العالمية، بالإضافة لعدم أهلية المواصلات البرية والجوية. توجد وزارة للسياحة في اليمن ووزيرها هو معمر مطهر الارياني خلفا لقاسم سعيد.

#### مواقع التراث العالمي
| | ' مدينة شبام القديمة وسورها ' |
| الصنف: ثقافي في 1982. |                               |
| الموقع: محافظة حضرموت |                               |
| تعود مباني المدينة إلى القرن السادس عشر الميلادي وتعد إحدى أقدم النماذج للتنظيم المدني الدقيق المرتكز على مبدأ البناء المرتفع حيث أنها تحتوي على مباني برجية شاهقة منبثقة من الصخور. |                               |

| | 'مدينة صنعاء القديمة' |
| الصنف: ثقافي في 1986. |                       |
| الموقع: صنعاء |                       |
| مدينة قديمة مأهولة من القرن الخامس ق.م على الأقل، وبها مبان بنيت قبل القرن الحادي عشر الميلادي. في القرن الأول للميلاد أصبحت عاصمة مؤقتة لمملكة سبأ |                       |

| | 'حاضرة زبيد التاريخية ' |
| الصنف: ثقافي في 1993، واعتبرت مهددة بالخطر في 2000. |                         |
| الموقع: محافظة الحديدة |                         |
| هي مدينة يمنية تشكل موقعاً ذا أهمية أثرية وتاريخية استثنائية، بفضل هندستها المحلية والعسكرية وتخطيطها المدني. وبالإضافة إلى أنها كانت عاصمة اليمن من القرن الثالث عشر إلى القرن الخامس عشر، اتسمت زبيد بأهمية جمة في العالم العربي والإسلامي طيلة قرون من الزمن بفضل جامعتها الإسلامية. مهددة بالخطر منذ العام 2000 |                         |

| | 'أرخبيل سقطرى' |
| الصنف: طبيعي في 2008. |                |
| الموقع: محافظة أرخبيل سقطرى |                |
| "منطقة محمية": 410460 هكتار. |                |
| أرخبيل يمني مكون من أربع جزر على المحيط الهندي قبالة سواحل القرن الأفريقي 350 كم جنوب شبه الجزيرة العربية، هناك استيطان حيوي فريد ومميز على الجزيرة بسبب إنعزالها. |                |

| | 'معالم مملكة سبأ - مأرب' |
| الصنف: ثقافي في 2023، واعتبرت مهددة بالخطر في 2023. |                          |
| الموقع: محافظة مأرب |                          |
| سبعة مواقع أثرية قديمة من حضارة مملكة سبأ وتشمل مستوطنات حضرية كبيرة مع المعابد الضخمة والأسوار والمباني الأخرى. يعكس نظام الري في مأرب القديمة براعة تكنولوجية في الهندسة الهيدرولوجية والزراعة على نطاق لا مثيل له في جنوب شبه الجزيرة العربية القديمة، مما أدى إلى إنشاء أكبر واحة قديمة من صنع الإنسان. من ضمن الآثار مدينة مأرب القديمة، ومعبد أوام ومعبد بران ومدينة صرواح القديمة. |                          |

### النقل والمواصلات
تم إنشاء وزارة النقل اليمنية عام 1990 وبحسب مزاعم الوزارة، فإن قطاع النقل يشكل 10% من الناتج المحلي الإجمالي. يوجد 17 مطار في اليمن خمس منها دولية وسبعة موانئ بحرية أهمها عدن والمخا. نظام النقل البري محدودة للغاية. اليمن لديها 71،300 كيلومتر من الطرق، فقط 6،200 كيلومترا منها معبدة ولا توجد أي سكك حديدية. الخطوط الجوية اليمنية هي شركة الطيران الوطنية 51% مملوك للحكومة اليمنية وباقي النسبة للسعودية وهناك طيران السعيدة. وزير النقل اليمني هو عبد السلام صالح هادي الذي عُيّن في 18 ديسمبر 2020 خلفاً لصالح الجبواني.

## الإعلام
تخضع وسائل الإعلام في اليمن لتأثير وزارة الإعلام وتخضع للوائحها التنظيمية وتحتل اليمن المرتبة 169 من 179 دولة شملها تقرير صحفيون بلا حدود لعام 2013 في مجال حرية الإعلام. وكالة الأنباء الحكومية هي وكالة سبأ للأنباء. في عام 2011، سجن الصحفي عبد الإله شائع بضغط من الحكومة الأميركية برئاسة باراك أوباما بسبب تقريره عن مجزرة المعجلة وتفنيده لمزاعم حكومة علي عبد الله صالح أنها من نفذ الهجوم. إعتقال شايع خلق تعاطفاً محليا وعالمياً معه لإنه كذَّب علي عبد الله صالح، ولكنه شخصياً متعاطف مع التنظيمات الإرهابية. الحكومة اليمنية كانت قد حاكمت صحفيين غطوا أحداث حروب صعدة الست بطريقة لم توافق رؤية السلطة الحاكمة.
كانت بداية الطباعة في العام 1853 م عندما أدخلت الإمبراطورية البريطانية أول مطبعة إلى عدن. توسعت المطابع وظهر العديد منها فقد أنشأت شركة التاجر الفارسي قهوجي دنشو مطبعة في العام 1874م، كما افتتحت شركة هوارد مطبعة أخرى في العام 1889م وكانت تصدر مطبوعاتها باللغة العربية والإنجليزية والعبرية وصدر عنها أول صحيفة في عدن في العام 1900م تحت مسمى جريدة عدن الأسبوعية.
أدخلت الدولة العثمانية مطبعة عام 1872 وأول صحيفة أصدرت هي صحيفة صنعاء عام 1878. وفي عام 1938م صدرت صحيفة الإيمان ومجلة الحكمة في عهد الإمام يحيى حميد الدين حتى العام 1941م حيث قرر الإمام إغلاق مجلة الحكمة بعد أن طالبته بإصلاح إدارته، وفي العام 1950م أصدر الإمام أحمد صحيفة رسمية في تعز باسم النصر. بحلول عام 2002 كان هناك 89 صحيفة في اليمن تسع منها حكومية وحوالي 30 ممثلة لأحزاب و50 مستقلة. بالإضافة للعديد من المواقع التي تنقل موادا إخبارية على شبكة الإنترنت وتوجد العديد من المحطات الإذاعية مثل إذاعة صنعاء وإذاعة عدن وإذاعة تعز وإذاعة المكلا وغيرها. قناة اليمن الفضائية هي المحطة الرسمية المملوكة من الحكومة اليمنية بالإضافة لأربع قنوات أخرى هي قناة عدن وقناة سبأ الفضائية وقناة الإيمان. وظهرت قناة سهيل وقناة يمن شباب التي يملكها حميد الأحمر وقناة المسيرة التابعة للحوثيين وهناك قنوات أخرى مثل قناة السعيدة وقناة العقيق وقناة آزال وقناة معين وقناة الساحات.
تتُهم وسائل الإعلام اليمنية بالتضليل واختلاق الأخبار وإنعدام الإحترافية. يقول محمد القعاري رئيس قسم الصحافة بكلية إعلام جامعة صنعاء، أن كل الوسائل الإعلامية اليمنية تفتقر لأخلاقيات الصحافة بما في ذلك الحكومية. الذي وجهت له إتهامات بتبني وجهات نظر حزب التجمع اليمني للإصلاح بعد تنحي علي عبد الله صالح. وكان قبلها يتبنى وجهة نظر الرئيس السابق وحزبه حزب المؤتمر الشعبي العام. الغالبية العظمى من الصحف والقنوات والمواقع منحازة بطبيعتها، ولا ينبغي أن يسمح لهم بالمرور كمؤسسات صحفية مشروعة. وعزى القعاري رداءة الإعلام في اليمن لسوء التعليم وحقيقة أن الصحافة وتغطية الأخبار مقابل المال أصبحت مهنة من لا يستطيع إيجاد وظيفة في اليمن ولا توجد قوانين متعلقة بخطاب الكراهية والتحريض في اليمن عمومًا. أشار أحمد عوض بن مبارك عن توجه لحل وزارة الإعلام اليمنية وإنشاء هيئة تنظم العمل الإعلامي داخل اليمن يُعَيَّنُ أعضائها بعيدا عن الحكومة، ولها مجالس إدارية فيها تمثيل نوعي يقره البرلمان. دون أن يعطي تفاصيل أكثر ولم تُحل وزارة الإعلام بعد اختتام جلسات مؤتمر الحوار الوطني اليمني وتوقيع اتفاق السلم والشراكة. في 7 نوفمبر 2014، عُينت نادية السقاف وزيراً للإعلام خلفا لنصر طه مصطفى.

## الثقافة
ثقافة اليمن غزيرة وغنية بمختلف الفنون الشعبية من رقصات وأغاني والزي والحُلي النسائية والجنبية تعود بأصولها لعصور قديمة جداً ولها دور في تحديد معالم الهوية اليمنية وقوميتها  في 7 نوفمبر 2014، عُيِّنت أروى عثمان في منصب وزير الثقافة.

### الرقصات الشعبية
الرقصة الشعبية الأكثر انتشاراً في اليمن هي رقصة البرع. وكلمة «برع» مشتقة من «يبرع» أو «البراعة» في التحكُّم بالخنجر، تختلف أنماط الرقصة باختلاف المناطق والقبائل وكلُّها تتميَّز عن الأخرى بالموسيقى المصاحبة وسرعة الحركة وعلى اختلافتها إلا أنَّ كلها رقصات حرب وقتال ضاربة في القِدَم، وأهم معاني البرع هو تعليم أبناء القبيلة أن يعملوا كمجموعة مترابطة في ظروف صعبة  تتكوَّن الرقصة غالباً من ثلاثٍ إلى أربع فقرات وقد يصل عدد المشاركين فيها إلى خمسين يقومون بحركات منمنمة وتزداد سرعة الإيقاع وصعوبة الحركات مع التقدم في الفقرات ويخرج من الرقصة الراقصون الأسوأ أداءً ومن الرقصات الشعبية المشهورة الشرح والشبواني، والزامل عند الحضارم رقصة. لليهود في اليمن رقصة مشهورة تدعى الخطوة اليمانية (بالعبرية: צעד תימני) تساعاد تيماني ) يتشارك فيها الجنسان ولا يُستعمل فيها أيُّ نوع من الأسلحة إلا أنَّها تتشابه مع رقصات أخرى في اليمن وتؤدى في الأفراح غالباً.

### الأزياء الشعبية

يمنية بزي عروس تقليدي

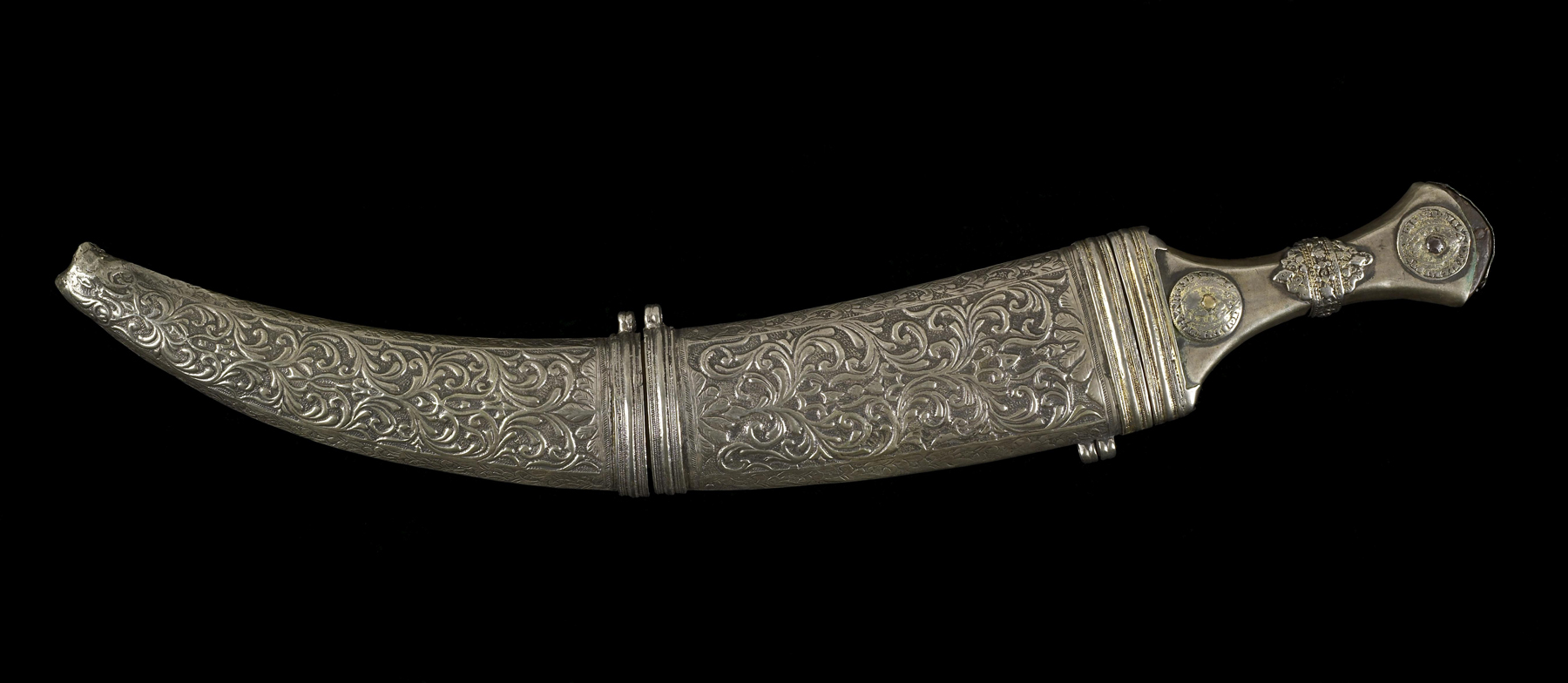
خنجر يماني قديم من الأنواع التي كانت ترتديها الطبقات الثرية قديما

يرتدي اليمنيون ثوباً يسمونه الزَّنَّة ويتوسطون الجنابي ويلفون العمائم على رؤسهم. في السنوات القريبة، أضافوا المعطف فوق الثياب إلى لباسهم اليومي. ويرتدون الـ«معوز» كذلك وهو إزار يلف على الجزء السفلي من الجسم في المناطق الساحلية والجنوبية. يتوارث صناعة الجنابي عائلات معروفة وكان اليهود قديما من أمهرهم في صناعة الغُمد. يرصع أهل البادية خناجرهم بالعقيق اليماني في حين أهالي صنعاء يكتفون بالمعدن فيزرعون جنابيهم بالفضة والذهب واللاز (برونز) مع مقابض من قرون البقر.
كانت النساء قديماً ترتدي زياً مغايراً للعباءة السوداء المنتشرة حالياً والتي دخلت اليمن قريباً. فالعادات والتقاليد اليمنية وطبيعة الشعب الزراعية لم تعرف اللون الأسود وكانت المرأة اليمنية ولا زالت في المناطق النائية تخرج وتهتم بأرض أهلها ولم تكن ترتدي النقاب دخلت العباءة السوداء بشكلها الحالي مع ازدياد تأثير الجماعات الوهابية في اليمن خاصة مطلع تسعينات القرن العشرين  كانت الفتيات الصغيرات يرتدين غطاء رأس اسمه قرقوش تبقيه الفتاة على رأسها حتى زواجها ولا زالت هذه العادة متواجدة في القرى.
استخدام المجوهرات قديم في اليمن واختلافات بسيطة تطرأ على الشكل وموضع اللباس من منطقة لأخرى. فقد عرف اليمنيون منذ القدم أنهم تجار ذهب وفضة ورصد كتبة العهد القديم ذلك وتصنع الحلي يدوياً وتزين بالفصوص والأحجار المختلفة الكريمة مثل المرجان والعقيق والياقوت واللؤلؤ والكهرمان والزمرد التي يتم استخراجها من مناجم يمنية 

### السينما والتلفزيون
السينما اليمنية لا زالت في مراحلها الأولى ومن الأفلام اليمنية يوم جديد في صنعاء القديمة الذي حاز الفيلم على جائزة مهرجان القاهرة السينمائي الدولي كأفضل فيلم عربي وأول فيلم يمني يعرض في مهرجان كان السينمائي  تعد خديجة السلامي، المستشار الإعلامي للسفارة اليمنية في باريس أول مخرجة يمنية وقامت بإخراج عدد من الأفلام الوثائقية عن اليمن منها فيلم غريبة في مدينتها (بالإنجليزية: Stranger in Her Own City) والذي يحكي تغير أنماط اللباس الشعبي التقليدي للنساء اليمنيات وغلبة اللون الأسود عليهم في السنوات الأخيرة. كان هناك أربع دور سينما في صنعاء ومثيلها في عدن وتسعة أربعين دور في اليمن كلها  اختفت دور السينما مطلع تسعينات القرن العشرين نتيجة صعود الأحزاب السياسية الدينية. يعد مسلسل حكايات دحباش من أول المسلسلات اليمنية وأدى دور الشخصية دحباش الممثل آدم سيف وعدد من الممثلين المسرحيين من محافظة تعز  ترشح فيلم ليس للكرامة جدران لجائزة الأوسكار ليكون أول فيلم يمني يترشح لتلك الجائزة.

### الموسيقى

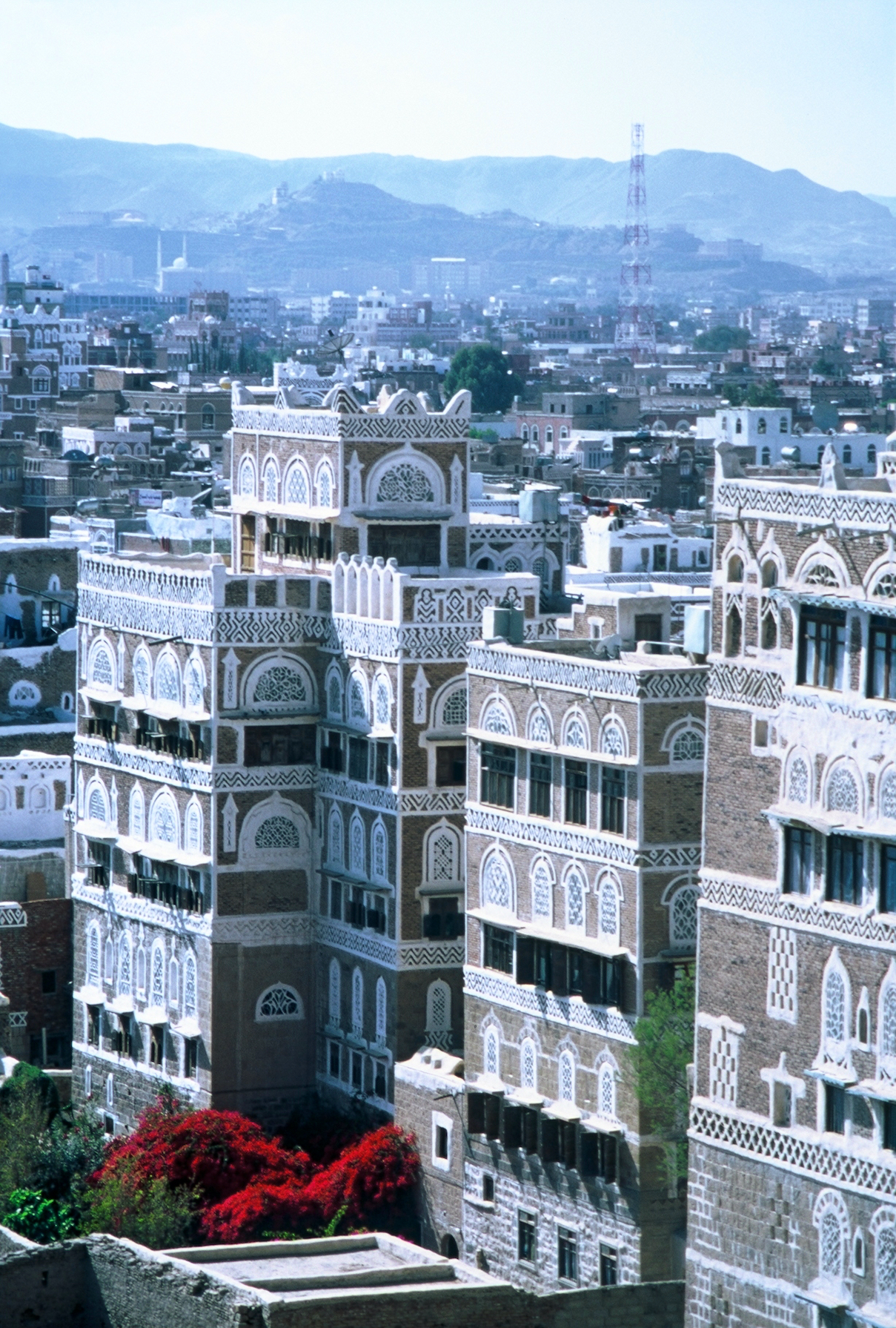
مباني قديمة في صنعاء

عدت منظمة اليونيسكو الغناء الصنعاني من التراث الثقافي اللامادي للإنسانية الذي ينبغي المحافظة عليه وصيانته  وتدور الأغاني الصنعانية حول الحب والغزل وأغلب كلماته من مدرسة الشعر الحميني وهو شعر بلهجة محلية يمنية قديمة تعود للقرن الرابع عشر الميلادي الأغاني الصنعانية القديمة وبالذات تلك من مدرسة الشعر الحميني تعود إلى فترة الدولة الرسولية وهناك ألوان أخرى من الغناء في اليمن الذي شهد تغيراً مطلع خمسينيات وستينيات القرن العشرين ودخلت الإيقاعات الهندية على الموسيقى في عدن ولحج وحضرموت ولكن معظم الأغاني اليمنية لا زالت تؤدى بالطريقة القديمة بل إن إضافة الآلات الحديثة لقي معارضة من الجمهور  من المغنيين اليمنيين أحمد السنيدار وأبو بكر سالم وأحمد فتحي وفؤاد الكبسي ومحمد حمود الحارثي وعلي عبد الله السمة ومحمد مرشد ناجي ومحمد سعد عبد الله وفيصل علوي ومحمد جمعة خان وأيوب طارش. وهناك آلات موسيقية فريدة في اليمن مثل القنبوس.

### الشعر والأدب
يعد أبو محمد الهمداني ونشوان الحميري ووهب بن منبه اليهودي الأصل من أوائل الأدباء في اليمن فقد كان لهولاء دور كبير في إضفاء طابع قصصي أسطوري لتاريخ اليمن القديم وفي العصر الحديث يعد الشاعر الراحل عبد الله البردوني من أبرز الأدباء والمفكرين اليمنيين بالإضافة للعدني محمد علي لقمان الذي كان له أثر كبير على محمد محمود الزبيري وأحمد محمد نعمان وغيرهم من معارضي المملكة المتوكلية اليمنية. وأدباء مثل عمر عبد الله الجاوي وزيد مطيع دمَّاج وزهرة رحمة الله وعبد الرحمن فخري ونادية الكوكباني وعبد العزيز المقالح والقرشي عبد الرحيم سلام ومطهر علي الأرياني ورمزية الإرياني ومحمد الغربي عمران سعيد العولقي وعلي المقري وعبد الكريم الرازحي وعزيزة بنت عبد الله أبو لحوم وحبيب عبد الرب سروري ووجدي محمد عبده الاهدل وغيرهم. وتعددت أنواع وأغراض الشعر فهناك الشعر الحميني وهناك الزامل والزامل هو شعر إيقاعي ينشد جماعياً في الأغلب من رجال القبائل لتمرير أجندة سياسية أو الرثاء أو الترحيب، ينتشر بين القبائل في المرتفعات.

### العمارة
يعد الطراز المعماري من أبرز مظاهر الثقافة في اليمن، فمظهر البيوت ذات الأربع والست طوابق في صنعاء القديمة لا يختلف كثيراً عما كانت عليه المنازل في اليمن القديم  في المرتفعات الشمالية مثل صنعاء القديمة المصنفة ضمن مواقع التراث العالمي لليونيسكو، بُنيت المنازل بالأحجار وتلوين النوافذ، وعادة تلوين النوافذ قديمة في اليمن وتسمى «التخريم» حالياً أو القمرية وكان السبئيون يسمونها مولج والحضارمة القدماء مصبح في المناطق الأخرى مثل زبيد وحضرموت كان الناس يستخدمون الطوب واللبن وضمت منظمة اليونيسكو الأبراج الطينية في شبام حضرموت لقائمة مواقع التراث العالمي 

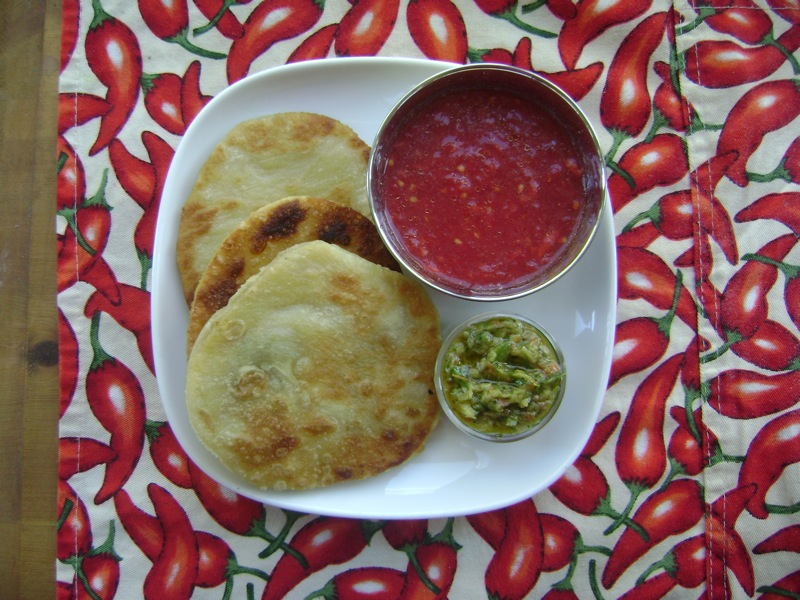
خبز الملوح مع صلصلة سحاوق.

### المطبخ
يحوي المطبخ اليمني العديد من الأطباق الفريدة ومن الأطباق المشهورة المندي والمظبي والشفوت والسلتة والجلمة والفحسة والعقدة والهريس والعصيد والمدفون والوزف وسحاوق وجحنون والمعصوب ومطبق وبنت الصحن. أما الخبز، فهناك ملوجة وملوح والخمير. ومشروبات مثل الشاي العدني والحقين والقشر.

## الرياضة
تعد كرة القدم الرياضة الأكثر شعبية في اليمن، وشارك منتخب اليمن لكرة القدم في عدة مناسبات دولية ولكنه يعتبر منتخباً ضعيف المستوى ولم يحقق أي بطولة ويحتل الترتيب رقم 124 من 198 في قائمة الاتحاد الدولي لكرة القدم (فيفا) يعد نادي التلال الذي تأسس عام 1905 من أقدم الأندية في اليمن وهناك أندية أخرى مثل نادي أهلي صنعاء ونادي شعب حضرموت ونادي اتحاد إب ونادي طليعة تعز ونادي شباب البيضاء. رغم أن الملاكمة ليست منتشرة في اليمن، إلا أن هناك يمنيان حققا بطولات عالمية في هذه الرياضة هم البريطاني نسيم حميد والأميركية إسراء جيجرة  نافس اليمن في الألعاب الأولمبية الصيفية من عام 1984 ولكنه لم يفز بأي ميدالية.
توفر الجبال في اليمن العديد من الفرص لممارسة الرياضات في الهواء الطلق، مثل ركوب الدراجات، وتسلق الجبال ويتم تنظيم تسلق الجبال والمشي لمسافات طويلة على جبال السروات وجبل النبي شعيب موسمياً من قبل وكالات محلية ودولية. سواحل اليمن وسقطرى أيضاً توفير العديد من الفرص لممارسة الرياضات المائية ولكنها ليست مستغلة استغلالاً جيداً. في 7 نوفمبر 2014، عُين رأفت الأكحلي وزيراً للرياضة والشباب.

## الأعياد والعطلات الرسمية
لليمن عشر عطل رسمية في السنة:
| التاريخ                              | المناسبة            | الوصف                                                                    |
| عطل ثابتة التواريخ                   |                     |                                                                          |
| 1 مايو                               | عيد العمال          | يوم التضامن مع العمال                                                    |
| 30 نوفمبر                            | عيد الجلاء          | خروج آخر جندي بريطاني من عدن                                             |
| 26 سبتمبر                            | ثورة 26 سبتمبر      | الثورة على النظام الإمامي وإعلان الجمهورية                               |
| 14 أكتوبر                            | ثورة 14 أكتوبر      | ذكرى قيام ثورة أكتوبر ضد المستعمر البريطاني في عدن                       |
| 22 مايو                              | عيد الوحدة اليمنية  | ذكرى توحد الجمهورية العربية اليمنية مع جمهورية اليمن الديمقراطية الشعبية |
| 1 يناير                              | رأس السنة الميلادية | أول أيام السنة حسب التقويم الميلادي                                      |
| أعياد بتواريخ غير ثابتة              |                     |                                                                          |
| 1 محرم (تقويم هجري)                  | رأس السنة الهجرية   | أول أيام السنة حسب التقويم الهجري.                                       |
| 12 ربيع الأول (تقويم هجري)           | المولد النبوي       | مولد النبي محمد.                                                         |
| 1 و2 و3 شوال (تقويم هجري)            | عيد الفطر           | الإفطار بعد صيام شهر رمضان.                                              |
| 10 و11 و12 و13 ذو الحجة (تقويم هجري) | عيد الأضحى          | عيد الأضحى، وبه تجري مراسم الحج في الإسلام.                              |

## صور من اليمن

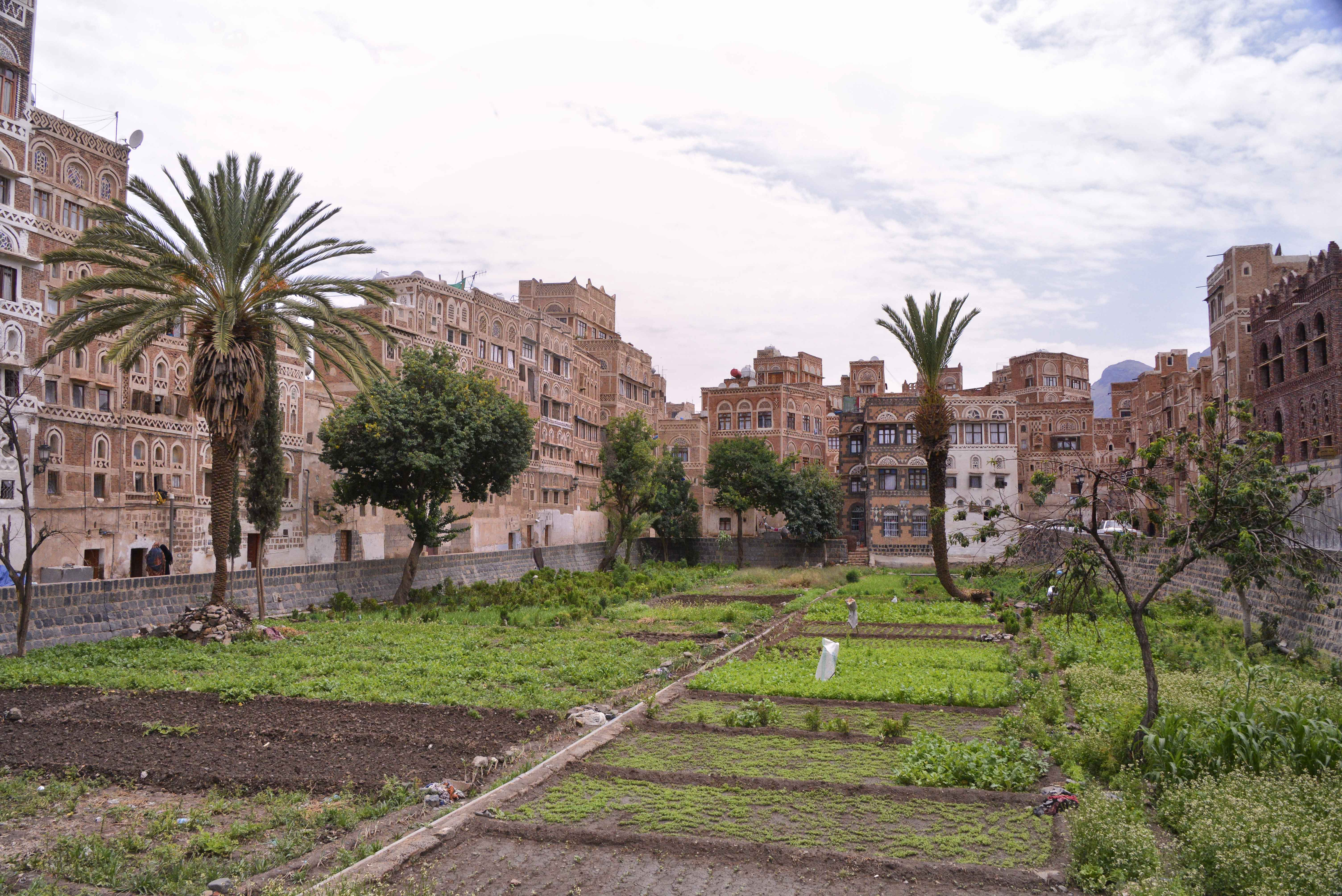
صنعاء القديمة
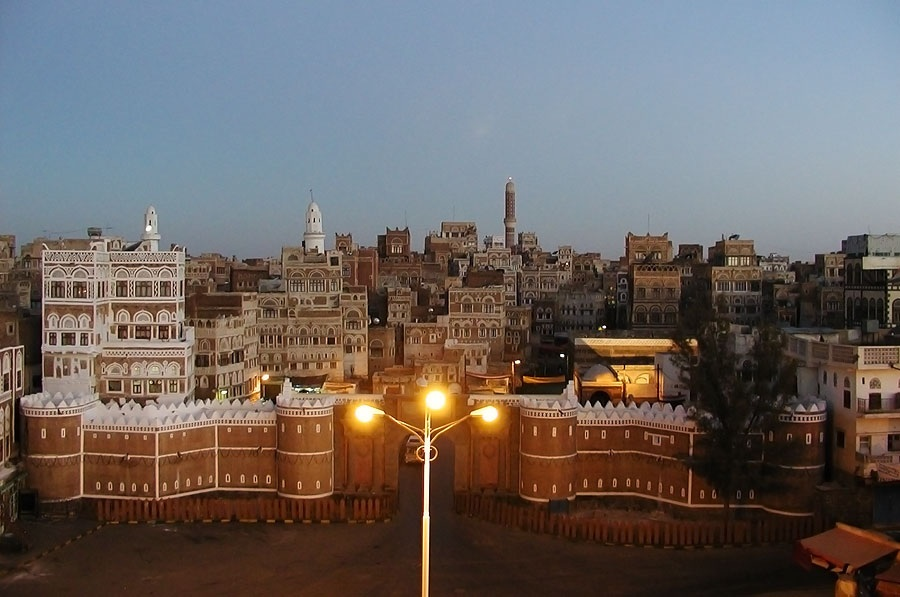
باب اليمن
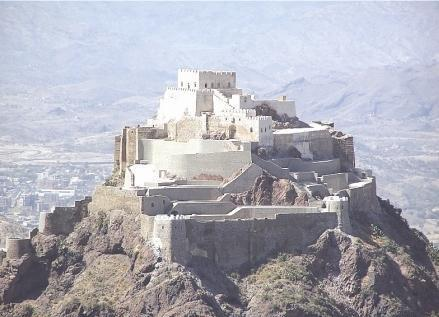
قلعة القاهرة
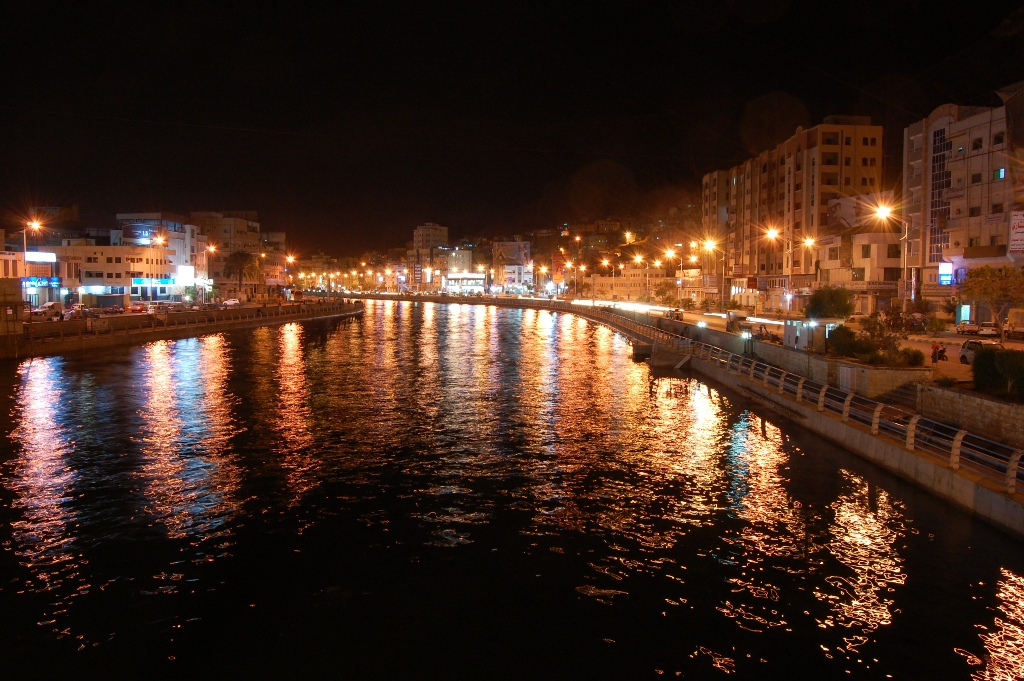
مدينة المكلا ليلاً
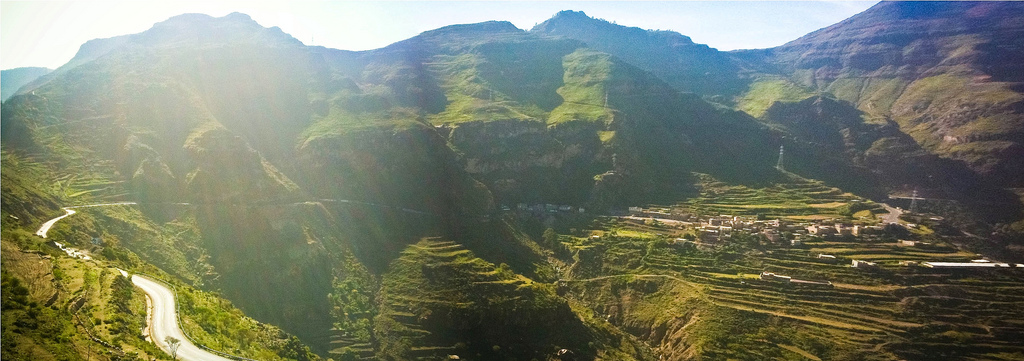
إب
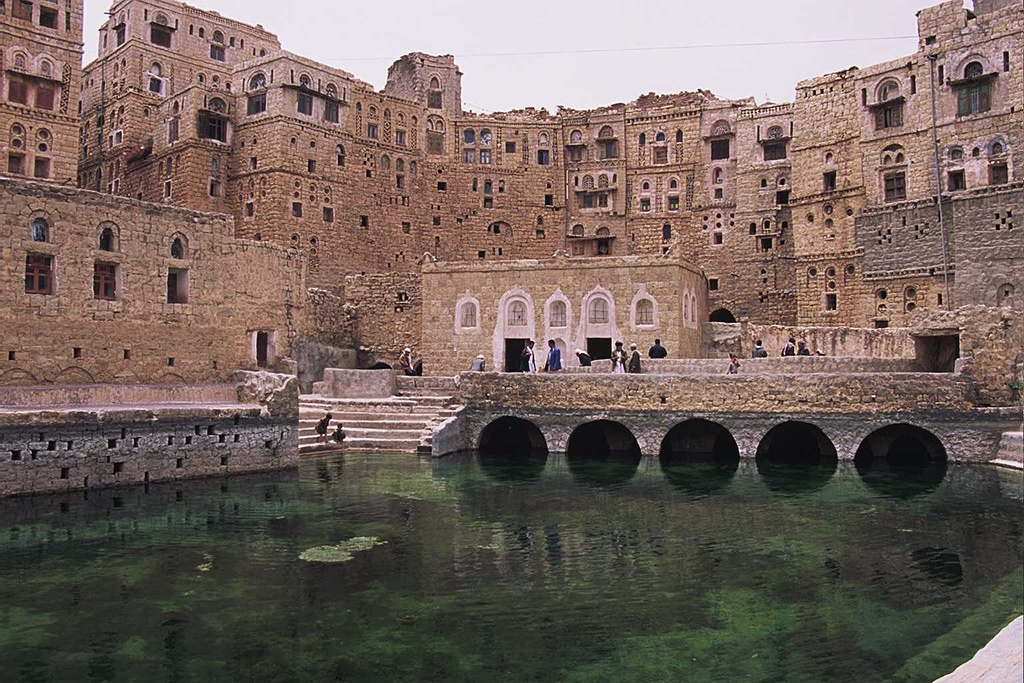
صهريج حبَّابة في عمران
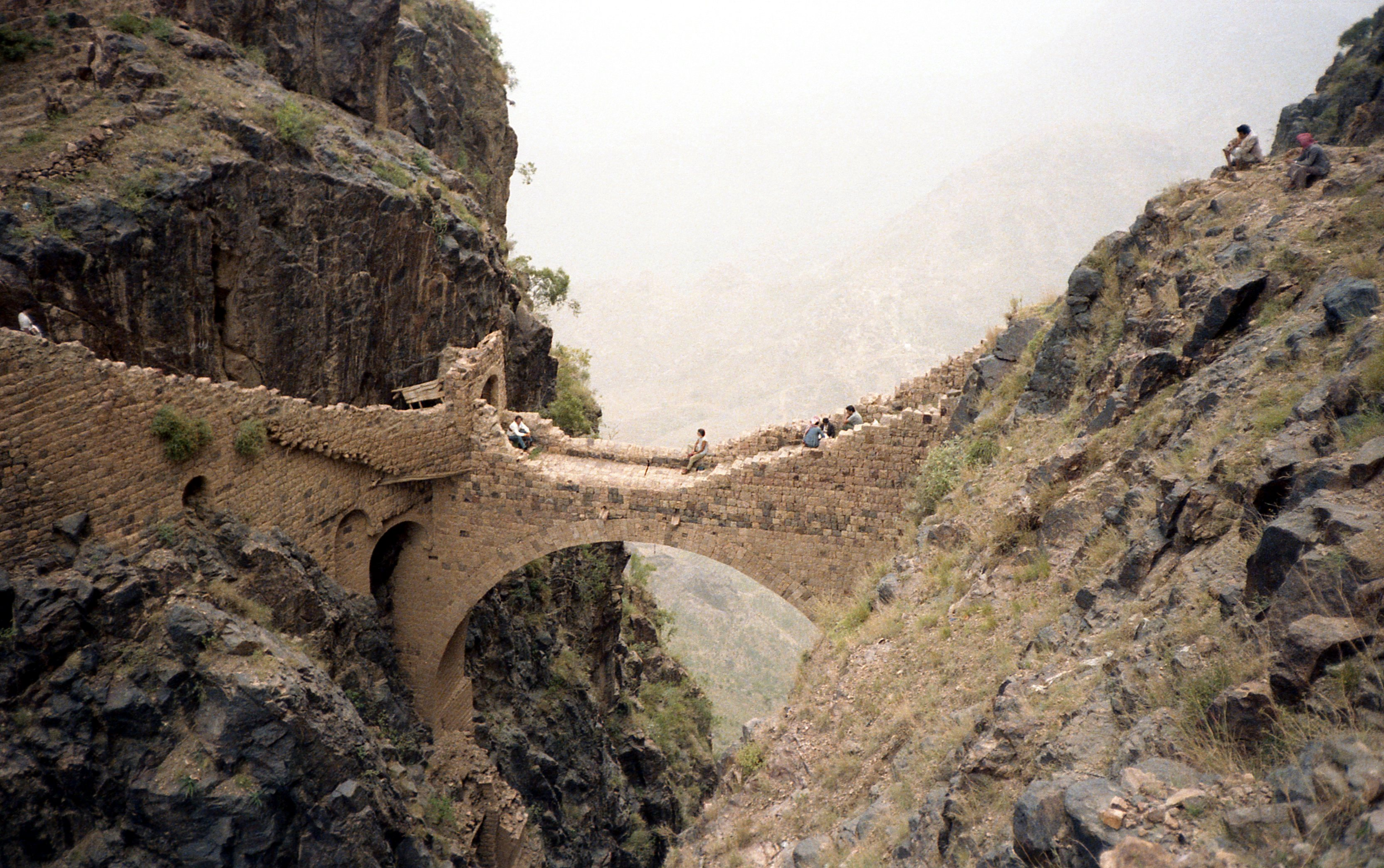
جسر شهارة في عمران
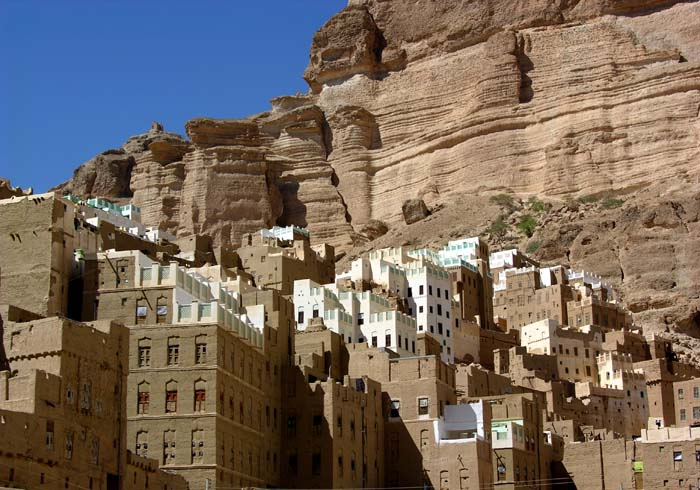
وادي دوعن
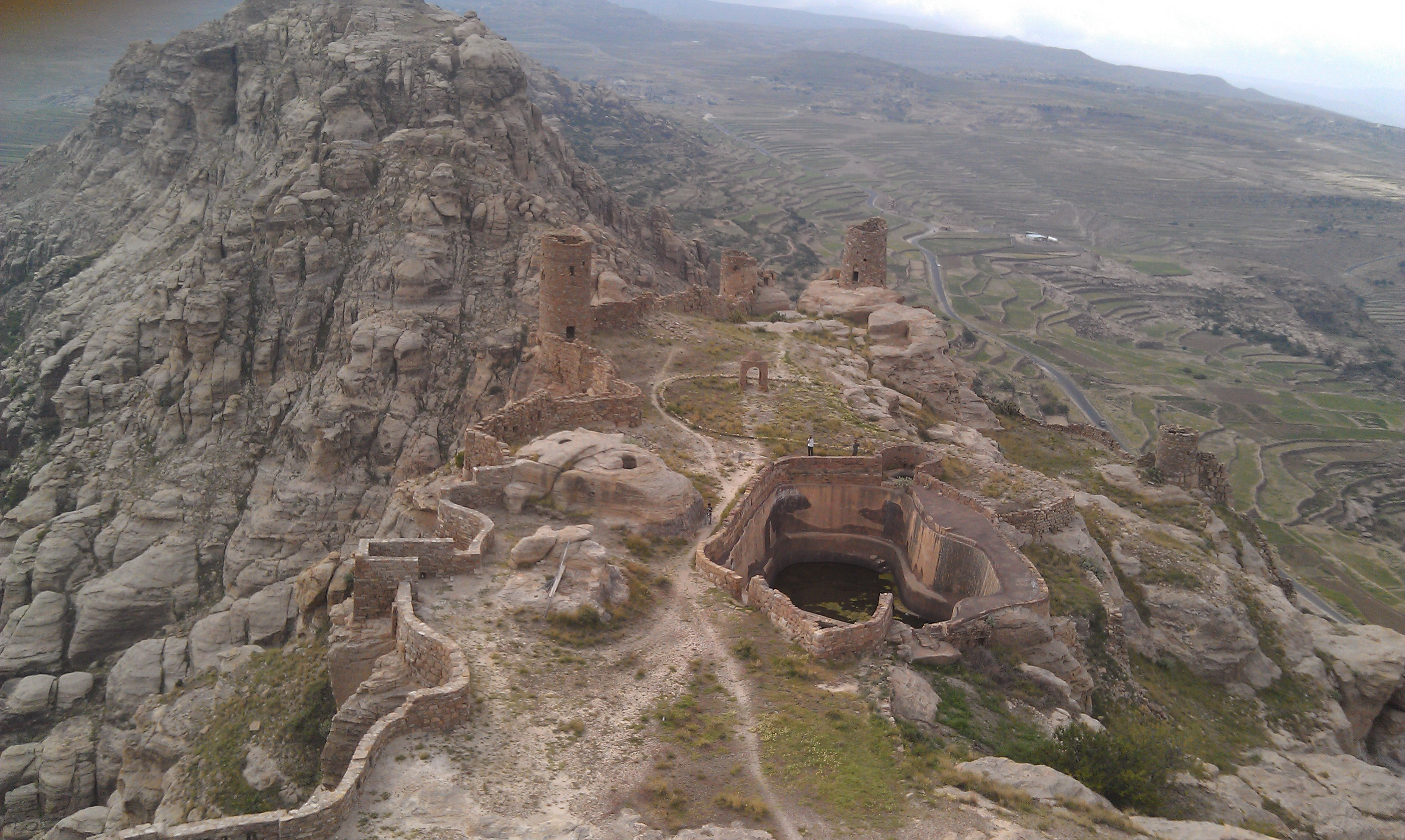
حصن الغراب في مدينة ثلا
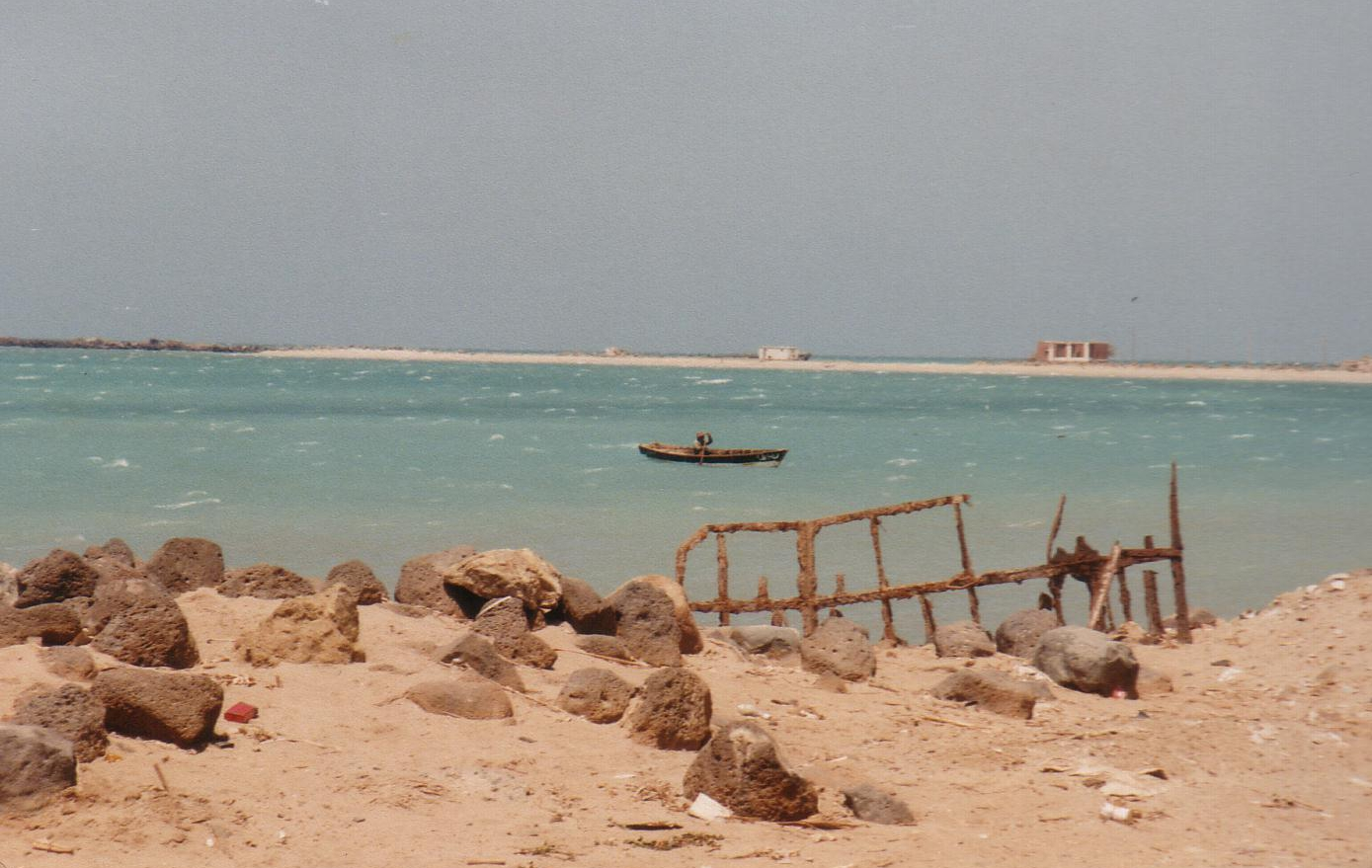
المخا
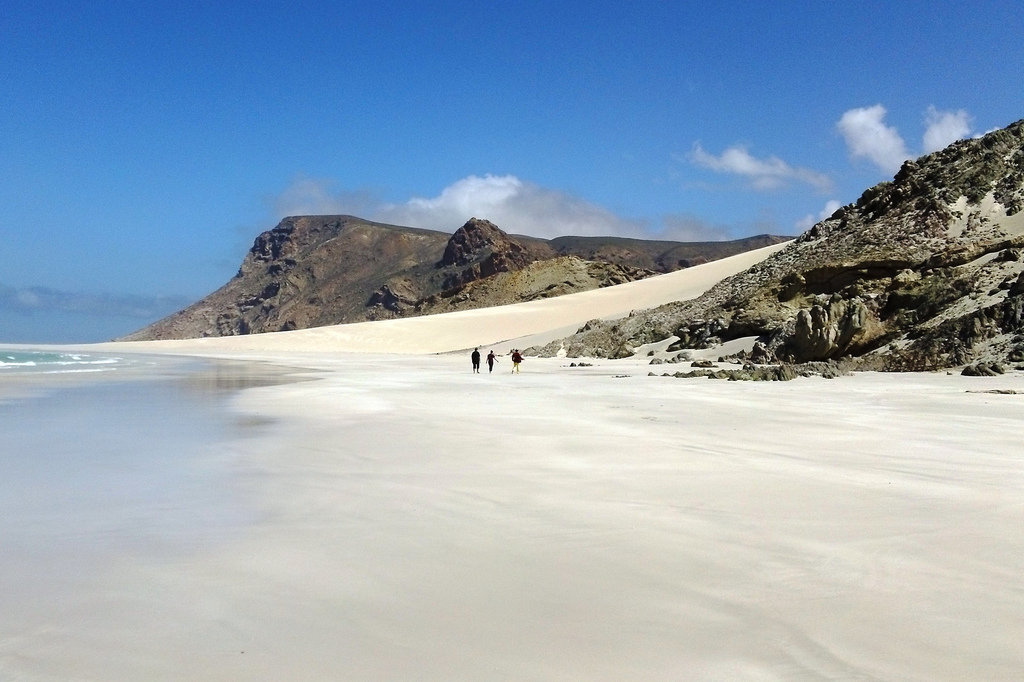
سقطرى
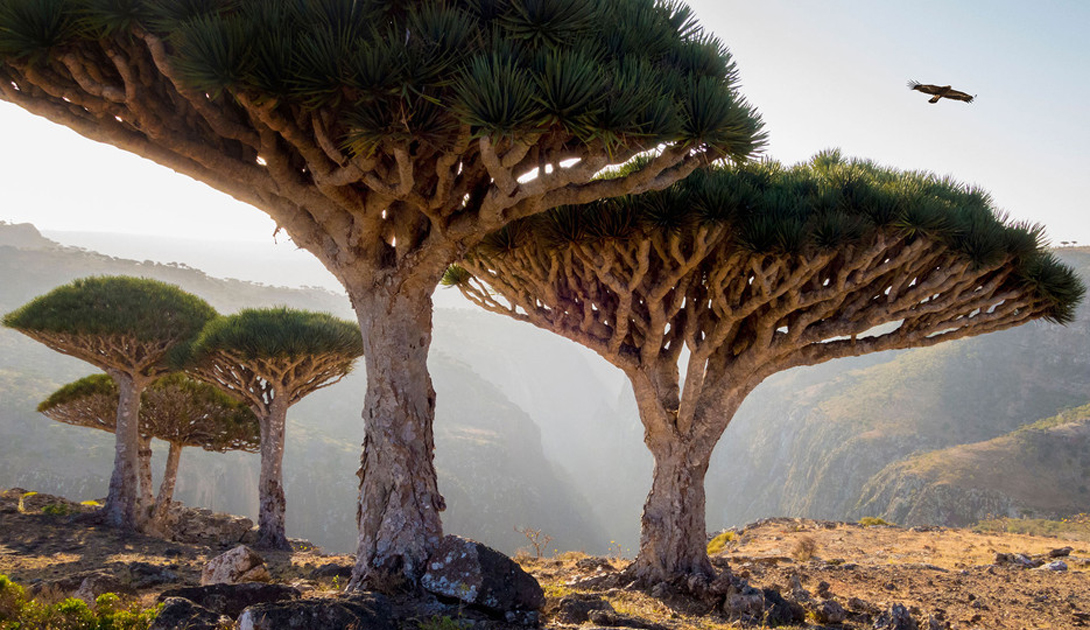
شجرة دم الاخوين سقطرى
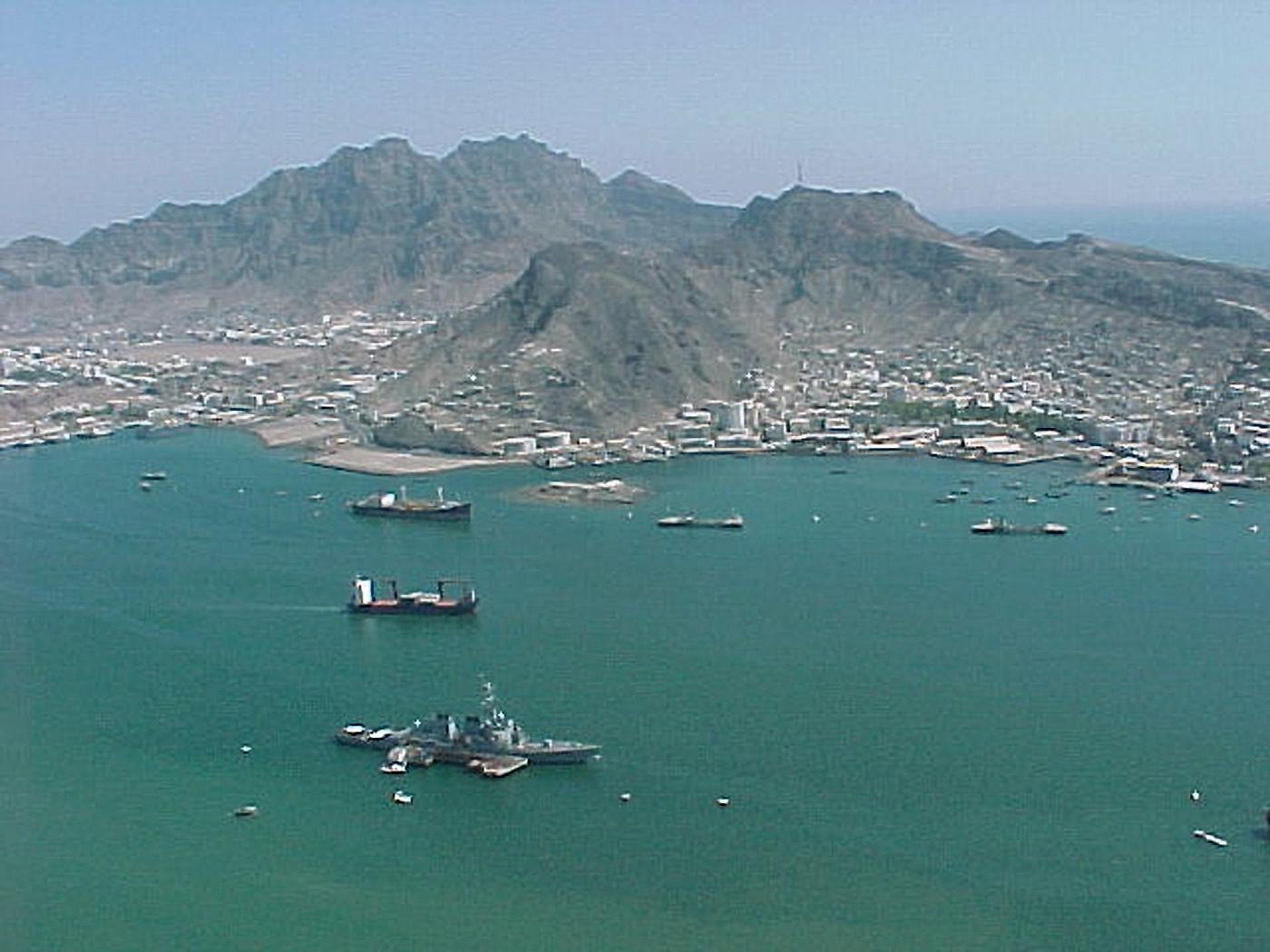
عدن
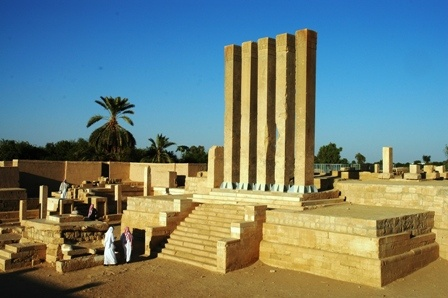
معبدالشمس في مارب
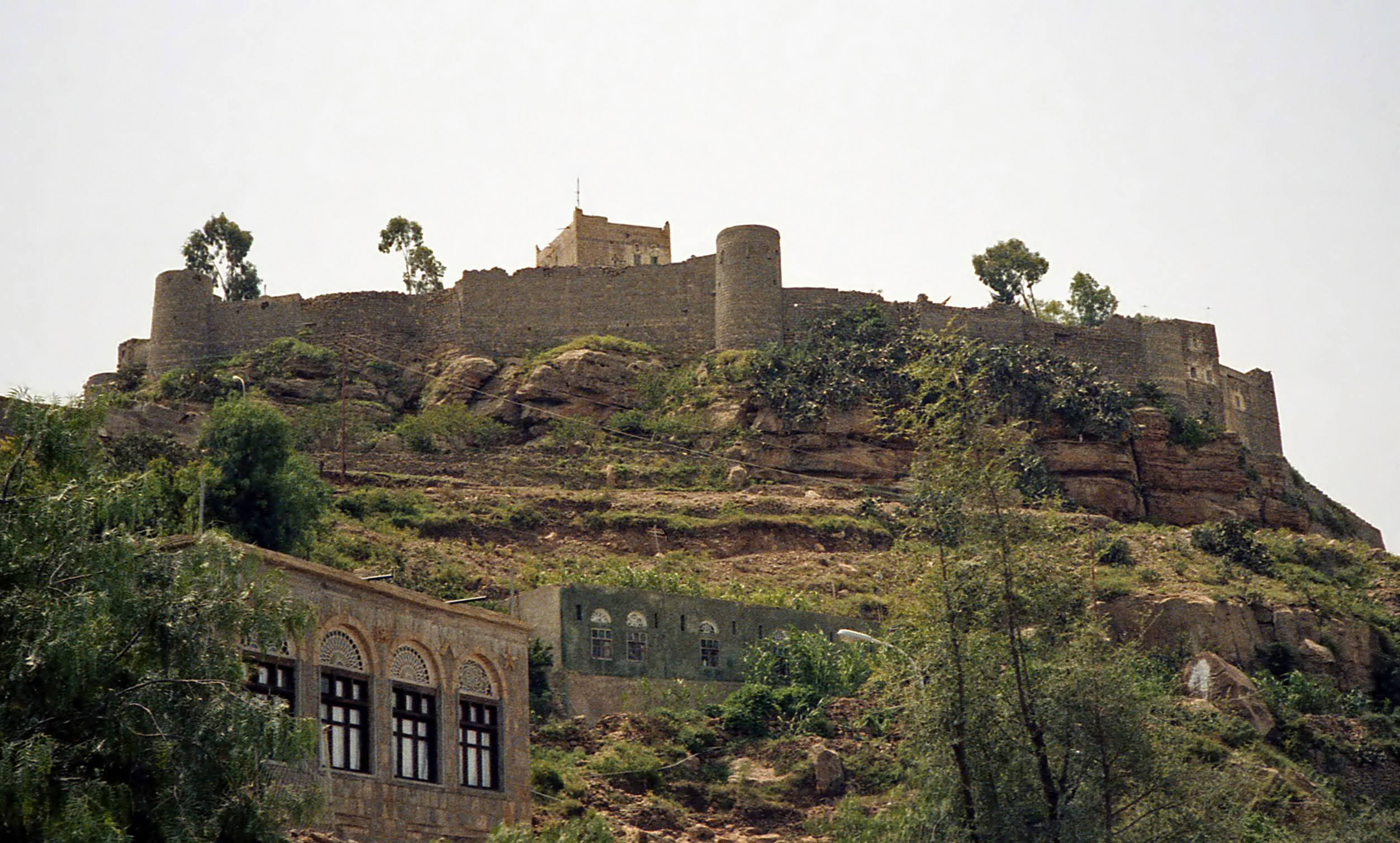
قلعة القاهرة حجة
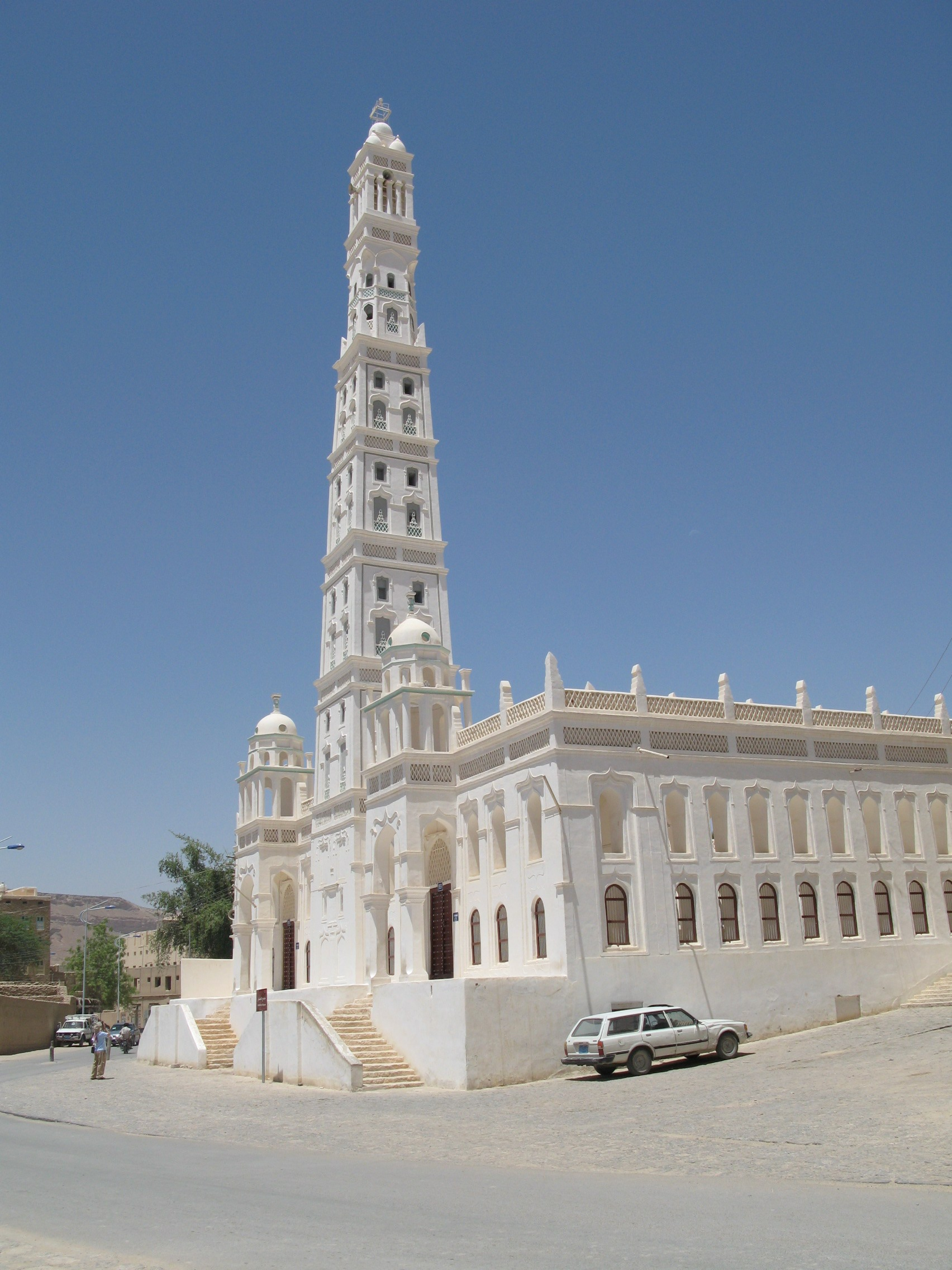
جامع المحضار حضرموت

## وصلات خارجية
- المركز الوطني للمعلومات - اليمن.
- اليمن على مشروع الدليل المفتوح